# Rhododendron-Sorten

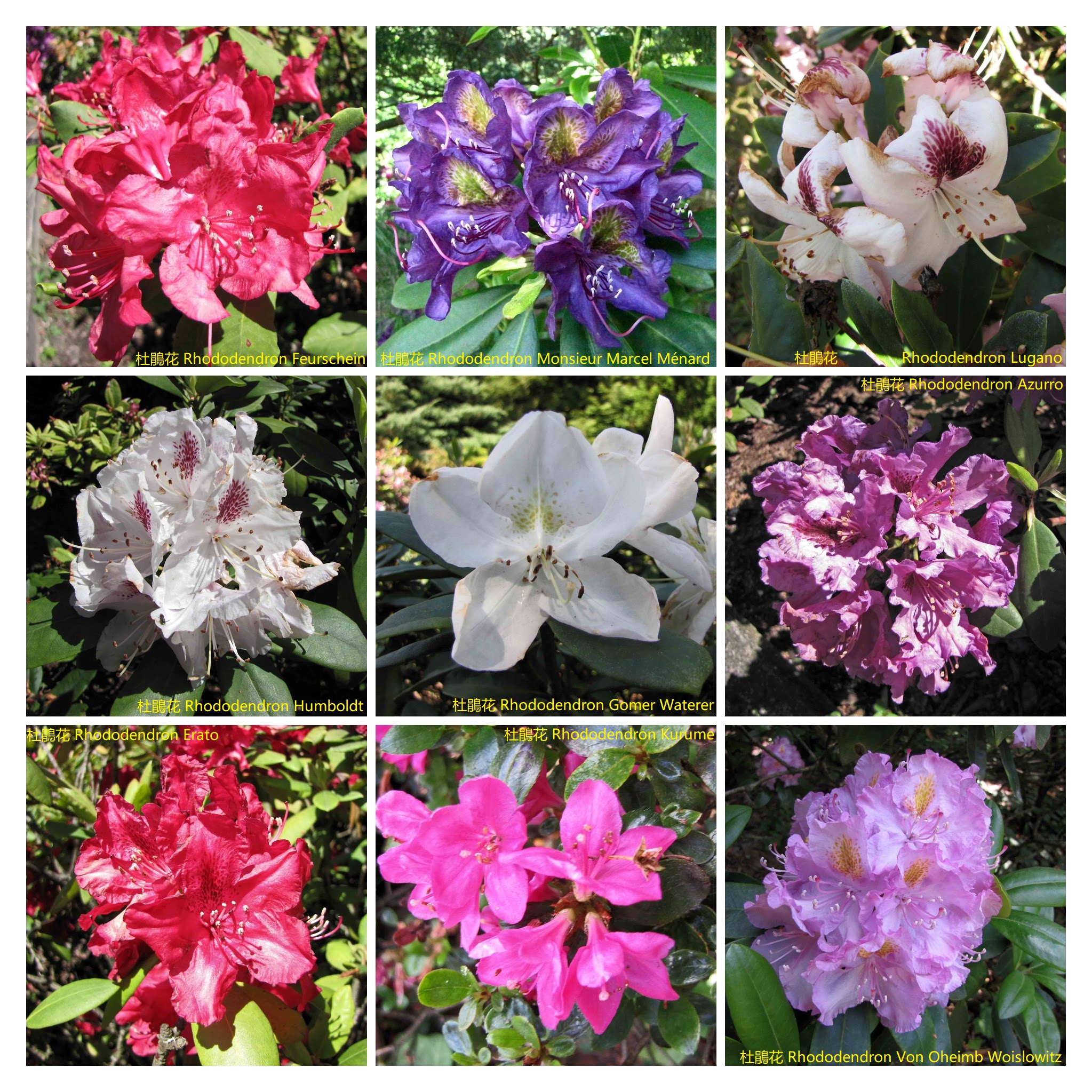
Beispiele für in verschiedenen Farben blühende Rhododendron-Sorten

Die Rhododendron-Sorten sind die Sorten oder Cultivare, die aus Arten oder Hybriden der Gattung der Rhododendren (Rhododendron) gezüchtet oder ausgelesen wurden.
Die Sorten der Rhododendren können in Gruppen eingeteilt werden, wobei keine strenge systematische Einteilung nur nach äußeren Merkmalen oder nur nach botanischer Herkunft etabliert ist.
In der Zucht werden Rhododendron-Hybride meist orientiert an den Namen der wichtigeren Elternpflanzen gruppiert; Beispiele sind die Griersonianum-, Williamsianum- und Yakushimanum-Hybriden, die zumindest die Wuchsform und das Blattaussehen von ihren Elternarten als mehr oder weniger gemeinsames Merkmal aufweisen, wogegen sie in den Blütenformen große Variabilität aufweisen. Rhododendren sind langlebige Pflanzen, die meist auch im Alter noch deutlich weiter wachsen, weshalb Größenangaben problembehaftet sind. Grob eingeteilt gelten bis 50 Zentimeter hohe Sorten als zwergwüchsig, bis einen Meter hohe als klein, 1 bis 2,5 Meter hohe als mittelgroß, die übrigen als groß. Die Blütezeit der meisten Formen liegt in den ersten sechs Wochen nach Frühlingsbeginn; diese Zeit wird im Folgenden als die „Saisonmitte“ der Blütezeit bezeichnet. 

## „Echte“ oder „eigentliche“ Rhododendron-Hybriden
Soweit nicht anders angegeben, sind die Sorten der folgenden Übersicht für Mitteleuropa winterhart.

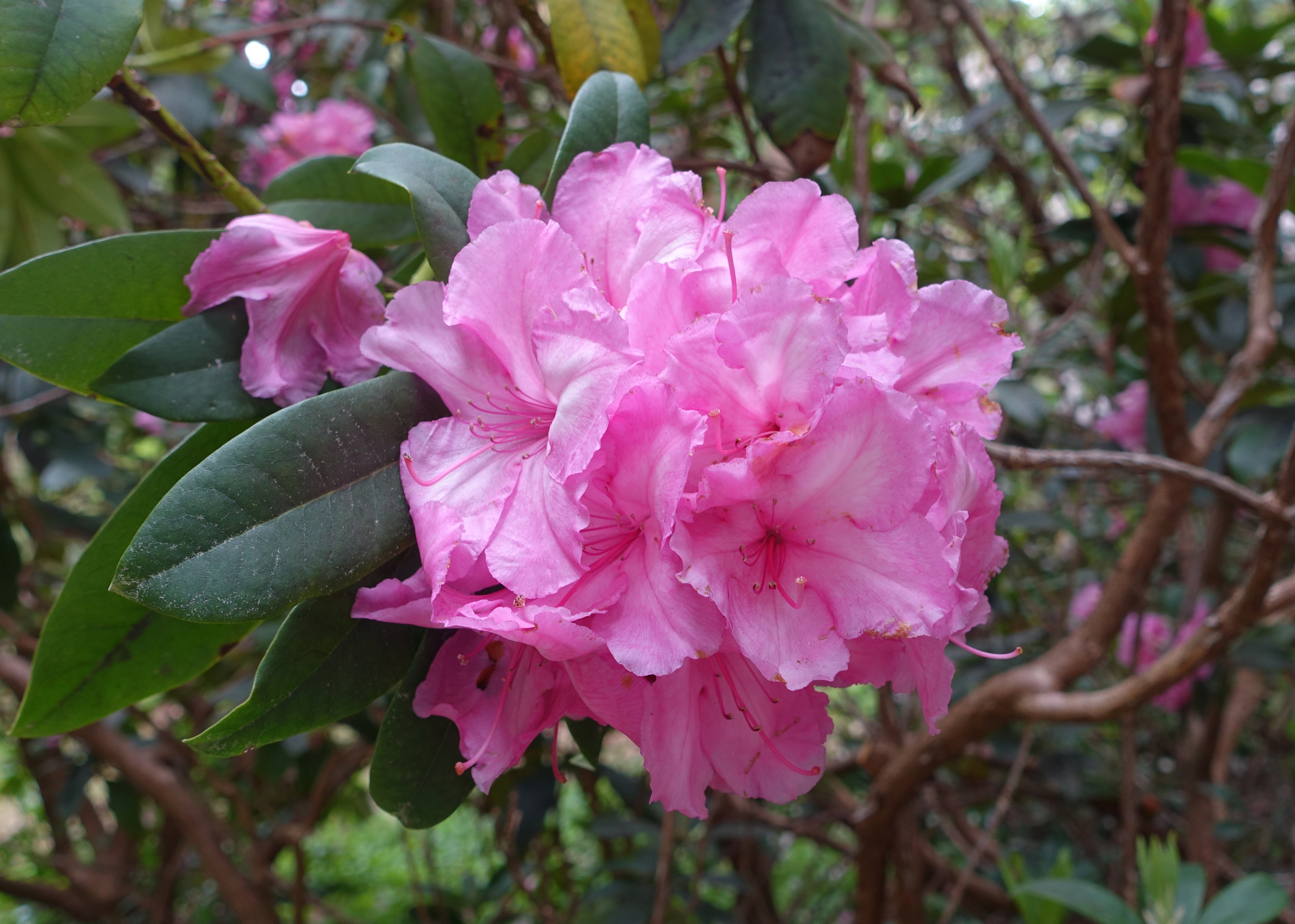
‘Alice’

- ‘Alice’: Diese Griffithianum-Hybride kann als Strauch groß werden und trägt 15 Zentimeter lange Blätter. Die Blütezeit ist in der Saisonmitte. Die leuchtend rosafarbenen Blüten stehen in großen Doldentrauben.
- ‘Alison Johnstone’: Diese Sorte wächst als mittelgroßer, buschiger Strauch mit schmalem, aufrechtem Wuchs. Die Blätter sind rundlich und blaugrün. Die Blütezeit liegt in der frühen Saisonmitte. Die in kleinen Büscheln angeordneten Blüten sind trichterförmig und gelblich bis rosa gefärbt.
- ‘Anna’: Eine der beiden Elternpflanzen von ‘Lem’s Monarch’ und ‘Point Defiance’.

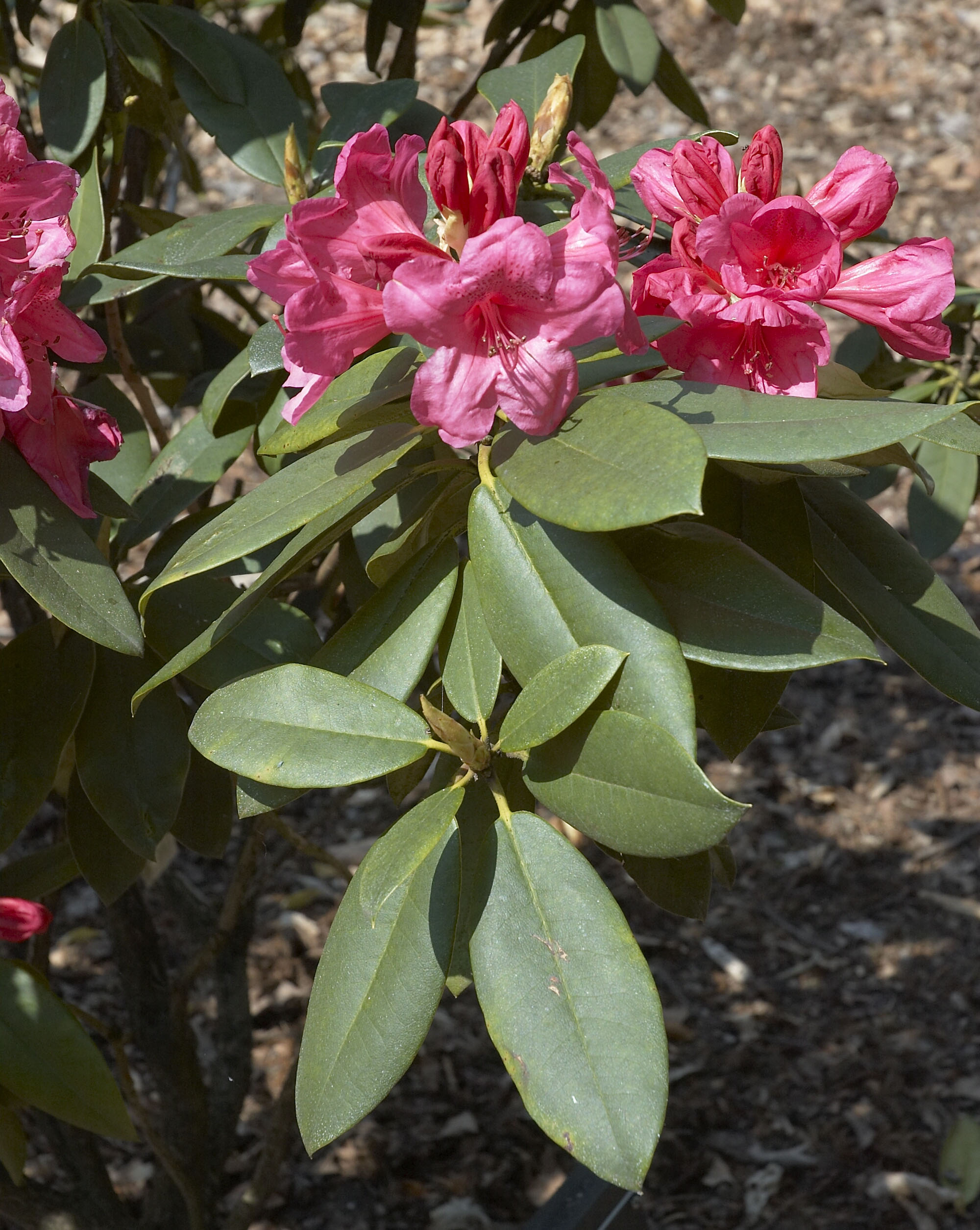
‘Anna-Rose Whitney’

- ‘Anna-Rose Whitney’: Dieser große Strauch trägt mittelgrüne ovale, 15 bis 20 Zentimeter lange Blätter. Die spätblühende Sorte trägt 10 Zentimeter große dunkelrosa Blüten in bis zu 12-zähligen Doldentrauben.
- ‘Annie E. Endtz’: Dieser Abkömmling der Sorte 'Pink Pearl' ist seit 1939 bekannt. Er wächst als mittelgroßer Strauch. Die Blätter sind breit mit wachsartiger Oberfläche. Die Blütezeit ist kurz nach Saisonmitte. Die rosa Blüten sind gekräuselt und stehen in runden Doldentrauben.
- ‘Arthur J. Ivens’: Diese Williamsianum-Hybride hat einen kleinen, kompakten, rundlichen Wuchs. Die Blätter sind klein und oval. Die Blütezeit ist zur Saisonmitte oder früher. In offenen Doldentrauben stehen glockenförmige Blüten mit dunkelrosa Färbung.

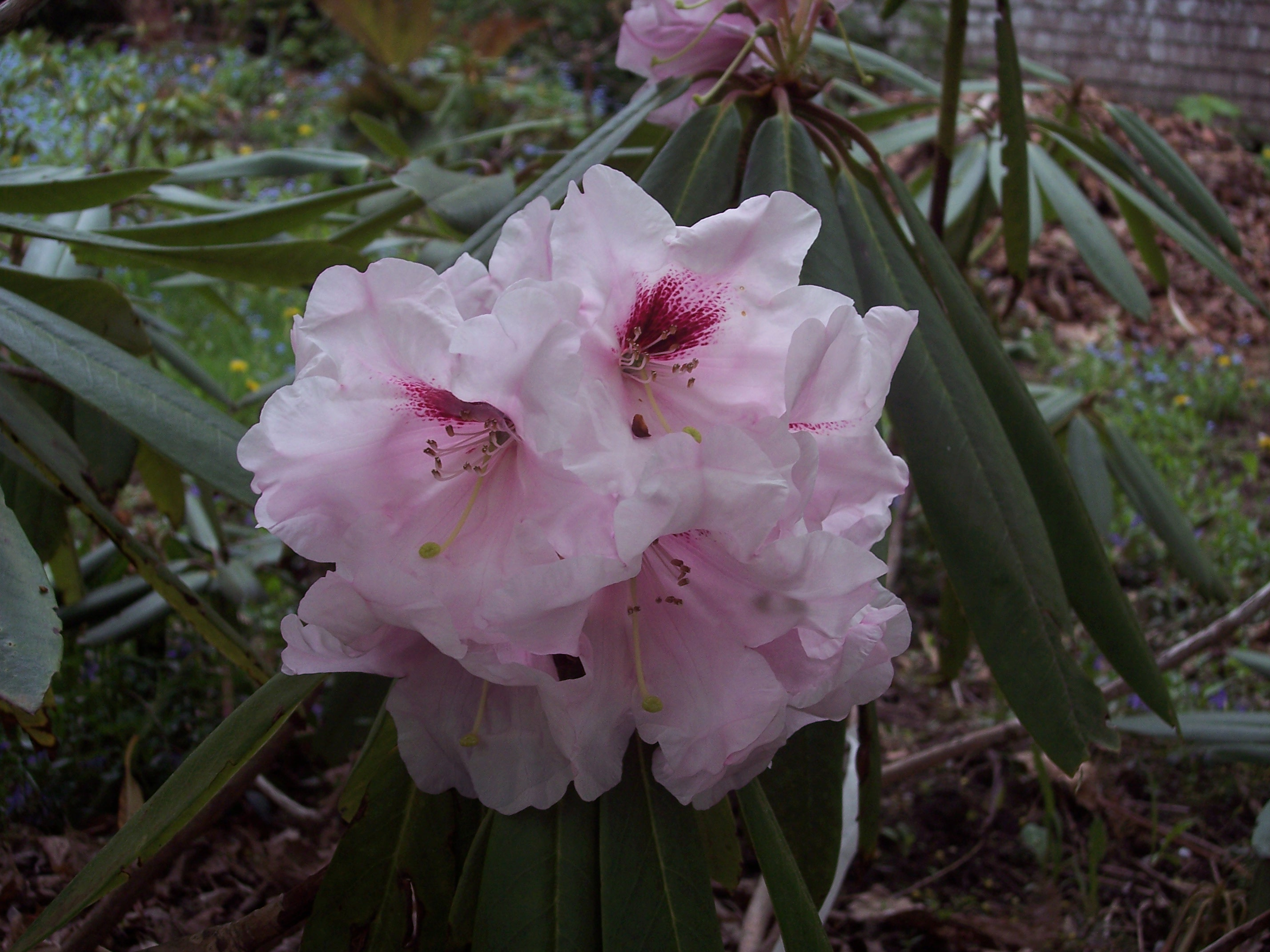
‘Babylon’

- ‘Babylon’: Diese Sorte ist mittelgroß und von dichter, rundlicher Wuchsform. Die schmalen Blätter sind 10 bis 15 Zentimeter lang. Die Blütezeit ist früh. In kegelförmigen Doldentrauben stehen je 9 bis 15 blassrosa trichterförmige Blüten mit braunem Schlund.
- ‘Betty’: Diese Sorte wächst als großer, dicht mit mittelgrünen Blättern bewachsener Strauch. Die Blütezeit ist in der Saisonmitte. In kegelförmigen Doldentrauben stehen dunkelrosa Blüten.
- ‘Bibiani’: Eine der Elternpflanzen dieser Hybride ist Rhododendron arboreum. Sie trägt 10 bis 15 Zentimeter lange, dunkelgrüne und geäderte Blätter. Die Blütezeit ist früh. In 11- bis 15-zähligen Doldentrauben stehen 5 Zentimeter große, dunkelrote, glockenförmige Blüten. Von dieser Hybride stammt die Sorte ‘Gibraltar’ ab, die ähnliche Blüten besitzt.
- ‘Billy Budd’: Der kleine Strauch trägt elliptische, leicht filzig behaarte Blätter. Die Blütezeit ist in der Saisonmitte. In flachen Doldentrauben stehen 10 bis 12 wachsartige, leuchtendrote Blüten.
- ‘Blue Boy’: Diese Sorte wächst als mittelgroßer Strauch und besitzt 10 bis 15 Zentimeter lange, schmale und dunkelgrüne Blätter. In dichten, rundlichen Doldentrauben stehen bis zu 20 veilchenblaue, dunkel gefleckte, rund 5 Zentimeter große trichterförmige Blüten.

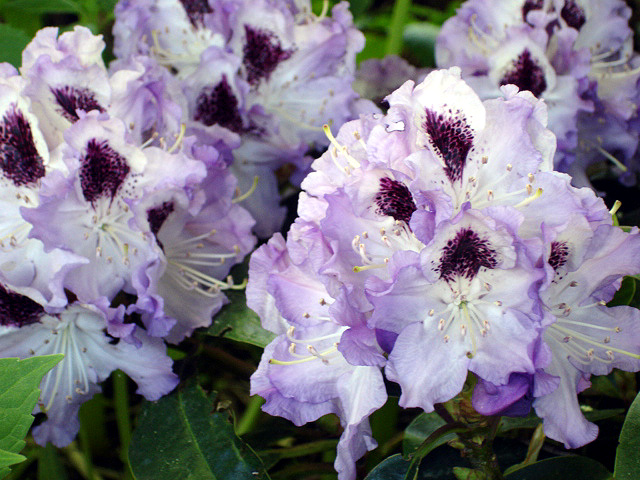
‘Blue Peter’

- ‘Blue Peter’: Diese Sorte wurde 1933 in der englischen Baumschule Waterer gezüchtet und stammt wahrscheinlich von Rhododendron ponticum ab. Ihre Blätter sind glänzend dunkelgrün. Die Blütezeit ist in der Saisonmitte. Die in Doldentrauben stehenden Blüten sind gekräuselt und von der Färbung lavendelblau mit auffälligem schwarzrotem Fleck.
- ‘Brickdust’: Diese Williamsianum-Hybride wächst als kleiner Strauch mit kompakter, rundlicher Wuchsform. Ihre Blätter sind etwa 5 Zentimeter lang. Die Blütezeit ist in der Saisonmitte. In lockeren Doldentrauben stehen zahlreiche dunkel orangefarbene, glockenförmige Blüten.

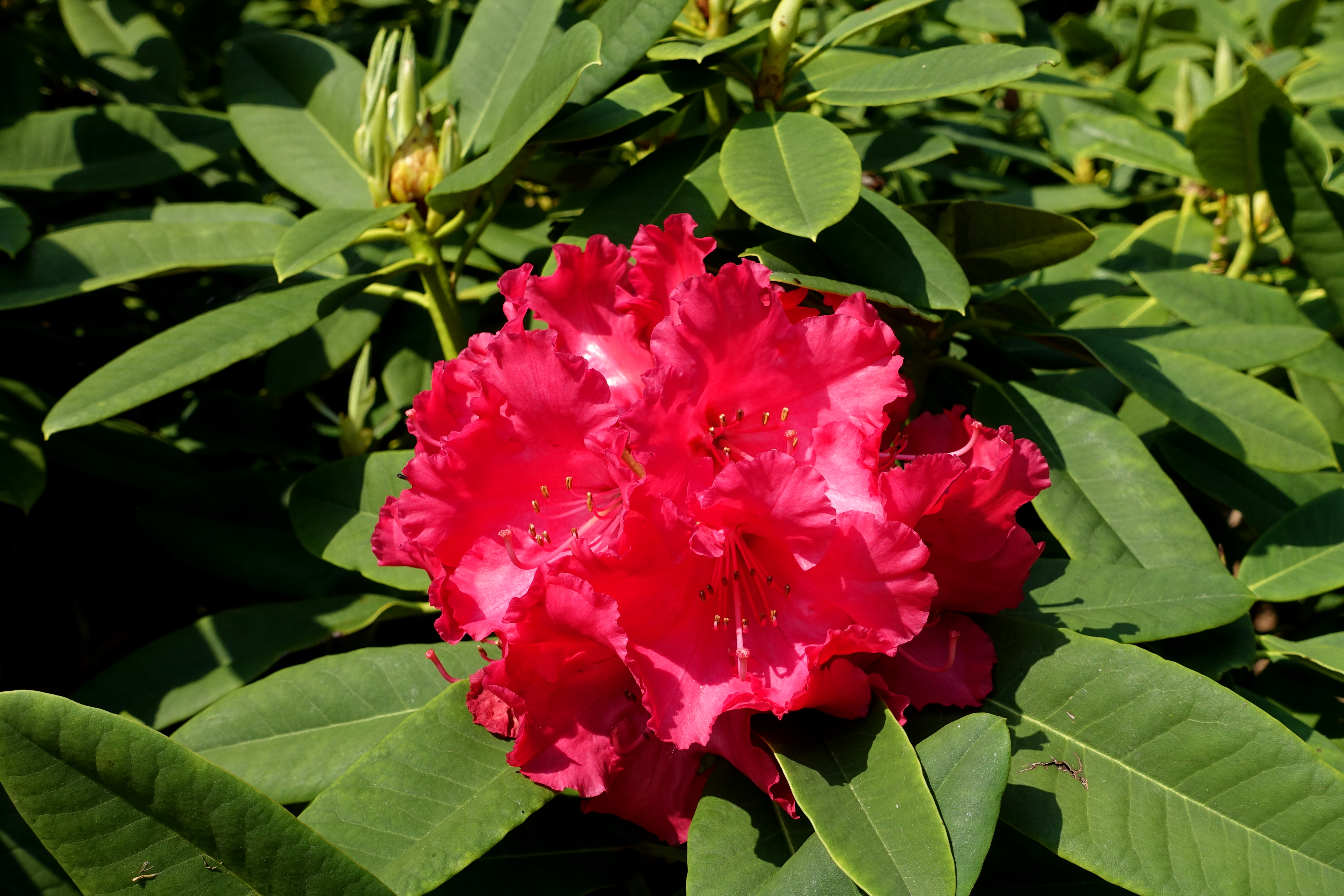
‘Britannia’

- ‘Britannia’: Dieser mittelgroße Strauch ist mit schmalen, 10 bis 15 Zentimeter langen, teils etwas herabhängenden Blättern belaubt. Die Blütezeit ist in der Saisonmitte oder etwas später. Die leuchtend scharlachroten Blüten stehen in großen Doldentrauben.
- ‘Bruce Brechtbill’: Eine der Ausgangspflanzen ist die Sorte ‘Unique’. ‘Bruce Brechtbill’ wächst als mittelgroßer Strauch. Die Blätter sind relativ dick, länglich und dunkelgrün. Die Blütezeit ist in der Saisonmitte oder früher. In kegelförmigen Doldentrauben stehen die gelb-rosa überlaufenen Blüten.
- ‘Cherry Custard’: Diese Sorte hat ihren Ursprung in Kanada und stammt von ‘Fabia’ ab. Sie ist von fast niederliegendem Wuchs. Die Blätter sind schmal, spitz und elliptisch. Die Blütenknospen sind orangerot. Die gelben Blüten stehen in flachen 10- bis 12-zähligen Doldentrauben.

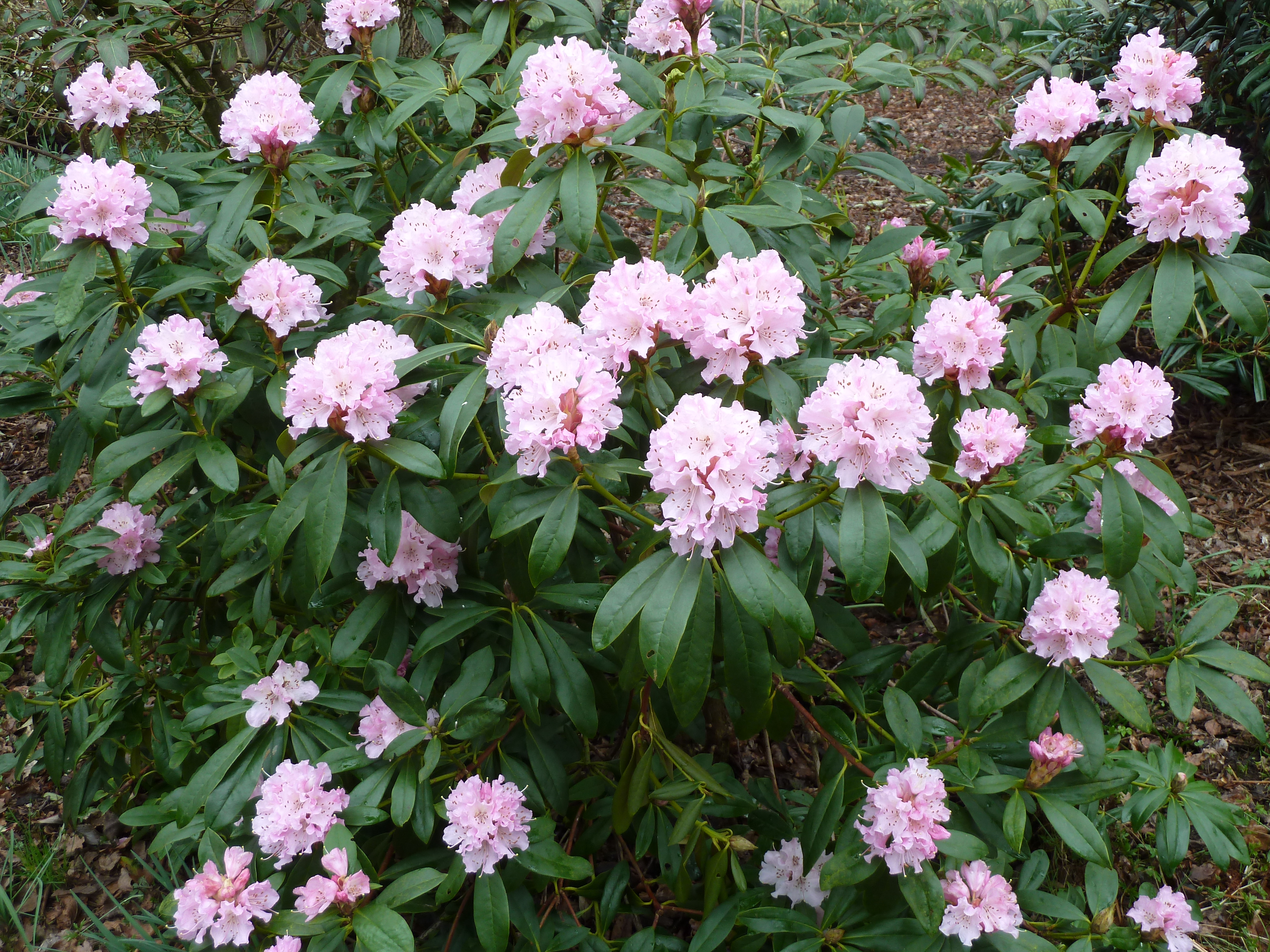
‘Christmas Cheer’

- ‘Christmas Cheer’: Diese Rhododendron caucasicum-Hybride ist belaubt mit elliptischen, 5 bis 10 Zentimeter langen, mittelgrünen Blättern. In 5- bis 11-zähligen Doldentrauben sitzen die Blüten von weißer bis hellrosa Farbgebung; die Blütenknospen sind dunkler. ‘Christmas Cheer’ ist eine der am frühesten blühenden Sorten; ihre Blüten werden häufig durch Spätfröste zerstört.
- ‘Cinnkeys’: Diese Sorte wurde 1926 aus den Elternarten Rhododendron cinnabarinum und Rhododendron keysii gezüchtet. Ihr Name ist aus den jeweils vier Anfangsbuchstaben der Artepitheta dieser beiden Elternpflanzen zusammengesetzt. Die ovalen Laubblätter sind glänzend mittelgrün. Die röhrenförmigen Blüten sind auffällig wachsartig, rot und an der Spitze meist gelb.
- ‘Cornubia’: Diese Sorte stammt von Rhododendron arboreum ab. Sie wächst als großer Strauch und ist nicht völlig winterhart. Die 15 Zentimeter langen Blätter sind gekräuselt und mittelgrün. Die Blütezeit ist früh; die Blüten werden häufig Opfer von Spätfrösten. In 7- bis 11-blütigen Doldentrauben sitzen die trichterförmigen, leuchtendroten Blüten.
- ‘Countess of Haddington’: Diese 1862 gezüchtete Sorte ist nicht völlig winterhart. Sie wächst als mittelgroßer, wohlgeformter Strauch. Die bis 10 Zentimeter langen Blätter sind leicht glänzend und bronzegrün. In Dreier- bis Fünfergruppen stehen die großen glockenförmigen Blüten von weißlicher oft rosa überlaufener Farbgebung.
- ‘Crest’: Diese Sorte wurde 1953 in England gezüchtet. Sie wächst als mittelgroßer, etwas lockerer Strauch und war eine der ersten Sorten, bei denen zur Erlangung des Zuchtziels „Frosthärte und gelbe Blüten“ nicht Rhododendron burmanicum, sondern Rhododendron wardii verwendet wurde.
- ‘Dido’: Diese Sorte wurde 1934 in England gezüchtet. Sie diente weniger als Gartenpflanze, mehr als Basis für die Zucht weiterer Formen, darunter ‘Lem’s Cameo’, eine in der amerikanischen Rhododendronzucht bedeutsame Form. ‘Dido’ wächst als bis 1 m hoher Strauch und trägt rundliche, hellgrüne Blätter. Die in offenen Doldentrauben angeordneten Blüten sind trompetenförmig, orange- bis rosafarben und in der Mitte gelb.

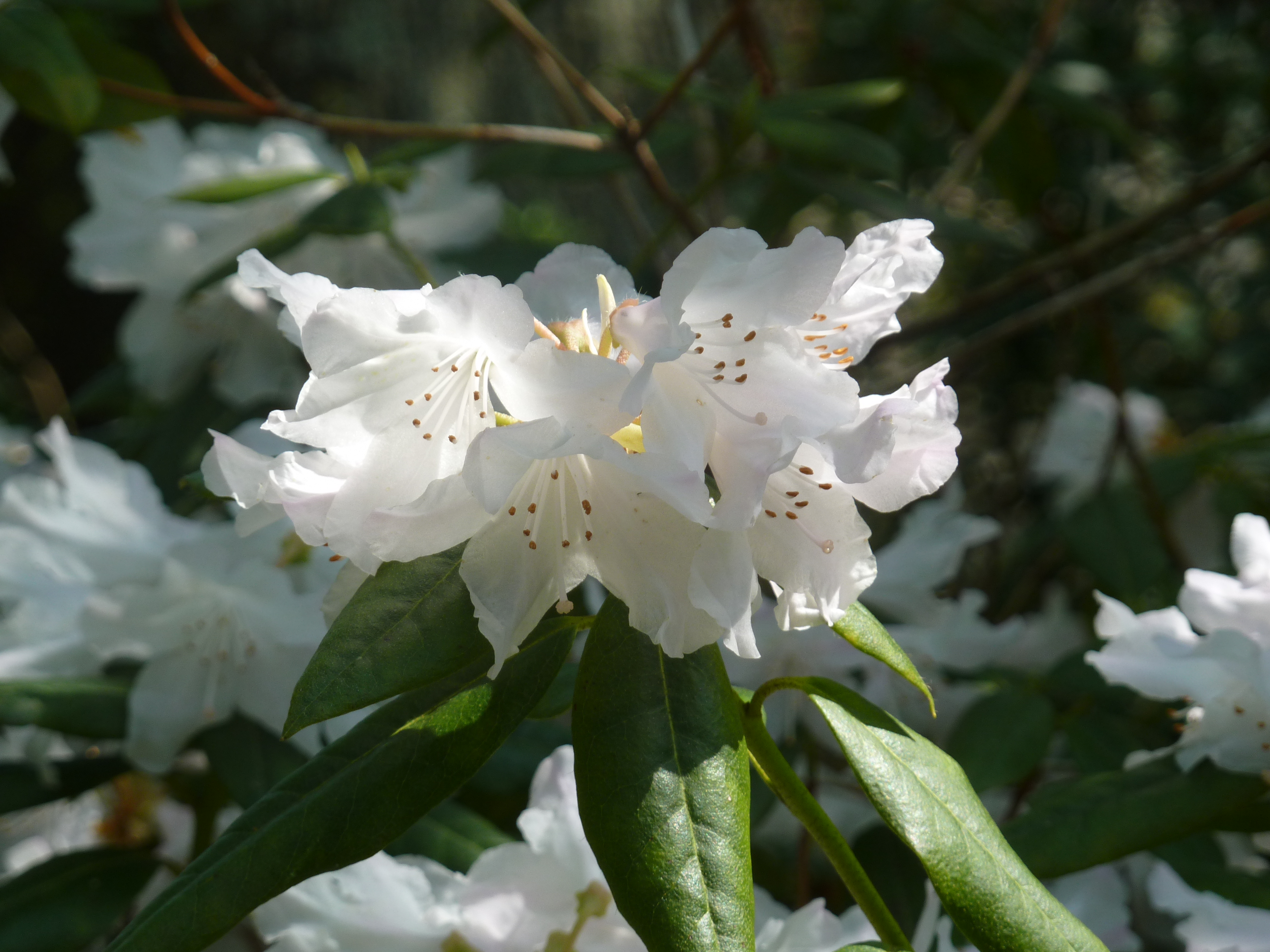
‘Dora Amateis’

- ‘Dora Amateis’: Es handelt sich um eine der wenigen Hybriden, die von der Art Rhododendron minus abstammen. Der kleine Strauch trägt elliptische, spitz zulaufende Blätter, die duften und anfangs bronzefarben, später dunkelgrün sind. Die Blütezeit ist zu Frühjahrsbeginn. Die trichterförmigen und weißen Blüten stehen in Dreier- bis Sechser-Büscheln. Steht der Strauch in voller Blüte, werden die Blätter fast vollständig von der Blütenpracht verdeckt.
- ‘Eldorado’: Diese Sorte stammt von der Art Rhododendron johnstoneanum ab. Sie wächst als mittelgroßer Strauch mit etwas lockerem Wuchs und ist nicht völlig winterhart. Die kleinen Blätter sind schuppenbesetzt und dunkel olivgrün. Die Blütezeit ist früh. In Zweier- bis Dreierbüscheln stehen die 5 Zentimeter großen, trichterförmigen Blüten von leuchtendgelber Farbe.
- ‘Elisabeth Hobbie’: Diese Sorte stammt von der Art Rhododendron forrestii ab. Die dunkelgrünen Blätter sind rundlich und bis 5 Zentimeter lang. Die Blattstiele und der jährliche Neuaustrieb sind rötlich überlaufen. Die Blütezeit ist zur Saisonmitte. Die glockenförmigen, roten Blüten stehen zu fünft bis siebt in Büscheln.
- ‘Elizabeth’: Diese von der Art Rhododendron griersonianum abstammende Sorte bildet einen mittelgroßen Strauch mit offener Wuchsform. Die 8 bis 10 Zentimeter langen Blätter sind schmal und spitz. Die Blütezeit ist zur Saisonmitte. In 6-8-blütigen Doldentrauben stehen die knapp 10 Zentimeter breiten, trichterförmigen und leuchtendroten Blüten.
- ‘Empire Day’: Siehe ‘Romany Chai’.

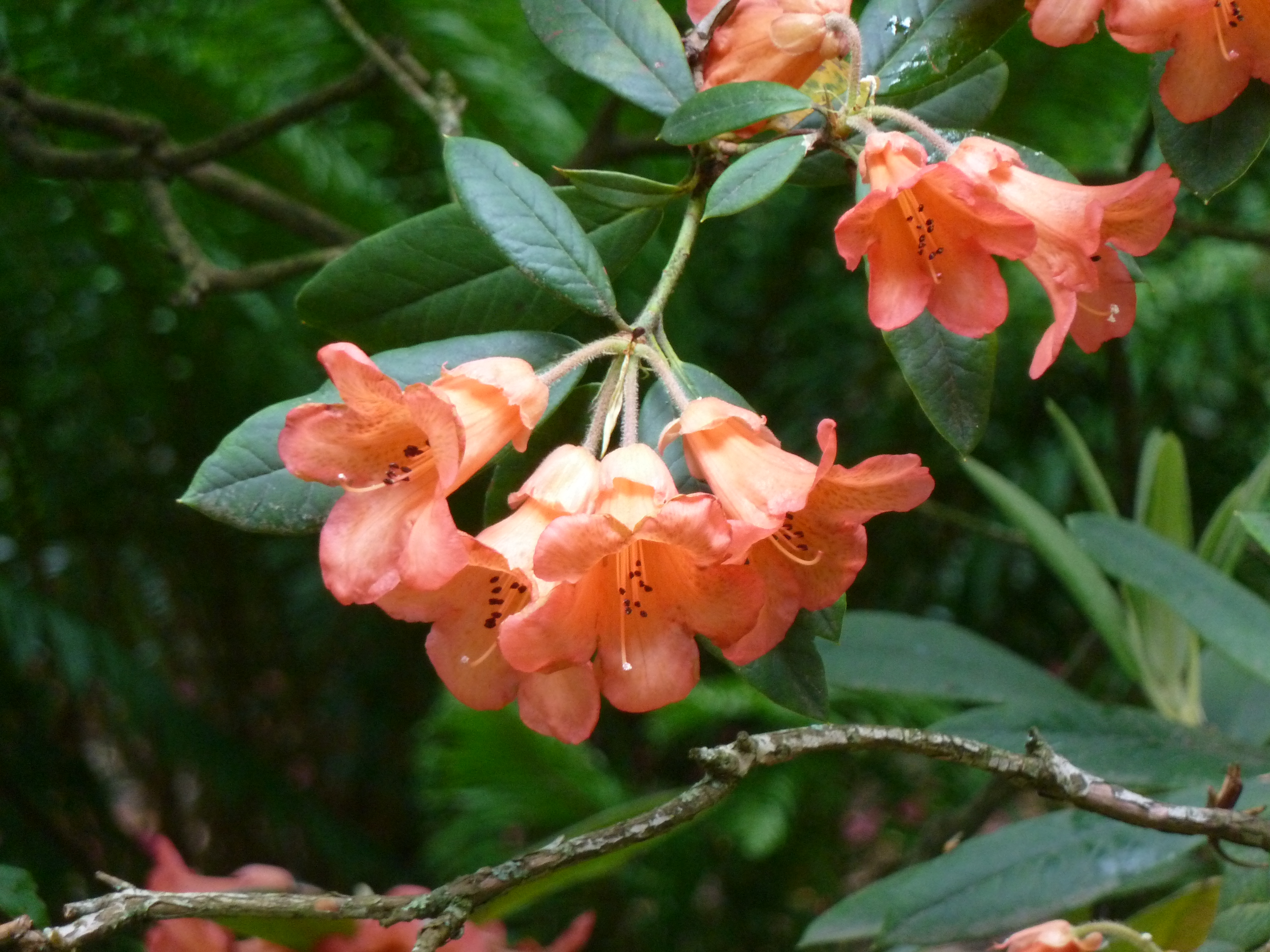
'Fabia'

- ‘Fabia’: Diese Kreuzung der Arten Rhododendron dichroanthum und Rhododendron griersonianum nahm für die Weiterzucht neuer winterharter Sorten mit gelb- bis orangefarbenen Blüten eine wichtige Rolle ein. Sie wächst bis einen Meter hoch und etwas mehr in die Breite. Die bis 10 Zentimeter langen Laubblätter sind elliptisch und spitz zulaufend. Die Blütezeit ist zur Saisonmitte. In offenen, 3- bis 7-zähligen Doldentrauben stehen die glockenförmigen Blüten mit Färbung in weichen Orangetönen.
- ‘Fabia Tangerine’: Diese vor 1940 eingeführte Sorte mit roten Blüten ist eine Elternsorte von ‘Percy Wiseman’.
- ‘Fastuosum Flore Pleno’: Diese Sorte wächst als großer Strauch und ist nicht völlig winterhart. Die Blütezeit ist zur Saisonmitte oder später. Die 10 bis 15 Zentimeter langen Blätter sind mittelgrün. In 7- bis 15-zähligen Doldentrauben stehen die halbgefüllten Blüten, dunkel lavendelfarben mit grünlichgelber Zeichnung,
- ‘Fragrantissimum’: Diese vor 1868 entstandene Hybride stammt von der Art Rhododendron edgeworthii ab. Ihre Wuchsform ist etwas locker. Die spitzen, 10 Zentimeter langen Blätter sind grün bis bronzefarben. Die Blütezeit ist in der Saisonmitte. Die großen, trichterförmigen, duftenden Blüten sind weißlich bis rosafarben und stehen in offenen 3- bis 7-zähligen Doldentrauben. Wegen ihres duftenden Blütenschmucks ist sie eine bis heute beliebte Sorte.
- ‘Frank Baum’: Diese 1969 gezüchtete amerikanische Hybride ist benannt nach Frank L. Baum, dem Autor des Buches Der Zauberer von Oz. Die Blätter sind dick und dunkelgrün mit rötlichen Blattstielen. Die Blütezeit ist spät. Die Blüten sind gelb und in der Mitte korallenrot; sie stehen in 10- bis 14-zähligen Doldentrauben.

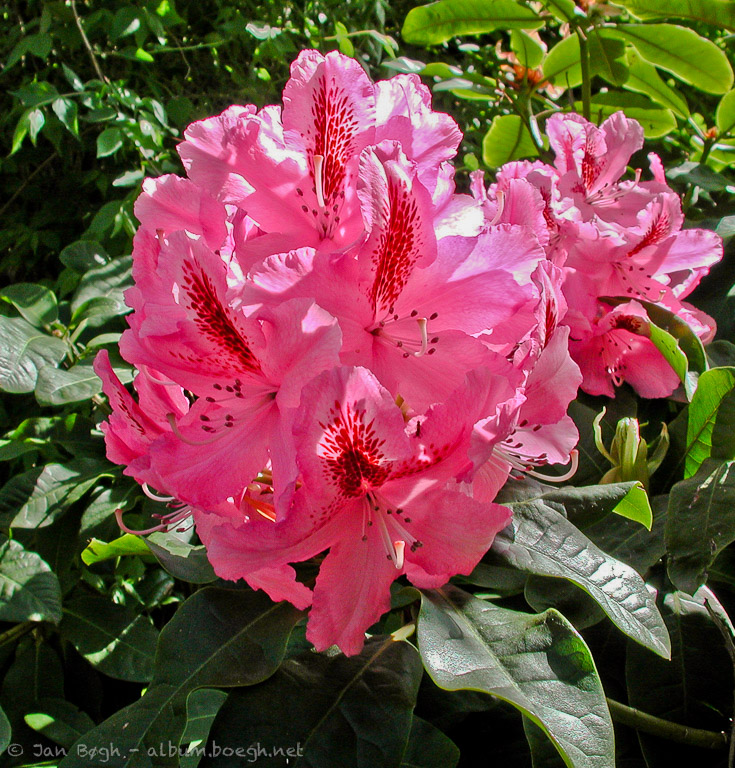
‘Furnivall’s Daughter’

- ‘Furnivall’s Daughter’: Diese Sorte wächst als robuster, mittelgroßer bis großer Strauch. Die Blätter sind groß und glänzendgrün. Die Blütezeit ist in der Saisonmitte oder etwas später. In langen Doldentrauben stehen die Blüten, deren Farbgebung leuchtend rosa mit dunklem Fleck ist.
- ‘George’s Delight’: Sie zählt zu den „modernen“ Rhododendron-Hybriden und wächst als kleiner dichter Strauch. Die Blätter sind glänzend mittelgrün. Die Blütezeit ist in der Saisonmitte. Die zartgelben bis cremefarbenen Blüten mit rosafarbenem Rand stehen in auffälligen, rundlichen Doldentrauben.
- ‘Gibraltar’: Siehe die Beschreibung bei ‘Bibiani’.
- ‘Golden Wit’: Diese Sorte wächst als kleiner, etwas ausladender Strauch. Die rundlichen Blätter sind glänzendgrün und bis 5 Zentimeter lang. Die Blütezeit ist in der Saisonmitte. Die glockenförmigen Blüten sind zart goldgelb und rot bis rotbraun gezeichnet. Sie stehen in Büscheln bis zu 9 zusammen.
- ‘Good News’: Diese Sorte wächst als mittelgroßer Strauch. Die Blätter sind jung hellgrün; anfangs sind sie beiderseits, später nur noch unterseits braunfilzig behaart. Die Blütezeit ist im späten Frühjahr. Die Blütenknospen sind leuchtendrot. Die trichterförmigen Blüten sind karmesinrot und stehen in 12- bis 15-zähligen Doldentrauben.
- ‘Grumpy’: Diese von der Art Rhododendron yakushimanum abstammende Sorte wächst als kleiner bis mittelgroßer Strauch und trägt dunkelgrüne Blätter. Die Blütezeit liegt in der Saisonmitte. In rundlichen Doldentrauben stehen die cremefarbenen bis hellgelben, meist rosa überlaufenen Blüten.
- ‘Halopeanum’: Dieser schnellwüchsige, sehr robuste große Strauch trägt dunkelgrüne Blätter. Die Blütezeit ist zur Saisonmitte. In langen kegelförmigen Doldentrauben stehen die blassrosa Blüten, die später verblassen.
- ‘Honeymoon’: Diese Hybride aus der Art Rhododendron wardii bildet einen mittelgroßen Strauch mit rundlicher, dichter Wuchsform. Die dicken Blätter sind dunkelgrün. Die Blütezeit ist zur Saisonmitte. In flachen, bis 15-blütigen Doldentrauben stehen die zartgelben, oft leicht orange überlaufene Blüten.

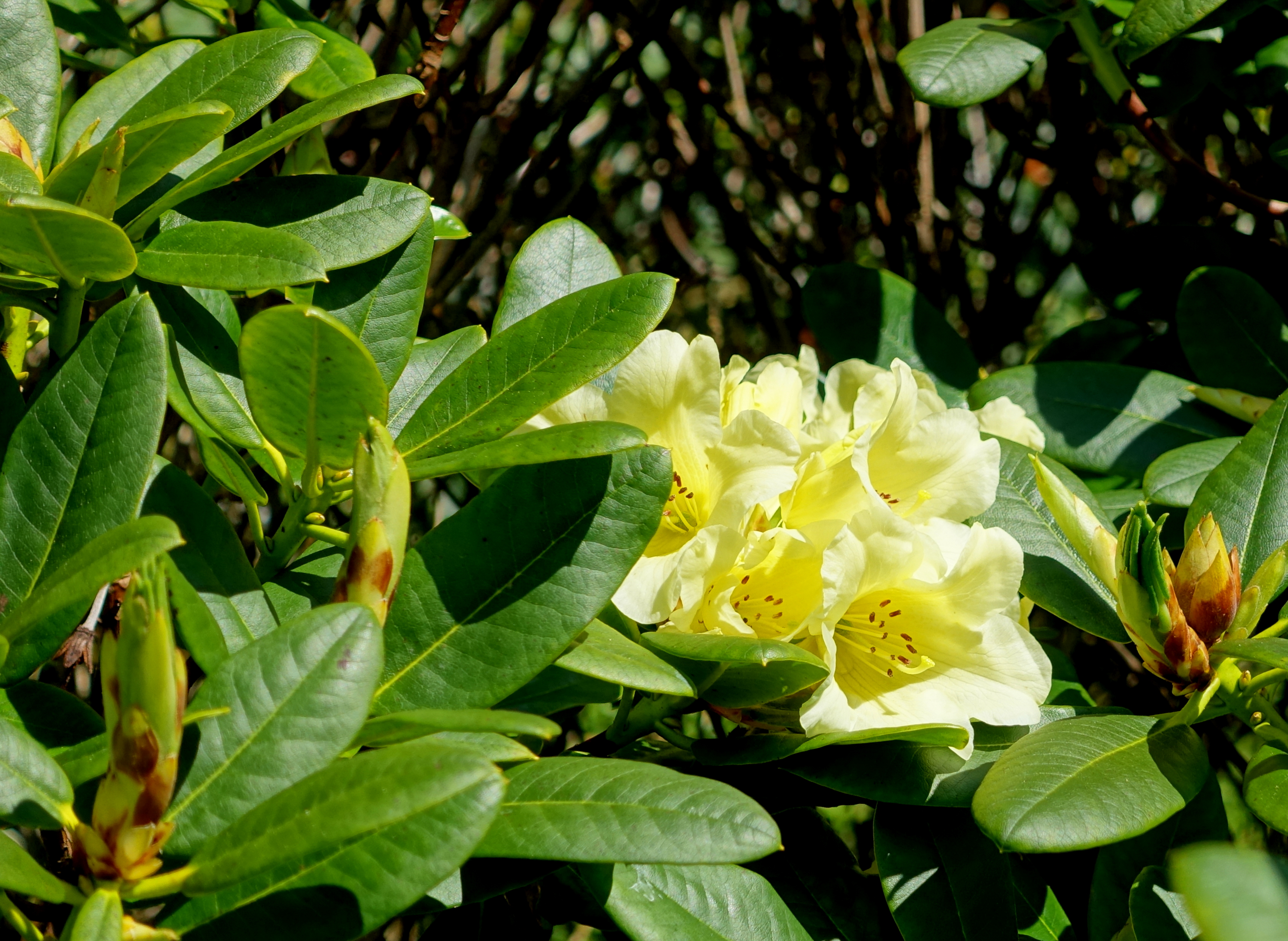
‘Hotei’

- ‘Hotei’: Diese Sorte spielt eine wichtige Rolle bei der Zucht winterharter gelbblühender Sorten. Sie wächst als kleiner bis mittelgroßer Strauch und trägt rundliche, etwa 10 Zentimeter lange Blätter. Die Blütezeit ist zur Saisonmitte. Die glockenförmigen, leuchtend gelb gefärbten Blüten stehen zu bis zu 12 in rundlichen Doldentrauben.
- ‘Hydon Dawn’: Diese Sorte stammt ebenfalls wie ‘Hydon Hunter’ von der Art Rhododendron yakushimanum, ist aber weniger bekannt. Sie wächst als kleiner, rundlicher Strauch mit glänzend leuchtendgrünen Blättern. Die Blütezeit ist zur Saisonmitte. Die Blüten sind rosa, am Rand etwas heller; sie stehen in kleinen, runden Doldentrauben.
- ‘Hydon Hunter’: Diese Sorte stammt von der Art Rhododendron yakushimanum ab. Ihre Blüten sind weiß mit hellrosalila Saum.
- ‘Impi’: Der mittelgroße Strauch trägt dunkelgrüne Blätter. Die Blütezeit ist zur Saisonmitte oder später. Die dunkel purpurroten Blüten stehen in kleinen, runden Doldentrauben.
- ‘Irene Stead’: Diese in Neuseeland gezüchtete Sorte hat große Ähnlichkeit mit den verwandten ‘Loderi’-Hybriden. Sie wächst als großer Strauch mit 20 Zentimeter langen mittelgrünen Blättern. Die Blütezeit ist zur Saisonmitte. In großen, kegelförmigen Doldentrauben stehen die leicht wachsartigen, hellrosa oder weißen Blüten.
- ‘Jingle Bells’: Diese Hybride ist mit ‘Fabia’ verwandt. Sie wächst als zierlicher, kleiner Strauch mit dichter Belaubung. Die schmalen, etwa 10 Zentimeter langen Blätter sind dunkelgrün. Die Blütezeit ist zur Saisonmitte. Die Blütenknospen sind orangerot. In 5- bis 9-zähligen Doldentrauben stehen die glockenförmigen Blüten; sie sind orangefarben und später gelblich verblassend.
- ‘King George’: Siehe den Eintrag ‘Loderi’.
- ‘Kubla Khan’: Diese Sorte wächst als mittelgroßer Strauch mit leuchtendgrünen Blättern. Die Blütezeit ist zur Saisonmitte. Die Blüten sind auffällig mit großen Kelchblättern, die wie übergestülpt wirken. Die Blütenfarbe variiert von Rot bis Rosa und Orange auf cremefarbenem Grund.

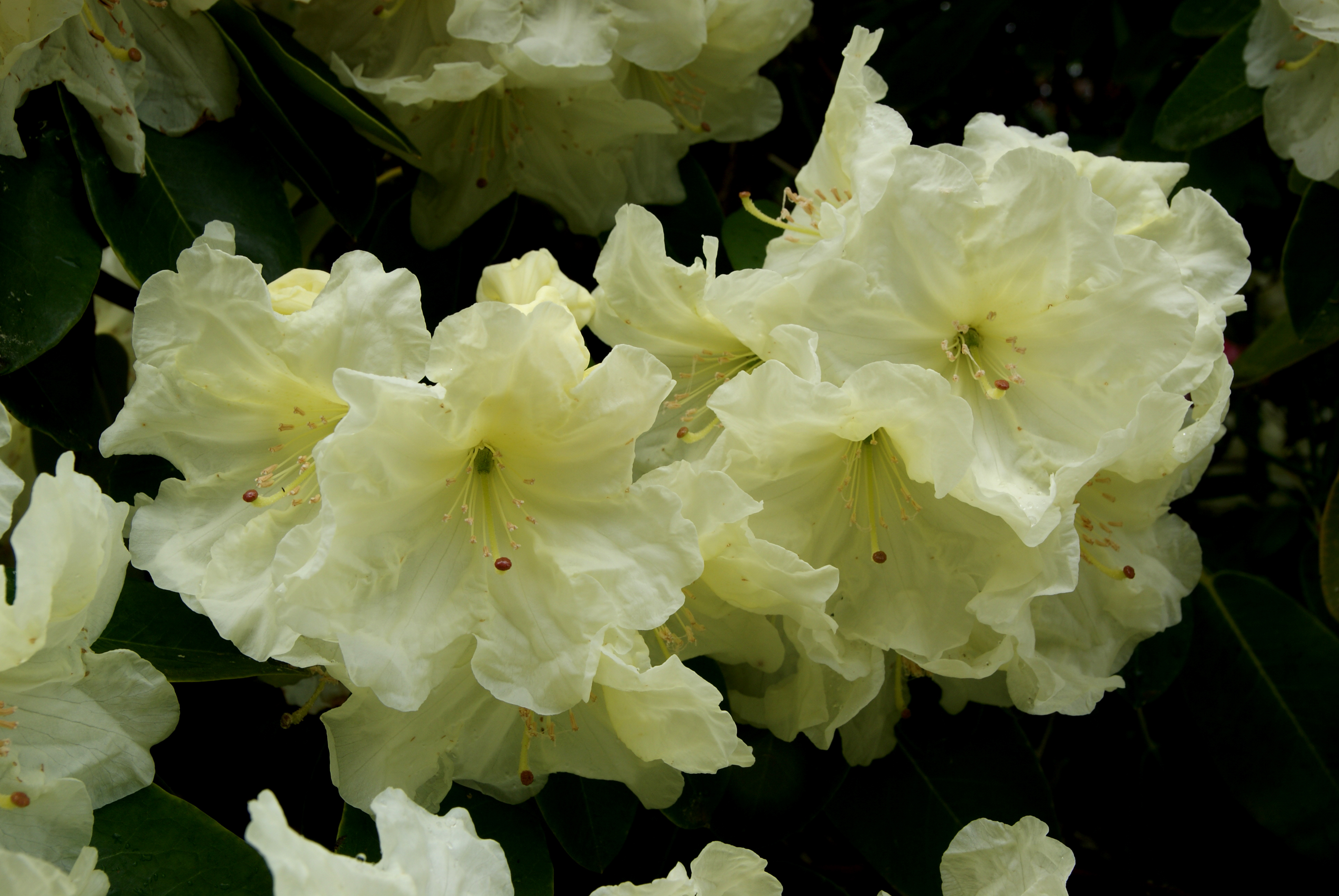
‘Lemon Lodge’

- ‘Lemon Lodge’: Diese in Neuseeland gezüchtete Hybride stammt von der Art Rhododendron wardii ab. Sie wächst als mittelgroßer bis großer Strauch. Die ovalen und etwa 10 Zentimeter langen Laubblätter sind wachsartig und leuchtend hell- bis mittelgrün. Die pastellgelben Blüten stehen in relativ flachen Doldentrauben.
- ‘Lem’s Aurora’: Diese Sorte wächst als kleiner bis mittelgroßer, kompakter Strauch. Die Blätter sind dunkelgrün und etwa 10 Zentimeter lang. Die Blütezeit ist zur Saisonmitte. In Doldentrauben stehen die karmesinroten, in der Mitte hellgelben Blüten mit gleichfarbigen Kelchblättern.
- ‘Lem’s Cameo’: Dieser mittelgroße Strauch mit rundlichem Wuchs trägt glänzend dunkelgrüne, 10 Zentimeter lange Blätter. Der frische Neuaustrieb ist bronzefarben. In Doldentrauben stehen bis zu 20 trichterförmige Blüten, deren Färbung pfirsichrosa, zum Rand hin dunkler ist und einen basalen rosa Fleck aufweist.
- ‘Lem’s Monarch’: Diese Sorte ist eine Kreuzung aus den Sorten ‘Anna’ und ‘Marinus Koster’. Da sie damit die gleichen Eltern wie die Sorte ‘Point Defiance’ besitzt, teilt sie mit dieser viele Eigenschaften. Sie wächst als großer Strauch mit einer dichten Belaubung aus rundlichen, glänzend mittelgrünen, bis 20 Zentimeter langen Blättern. Die in 9- bis 15-zähligen Doldentrauben stehenden trichterförmigen Blüten sind weiß bis hellrosa gefärbt mit dunkelrosa bis karmesinroten Rändern.
- ‘Loderi’: Dies ist ein Sammelname für eine Gruppe von Hybriden, die um 1900 aus Kreuzungen der Arten Rhododendron griffithianum und Rhododendron fortunei entstanden. Sie sind von hohem, oft baumartigem Wuchs und tragen 15 bis 20 Zentimeter lange, mittel- bis bläulichgrüne Blätter. Die Blüten sind je nach Sorte weiß bis rosa und stehen in großen Doldentrauben. Zu dieser Gruppe gehören die Sorten ‘King George’ (weiße Blüten, die sich aus rosafarbenen Knospen entwickeln), ‘Sir Edmond’ (sehr große hellrosa gefärbte Blüten) und ‘Sir Joseph Hooker’ (hell- bis mittelrosa gefärbte Blüten).

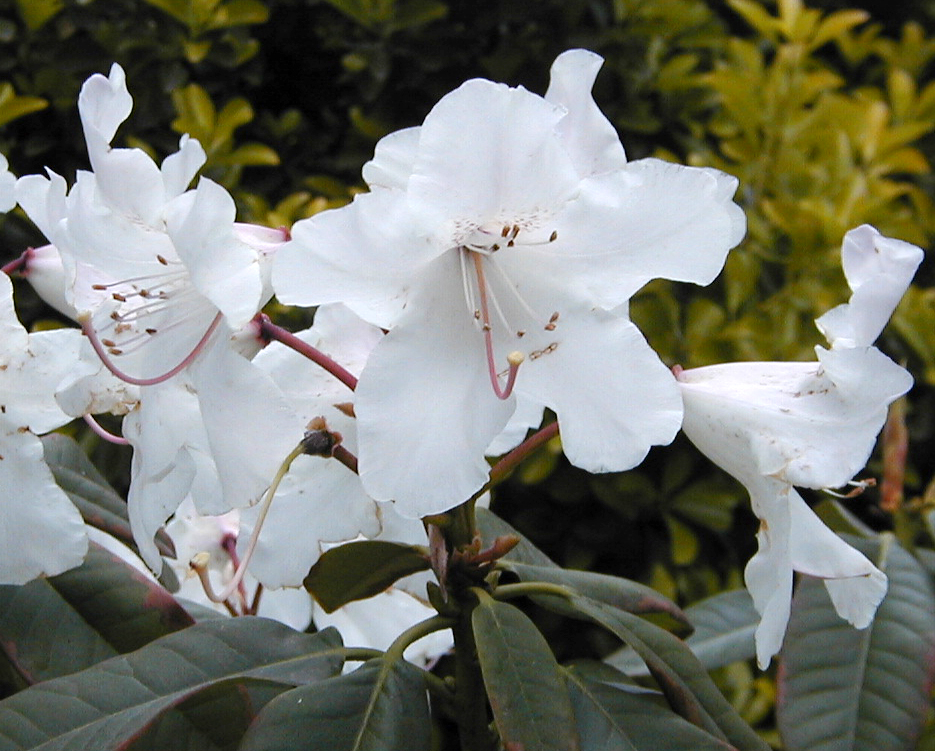
'Loder’s White'

- ‘Loder’s White’: Diese Sorte ist früher als die Sorten der Loderi-Gruppe entstanden, denen sie ähnelt. Sie wächst als mittelgroßer Strauch mit bis zu 15 Zentimeter langen, glänzendgrünen Blättern. Die Blütezeit ist zur Saisonmitte. Die Blütenknospen sind rosa. In großen, aufrechten Doldentrauben stehen die weißen Blüten.
- ‘Mariloo’: Die Belaubung dieser Sorte besteht aus bis 15 Zentimeter langen, rundlichen Blättern, die grün bis bronzefarben sind.
- ‘Marinus Koster’: Eine der beiden Elternpflanzen von ‘Lem’s Monarch’ und ‘Point Defiance’.
- ‘Max Sye’: Diese Sorte wächst als mittelgroßer, relativ lockerer Strauch. Die schmalen Blätter sind bis etwa 15 Zentimeter lang und dunkelgrün. Die Blütezeit ist zur Saisonmitte. In runden Doldentrauben stehen die roten Blüten, die mit einem dunklen Fleck gezeichnet sind.
- ‘May Day’: Dieser kleine, kräftige und rundliche Strauch wächst gern eher in die Breite. Die bis 10 Zentimeter langen Blätter sind dunkelgrün und auf der Unterseite hellbraun behaart. Die Blütezeit ist zur Saisonmitte bis etwas früher. In Doldentrauben stehen die fünf bis neun glockenförmigen, leuchtendroten bis orangeroten Blüten.

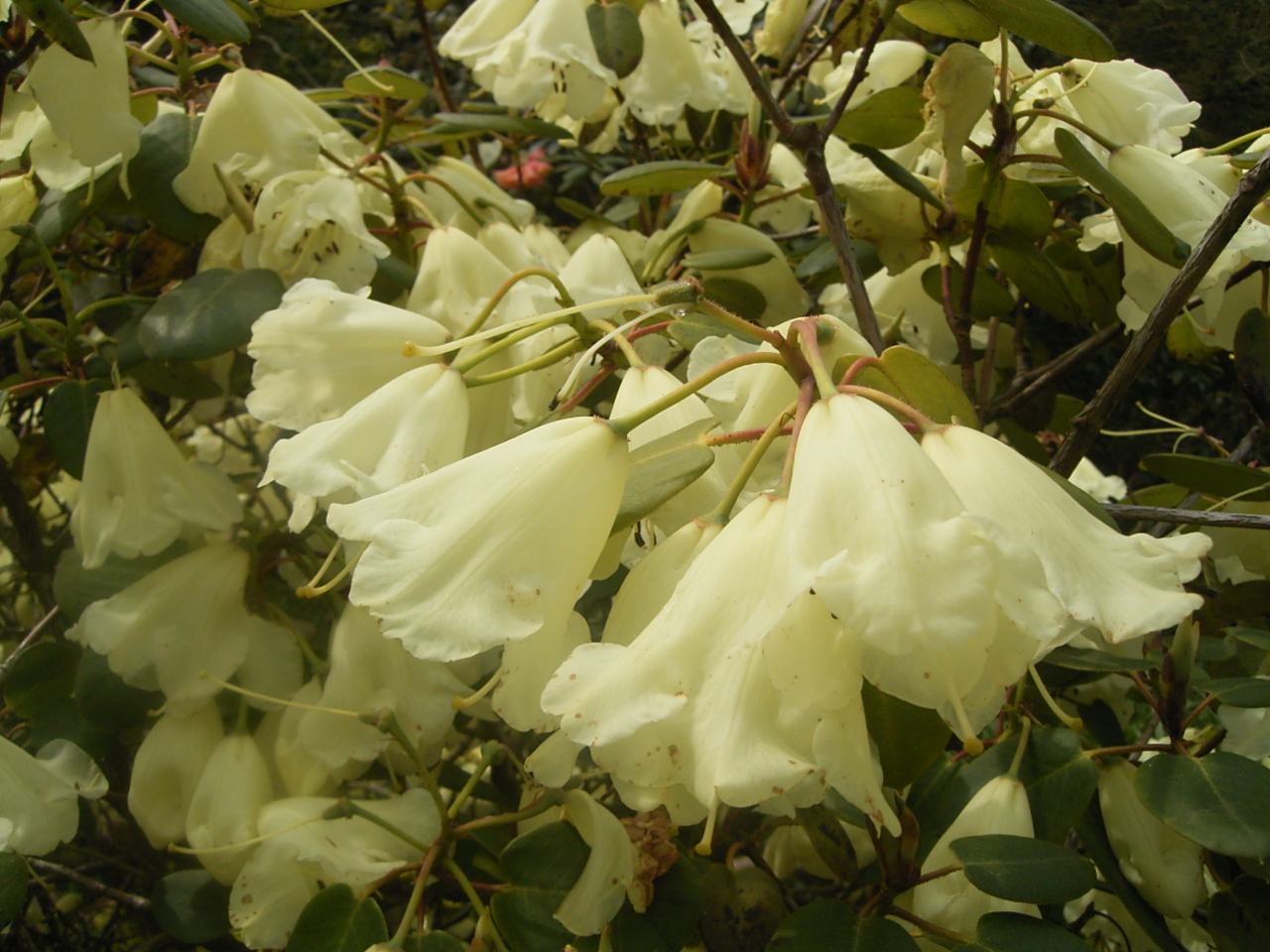
‘Moonstone’

- ‘Moonstone’: Dies ist eine Hybride mit 5 bis 10 Zentimeter langen, rundlichen, mittelgrünen Blättern. Die Blütezeit ist zum Frühjahrsanfang. In leicht herabhängenden Dreier- bis Fünferbüscheln stehen die glockenförmigen Blüten, die grünlichweiß bis hell cremefarben sind.
- ‘Moonwax’: Diese Sorte wächst als mittelgroßer Strauch. Die ovalen Blätter sind zirka 15 Zentimeter lang. Die Blütezeit ist zur Saisonmitte. In großen Doldentrauben stehen bis zu zwölf Blüten zusammen; die Blüten sind wachsartig und cremefarben; sie duften schwach.
- ‘Mrs Charles E. Pearson’: Diese alte Hybride ist auch heute noch beliebt, was sie wohl ihrer Robustheit und üppigen Blütenpracht gepaart mit ihrer Winterhärte verdankt. Sie verträgt auch sonnige Standorte und ist großwüchsig; alte Exemplare werden baumartig. Die ovalen Blätter sind 10 bis 20 Zentimeter lang und dunkelgrün. In 15- bis 18-zähligen Doldentrauben stehen die trichterförmigen Blüten von hellrosa Färbung mit dunkler Zeichnung.

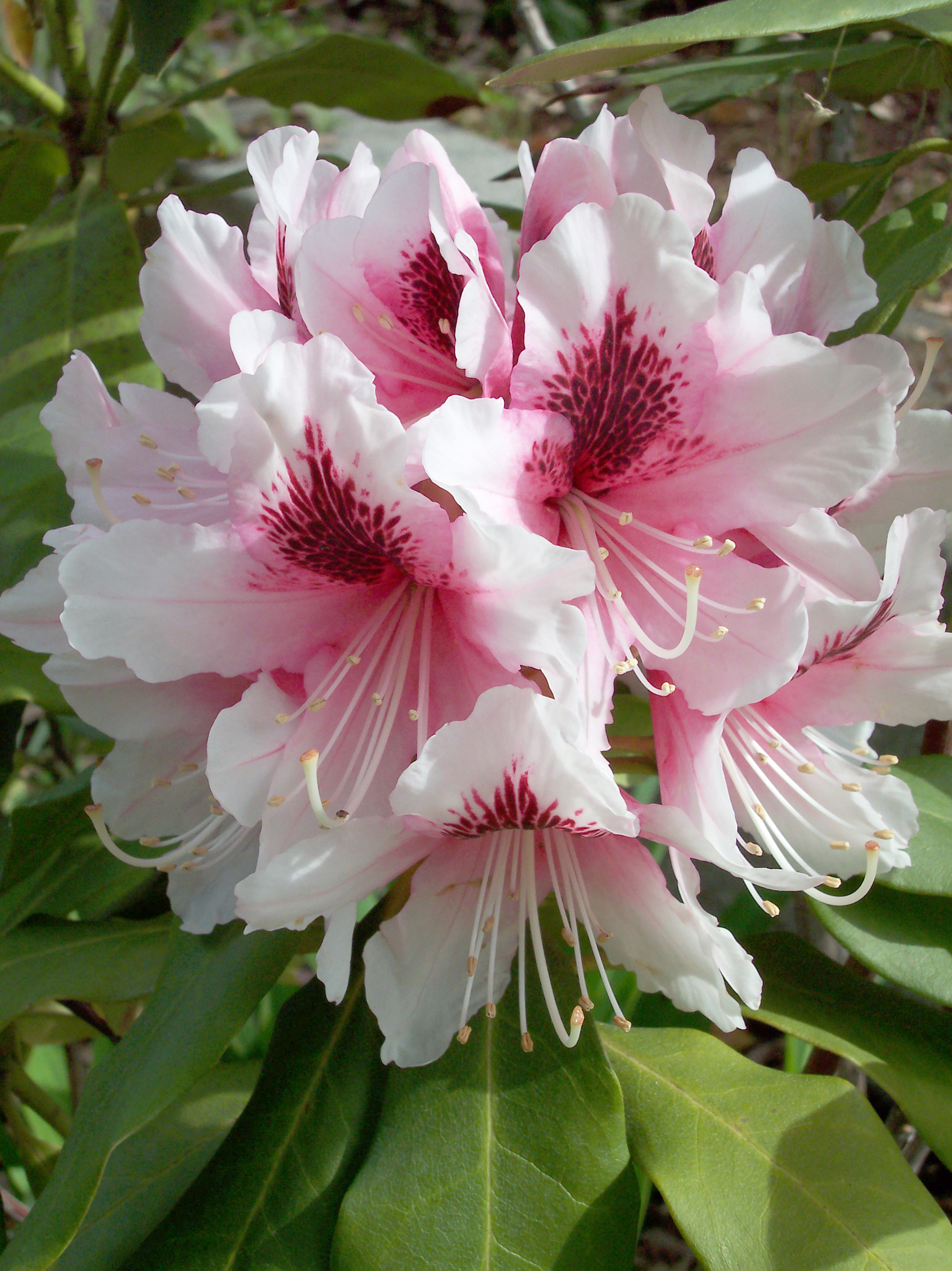
'Mrs G. W. Leak’

- ‘Mrs G. W. Leak’: Dieser mittelgroße bis große Strauch ist belaubt mit 10 bis 15 Zentimeter langen mittelgrünen Blättern, die häufig, besonders beim frischen Austrieb, klebrig sind. Die Blütezeit ist zur Saisonmitte bis etwas früher. In aufrechten 9- bis 12-zähligen Doldentrauben stehen die trichterförmigen Blüten, die hellrosa mit rötlichem Fleck sind.
- ‘Nancy Evans’: Diese Hybride entstand aus ‘Hotei’ und ‘Lem’s Cameo’. Sie wächst als sehr kompakter, kleiner bis mittelgroßer Strauch. Die 5 bis 10 Zentimeter langen Blätter sind bronzegrün und beim frischen Austrieb rötlich. Die Blütenknospen sind orangerot. In 15- bis 20-zähligen Doldentrauben stehen die glockenförmigen, goldgelb gefärbten Blüten, deren Kelchblätter wie übergestülpt erscheinen.
- ‘Naomi’: Dies ist eine Gruppe von Hybriden, die von der Familie Rothschild gezüchtet wurden. Überwiegend sind es große Sträucher mit bläulichen bis mittelgrünen, 10 bis 20 Zentimeter langen Blättern; die Blütezeit ist zur Saisonmitte und die in großen Doldentrauben stehenden Blüten sind wachsartig und rosa bis porzellanfarben. Darunter sind die Hybride ‘Nautilus’ mit rosa Blüten, die orange überlaufen sind und einen grünen Schlund besitzen sowie ‘Pink Beauty’ mit rosa Blüten.
- ‘Nautilus’: Siehe ‘Naomi’.
- ‘Oklahoma’: Diese Sorte ist nicht völlig winterhart und wächst als mittelgroßer Strauch. Die mittelgrünen Blätter sind schmal und etwas herabhängend. Die Blütezeit ist spät. In bis zu 22-zähligen Doldentrauben sind die großen, karmesinroten, dunkel gefleckten Blüten angeordnet.
- ‘Olin O. Dobbs’: Diese Hybride wächst als mittelgroßer Strauch mit 15 Zentimeter langen, glänzend dunkelgrünen Blättern. Die Blütezeit ist zur Saisonmitte. In 11- bis 15-zähligen Doldentrauben stehen die großen trichterförmigen Blüten; sie sind wachsartig und rotviolett gefärbt.
- ‘Patty Bee’: Diese Hybride ist zwergwüchsig mit rundlicher Wuchsform, womit sie sich gut für Steingärten und zur Haltung als Kübelpflanze eignet. Die nur 1 bis 3,5 Zentimeter langen elliptischen Blätter sind dunkelgrün. Die Blütezeit ist zur Saisonmitte oder etwas früher. In Sechserbüscheln stehen die trichterförmigen, zartgelben, etwa 5 Zentimeter großen Blüten zusammen.

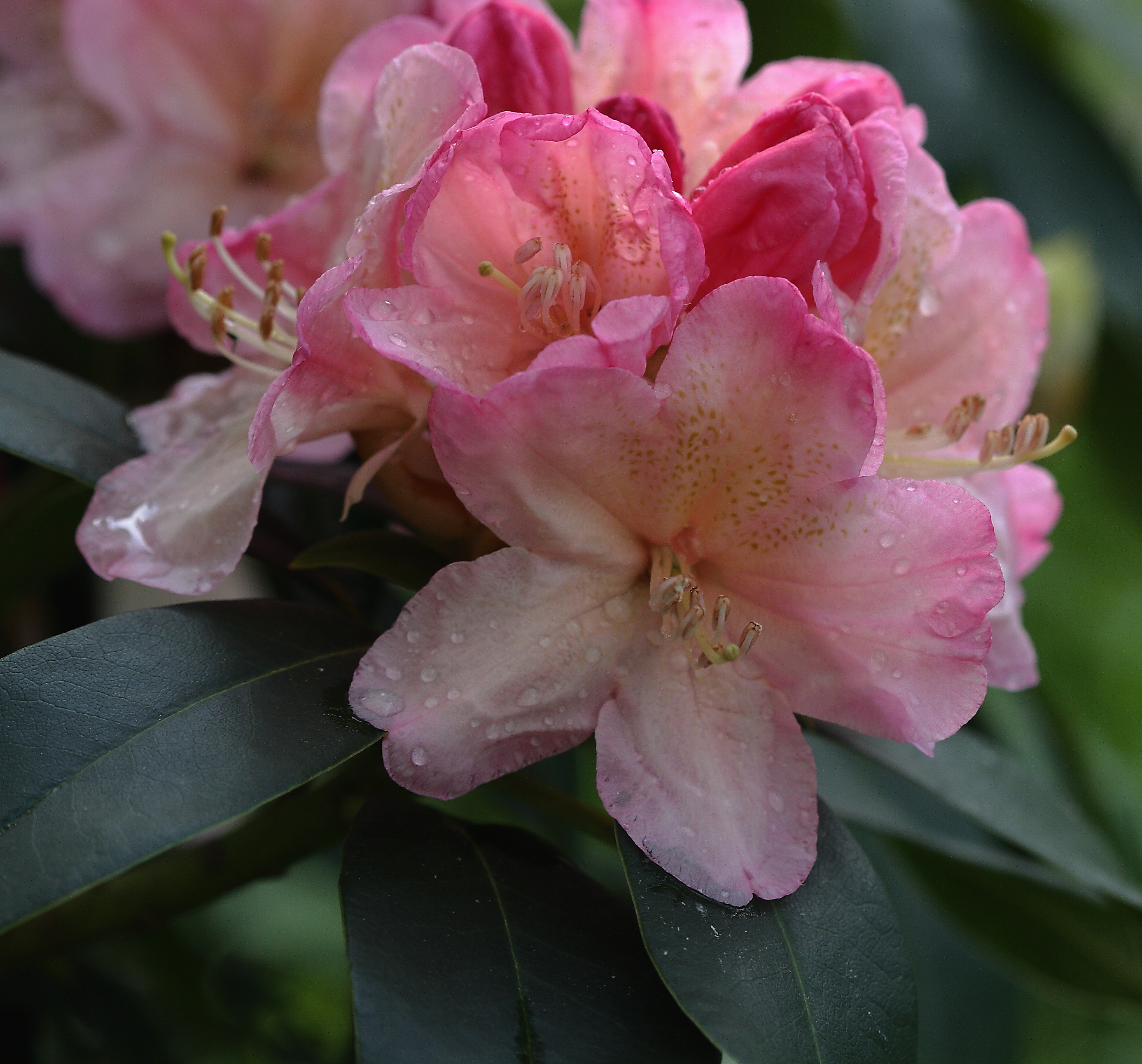
‘Percy Wiseman’

- ‘Percy Wiseman’: Diese Sorte ist das Ergebnis einer Kreuzung der Art Rhododendron yakushimanum mit der Sorte ‘Fabia Tangerine’. Sie wächst als dichter, eher schlanker, mittelgroßer Strauch. Die schmalen, 5 bis 10 Zentimeter großen Blätter sind dunkelgrün; junge Blätter sind leicht filzig behaart. Die Blütezeit ist zur Saisonmitte. Die blassrosa und am Schlund gelblichen Blüten stehen in 13- bis 15-zähligen Doldentrauben.
- ‘Pineapple Delight’: Dieser kleine bis mittelgroße Strauch ist von rundlicher Wuchsform. Die dunkelgrünen Blätter sind bis 10 Zentimeter lang und etwas runzelig. In 12- bis 14-zähligen Doldentrauben stehen die trichterförmigen, bis zu 10 Zentimeter großen leuchtendgelben Blüten. Die Färbung dunkelt noch etwas nach; die blühenden Dolden erinnern vom Aussehen etwas an Ananasfrüchte, was auch durch den Sortennamen (englisch pineapple bedeutet „Ananas“) angedeutet wird.
- ‘Pink Beauty’: Siehe ‘Naomi’.
- ‘Pink Gin’: Diese Sorte wächst als mittelgroßer Strauch. Die 5 bis 10 Zentimeter langen Blätter sind dunkelgrün mit leichter grün- bis blaufilziger Behaarung. In Doldentrauben stehen vier bis fünf trichterförmigen Blüten, die hellpurpurn bis rosa gefärbt sind und im Zentrum oft nach Orangerosa hin verblassen.

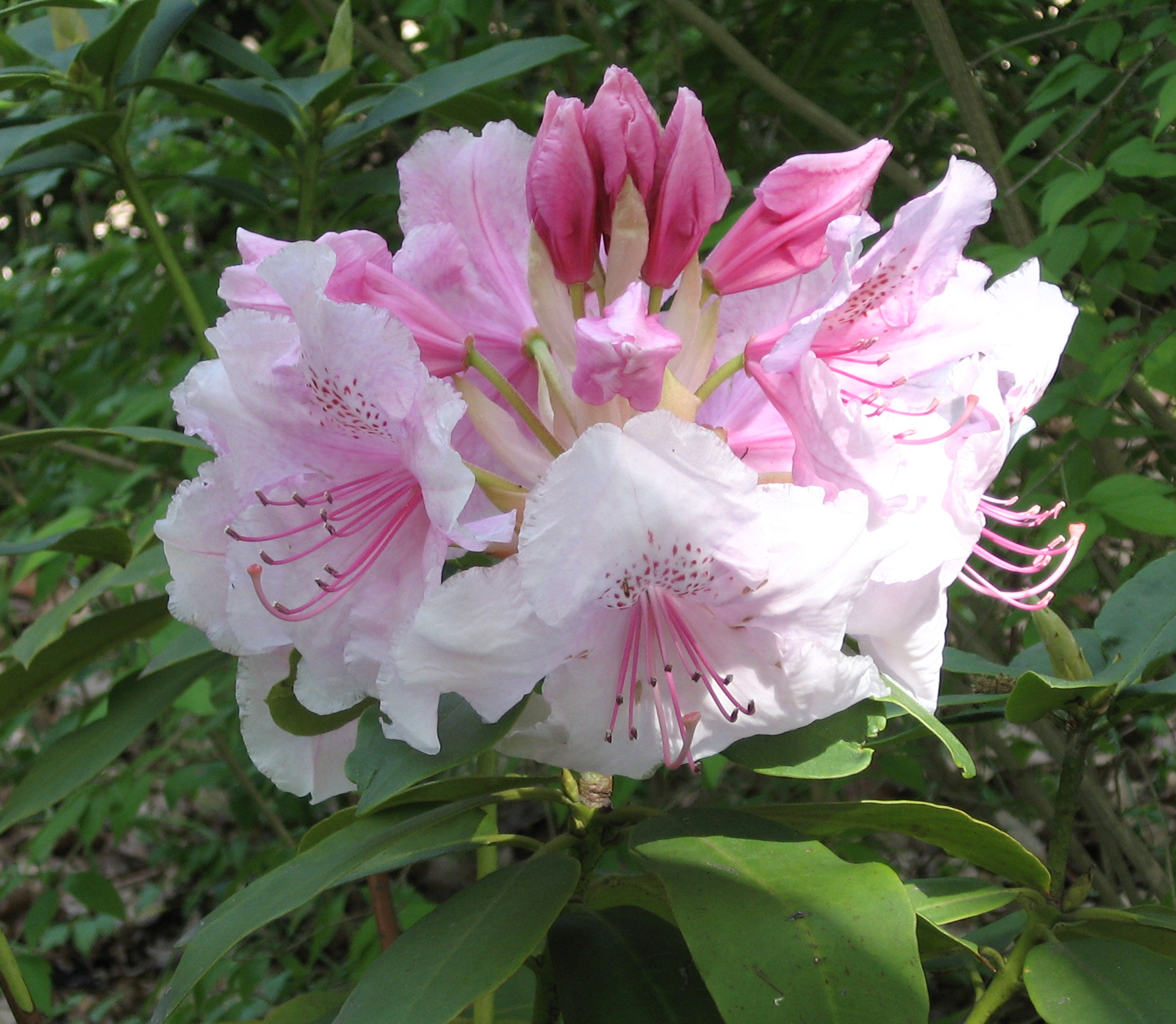
Hybride ‘Pink Pearl’

- ‘Pink Pearl’: Diese aus dem 19. Jahrhundert bekannte Hybride ist großwüchsig. Die großen Blätter sind mittelgrün. Die Blütezeit ist zur Saisonmitte. Die Blütenknospen sind dunkelrosa. Die in 11- bis 15-zähligen Doldentrauben stehenden Blüten sind trichterförmig und blassrosa. Diese Hybride ist eine der Elternpflanzen von ‘Professor Hugo de Vries’.
- ‘Point Defiance’: Diese Sorte ist eine Kreuzung aus den Sorten ‘Anna’ und ‘Marinus Koster’. Da sie damit die gleichen Eltern wie die Sorte ‘Lem’s Monarch’ besitzt, teilt sie mit dieser viele Eigenschaften. Die rundlichen Blätter sind 15 bis 20 Zentimeter lang. In etwa 17-zähligen aufrechten Doldentrauben stehen die weißen, leicht rot überlaufenen und am Rand rot bis dunkelrosa gefärbten Blüten.

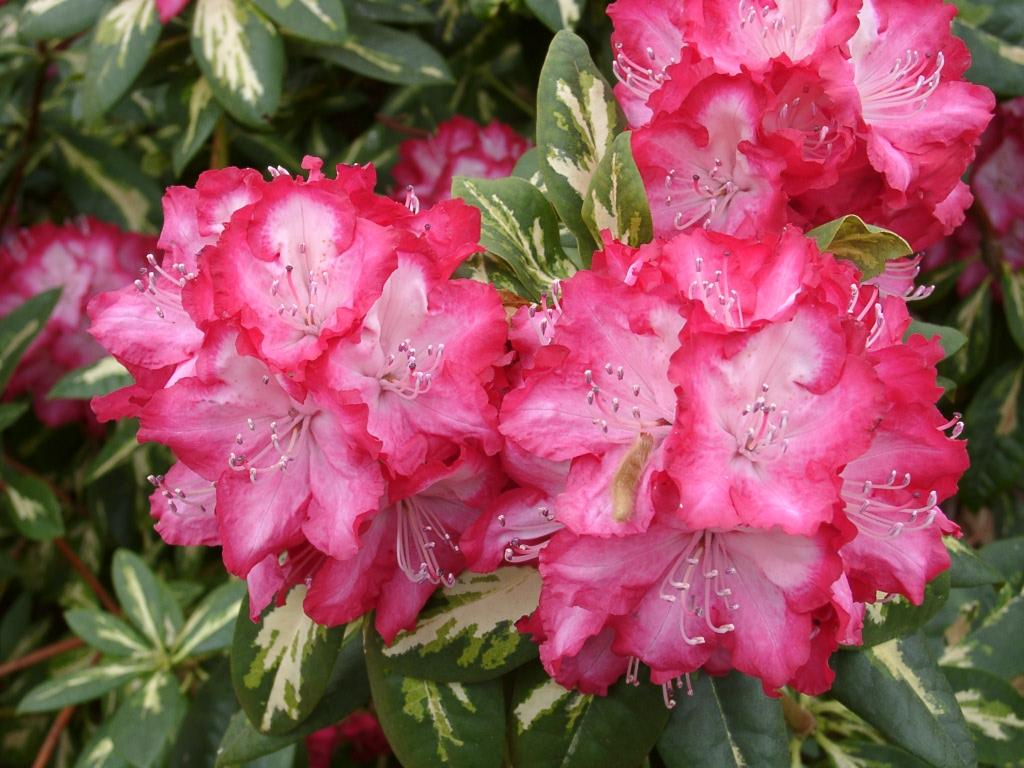
‘President Roosevelt’

- ‘President Roosevelt’: Diese schon länger bekannte Hybride wächst als mittelgroßer Strauch. Sie ist eine der wenigen Hybriden mit panaschierten Blättern. Die 10 bis 15 Zentimeter langen Blätter sind dunkelgrün mit gelber Zeichnung. Die Blütezeit ist früh. In 5- bis 11-zähligen kegelförmigen Doldentrauben stehen die innen weißen und am Rand roten Blüten.
- ‘Professor Hugo de Vries’: Eine der Elternpflanzen dieser Sorte ist ‘Pink Pearl’. Von dieser unterscheidet sie sich wie folgt: Die Blätter sind bis zu 20 Zentimeter lang; die Blütezeit ist zur Saisonmitte bis etwas später. Die in großen aufrechten Doldentrauben stehenden Blüten sind dunkler rosa gefärbt als die von ‘Pink Pearl’.
- ‘Ptarmigan’: Diese Sorte ist zwergwüchsig und wächst stark in die Breite, womit sie sich für Gebirgsstandorte eignet. Die etwa 2,5 Zentimeter langen Blätter sind schuppig. Die in Zweier- bis Dreierbüscheln angeordneten Blüten sind trichterförmig, etwa 2,5 Zentimeter groß und weiß.
- ‘Purple Heart’: Eine der Elternpflanzen dieser Hybride ist ‘Purple Splendour’. Dieser ähnelt sie auch in Wuchs und Belaubung. Die Blütezeit ist zur Saisonmitte. In kegelförmigen aufrechten 6- bis 11-zähligen Doldentrauben stehen die violetten bis veilchenfarbenen Blüten mit gelbgrünem Schlund.

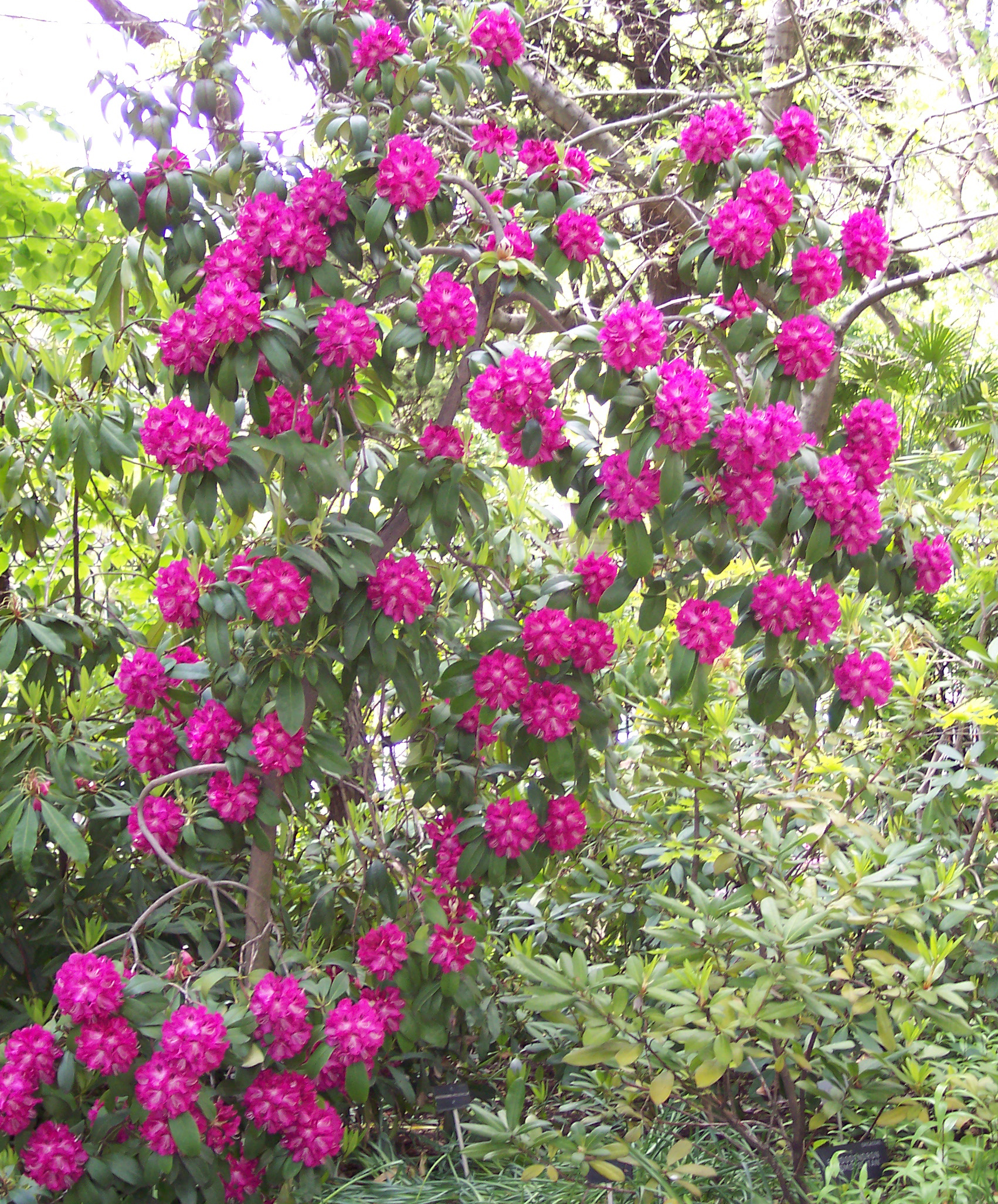
Hybride ‘Purple Splendour’

- ‘Purple Splendour’: Diese bereits vor 1900 gezüchtete Hybride stammt von Rhododendron ponticum ab. Die glänzend dunkelgrünen Blätter sind bis 15 Zentimeter lang. Die Blütezeit ist zur Saisonmitte bis später. In 7- bis 14-zähligen Doldentrauben stehen die kräftig violett gefärbten Blüten mit dunkler, fast schwarzer Zeichnung.
- ‘Queen Elizabeth II.’: Diese Sorte wächst als mittelgroßer bis großer Strauch. Die dunkelgrünen, bis zu 15 Zentimeter langen Blätter sind relativ schmal. Die Blütezeit ist zur Saisonmitte. In Doldentrauben zu etwa zwölf stehen die mehr als 10 Zentimeter großen trichterförmigen Blüten von zartgelber Farbgebung.
- ‘Queen Nefertiti’: Diese Sorte wächst als mittelgroßer, etwas ausladender Strauch von eher rundlicher Wuchsform. Die Blätter sind leuchtendgrün; die Blütezeit ist zur Saisonmitte. In etwa zwölfzähligen Doldentrauben stehen die rosa Blüten mit hellen Flecken und dunklem Rand.
- ‘Rainbow’: Diese Sorte wächst als hoher aufrechter Strauch. Die relativ schmalen, 15 bis 20 Zentimeter langen Blätter sind glänzend. Die Blütenpracht ähnelt der der Sorten ‘Lem’s Monarch’ und ‘Point Defiance’. Die Blütezeit ist zur Saisonmitte. In großen Doldentrauben, die durch ihr eigenes Gewicht oft herabhängen, stehen die weißen, am Rand dunkelrosa gefärbten Blüten.
- ‘Roman Pottery’: Blüten mit ungewöhnlicher Terrakotta-Farbgebung.
- ‘Romany Chai’: Der Sortenname bedeutet auf Deutsch „Zigeunerkinder“. Es ist der bekannteste Vertreter einer relativ unbekannten Gruppe von Hybriden. Sie wächst als mittelgroßer bis großer Strauch von aufrechtem Wuchs und verträgt sonnige Standorte. Die dunkelgrünen Blätter sind groß. Die Blütezeit ist zur Saisonmitte. In lockeren Blütenständen stehen die braungetüpfelten, orangeroten Blüten. Zur Sortengruppe gehört auch die rotblühende ‘Empire Day’.

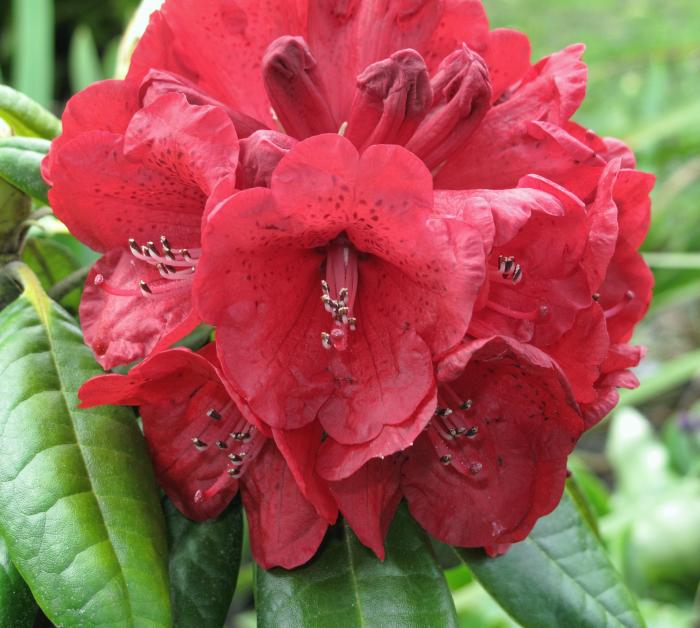
‘Rubicon’

- ‘Rubicon’: Diese Sorte wächst als mittelgroßer, dicht belaubter Strauch. Die bis zu 10 Zentimeter langen Blätter sind runzelig und glänzend grün. Die Blütezeit ist zur Saisonmitte bis früher. In Doldentrauben stehen 9 bis 17 trichterförmige, dunkelrote Blüten.
- ‘Ruby Heart’: Diese Sorte wächst als kleiner Strauch mit 5 Zentimeter langen, rundlichen dunkelgrünen Blättern. Der Neuaustrieb ist oft rötlich. Die Blütentracht hat große Ähnlichkeit mit den Sorten ‘Elisabeth Hobbie’ und ‘Scarlet Wonder’. Die Blütezeit ist zur Saisonmitte bis früher. In 5- bis 7-zähligen Doldentrauben stehen die 5 Zentimeter großen dunkelroten Blüten.

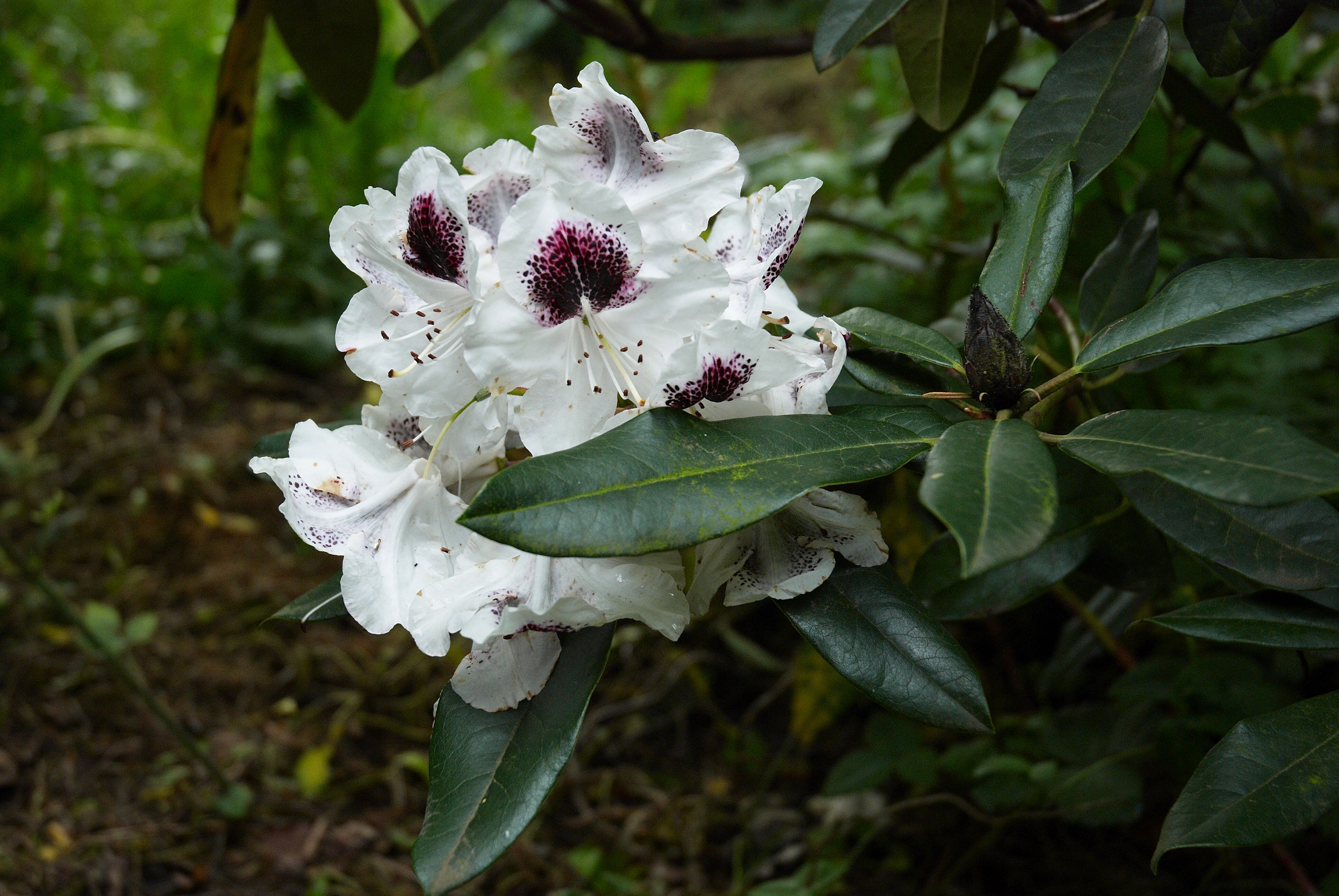
‘Sappho’

- ‘Sappho’: Diese großwüchsige Sorte ist bereits vor 1847 entstanden. Ihre Blütentracht ist unverwechselbar. In kegelförmigen, aufrechten Doldentrauben stehen fünf bis elf trichterförmige weiße Blüten zusammen, die einen großen, deutlich abgesetzten, dunkelvioletten Fleck aufweisen.

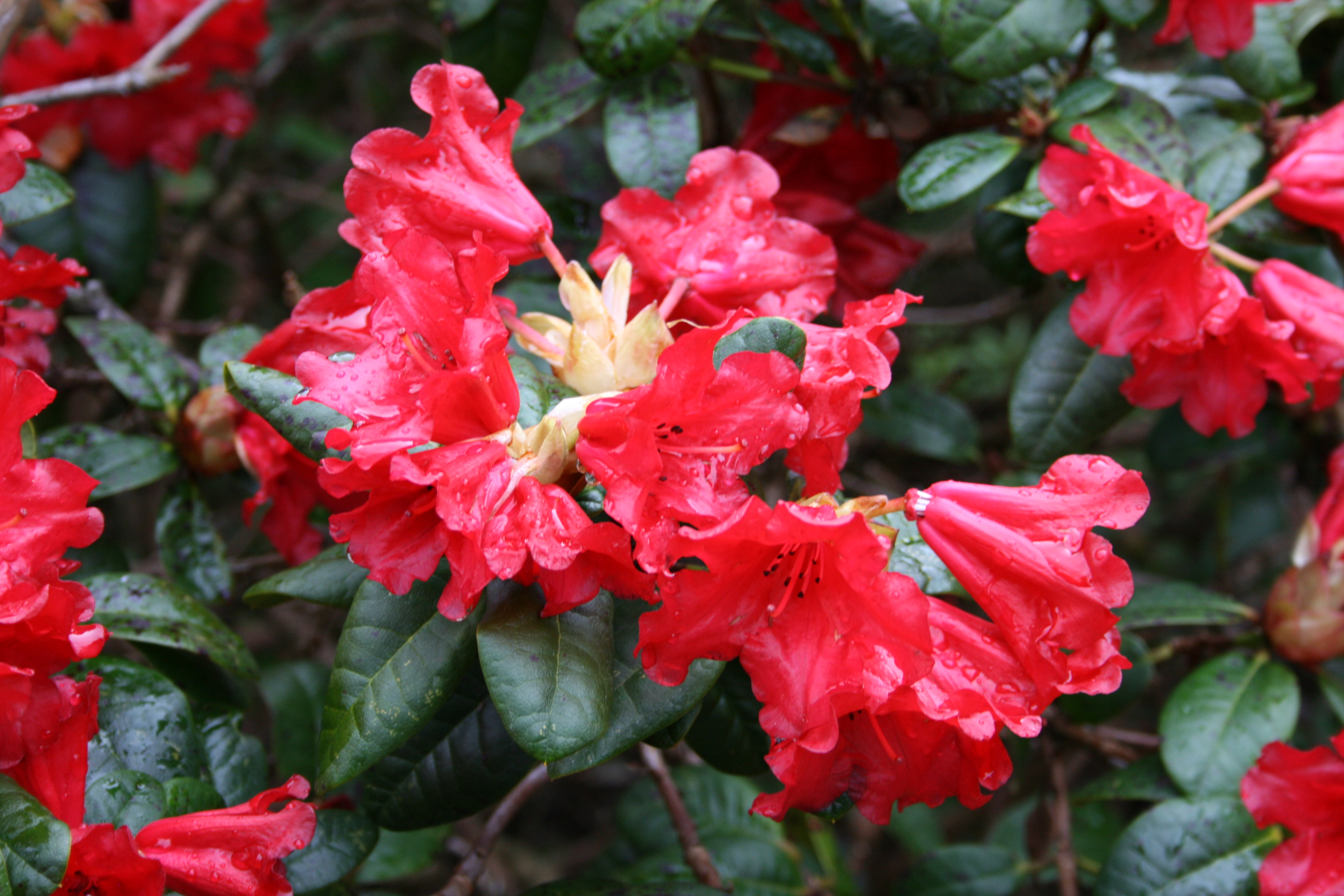
‘Scarlet Wonder’

- ‘Scarlet Wonder’: Diese Hybride stammt von der Art Rhododendron forrestii ab. Der kleine Strauch wächst eher in die Breite und ist dicht belaubt. Die rundlichen, etwa 5 Zentimeter langen Blätter sind dunkelgrün. Die Blütezeit liegt in der Frühjahrsmitte. In offenen Vierer- bis Siebenerbüscheln stehen die glockenförmigen dunkelroten Blüten.
- ‘Seta’: Diese Sorte wächst als etwas lockerer mittelgroßer Strauch. Die etwa 5 Zentimeter langen Blätter sind spitz und leicht blaugrün. Es ist eine der am frühesten blühenden Rhododendronsorten. In kleinen Büscheln stehen die glocken- bis röhrenförmigen, weißlich-rosa gefärbten und am Rand dunkleren Blüten.
- ‘Sir Edmond’: Siehe Eintrag ‘Loderi’.
- ‘Sir Joseph Hooker’: Siehe Eintrag ‘Loderi’.
- ‘Snow Lady’: Diese Sorte ist zwergwüchsig bis mittelgroß. Die etwa 3,5 Zentimeter langen Blätter sind rundlich, glänzendgrün und feinfilzig behaart. Die Blütezeit ist zeitig im Frühjahr; die Sorte ist gegen Spätfröste ziemlich empfindlich. In lockeren Büscheln stehen die bis zu 5 Zentimeter großen, trichterförmigen, weiß bis cremefarbenen Blüten, die leicht duften.
- ‘Sonata’: Dieser mittelgroße, eher in die Breite wachsende Strauch ist dicht belaubt. Die schmalen Blätter sind dunkelgrün. Die Blütezeit ist spät. In runden Doldentrauben stehen die orangeroten, am Rand lavendelfarbenen bis hell rotvioletten Blüten.

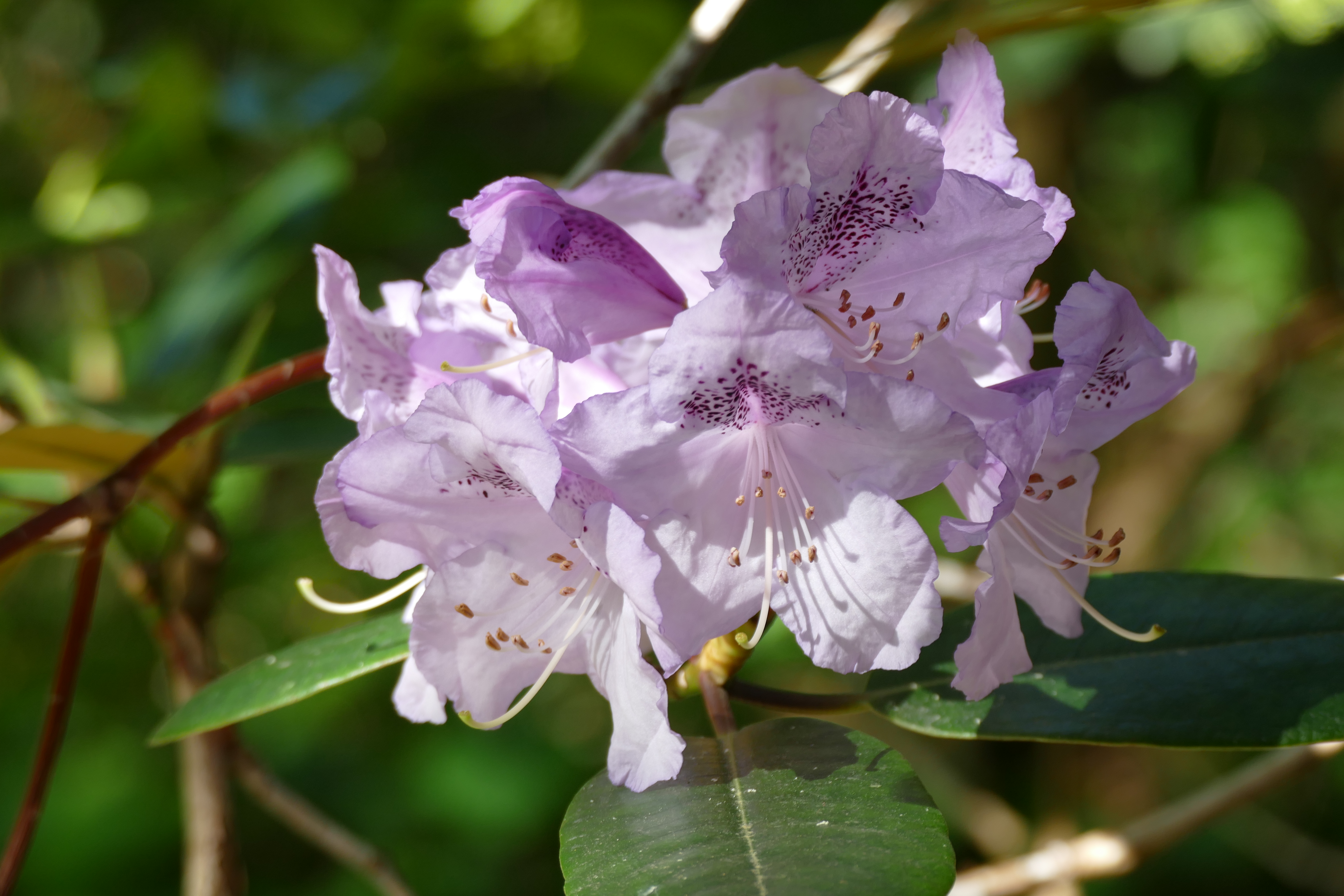
'Susan' im botanischen Garten in München

- 'Susan' im botanischen Garten in München‘Susan’: Diese Sorte wurde um 1930 gezüchtet und gehört seitdem zu den beliebten Sorten. Sie wächst als mittelgroßer bis großer Strauch. Die bis 15 Zentimeter langen Blätter sind dunkelgrün und leicht filzig behaart. Die Blütezeit ist zur Saisonmitte. In 5- bis 11-zähligen Blütenständen stehen die trichterförmigen, lavendelfarbenen und dunkel gefleckten Blüten.
- ‘Ted’s Orchid Sunset’: Dieser mittelgroße Strauch trägt bis zu 15 Zentimeter lange mattgrüne Blätter; der Neuaustrieb ist bronzefarben. Die Blütezeit ist zur Saisonmitte. In 7- bis 11-zähligen Doldentrauben stehen die 10 Zentimeter großen Blüten, die dunkelrosa bis lavendelfarben und meist leicht orange überlaufen sind. Im Blütenschlund sind sie  orange-bronzefarben gezeichnet.

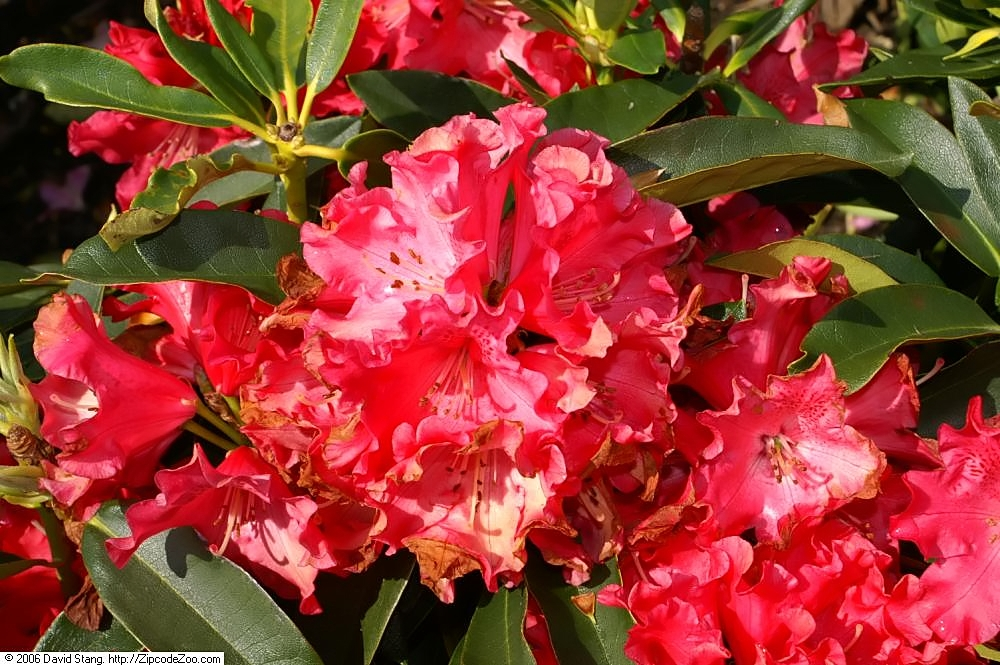
‘The Honourable Jean-Marie de Montague’

- ‘The Honourable Jean-Marie de Montague’: Diese Sorte dient häufig als Grundlage zur Neuzüchtung weiterer Hybriden. Die bis zu 15 Zentimeter langen, schmalen und leicht herabhängenden Blätter sind tief dunkelgrün. Die Blütezeit ist in der Saisonmitte. In 10- bis 14-zähligen Doldentrauben stehen die trichterförmigen, blutroten Blüten.
- ‘Too Bee’: Diese Sorte stammt von ‘Patty Bee’ ab. Es ist ein zwergwüchsiger Strauch, der sich gut für Steingärten und als Kübelpflanze eignet. Die kleinen Blätter sind dunkelgrün. Die Blütezeit ist zur Saisonmitte. Die zahlreich erscheinenden Blüten sind fingerhutgroß, innen rosa bis aprikosenfarben und außen dunkelrosa.
- ‘Tortoiseshell’: Siehe ‘Wonder’.
- ‘Trude Webster’: Diese Sorte wächst als großer, dicht belaubter Strauch. Die bis zu 20 Zentimeter langen rundlichen Blätter sind fleischig und mittelgrün. Die Blütezeit ist zur Saisonmitte; die Blütenpracht überdeckt die Belaubung oft völlig. In riesigen 15- bis 20-zähligen Doldentrauben stehen die großen rosafarbenen Blüten.
- ‘Unique’: Diese um 1930 eingeführte Sorte wächst als mittelgroßer Strauch. Die bis 10 Zentimeter langen rundlichen Blätter sind glänzend. Die Blütezeit ist zur Saisonmitte bis früher; die Blütenknospen sind leuchtend rosa. In 11-15-zähligen Doldentrauben stehen die trichterförmigen, zunächst hellgelben, später cremefarbenen Blüten.
- ‘Van Nes Sensation’: Diese Sorte wächst als großer Strauch mit über 15 Zentimeter langen, glänzend mittelgrünen Blättern. Die Blütezeit ist zur Saisonmitte. In 7- bis 11-blütigen Doldentrauben bilden sich aus rosa Blütenknospen große, weiße und meist rosa überlaufene Blüten, die schwach duften.
- ‘Vintage Rose’: Diese Hybride stammt von der Art Rhododendron yakushimanum ab. Sie wächst als mittelgroßer, sich eher horizontal ausbreitender Strauch. Die Blätter sind etwa 10 Zentimeter lang. Die Blütezeit ist in der Saisonmitte. In kompakten rundlichen Doldentrauben stehen die bis zu 6 Zentimeter großen, weißen und meist rosa überlaufenen Blüten mit dunklerem Schlund und einigen roten Flecken.
- ‘Virginia Richards’: Dieser kleine bis mittelgroße Strauch trägt etwa 10 Zentimeter lange, spitze, elliptische, mittelgrüne Blätter. Die Blütezeit liegt in der Frühjahrsmitte. Die Blütenknospen sind orangefarben. In 9- bis 13-zähligen Doldentrauben stehen die orange-aprikosenfarbenen, rot gefleckten, in der Mitte zart orange-cremefarbenen Blüten.
- ‘White Pearl’: Synonym von ‘Halopeanum’.
- ‘Whitney’s Orange’: Diese Sorte wächst als relativ lockerer, mittelgroßer Strauch mit bis zu 10 Zentimeter langen, schmalen, leuchtendgrünen Blättern, die am Rand etwas eingerollt sind. Die Blütezeit ist zur Saisonmitte bis später. In lockeren Blütenständen stehen die trichterförmigen, rosa-orangefarbenen Blüten, deren Mitte gelb ist.

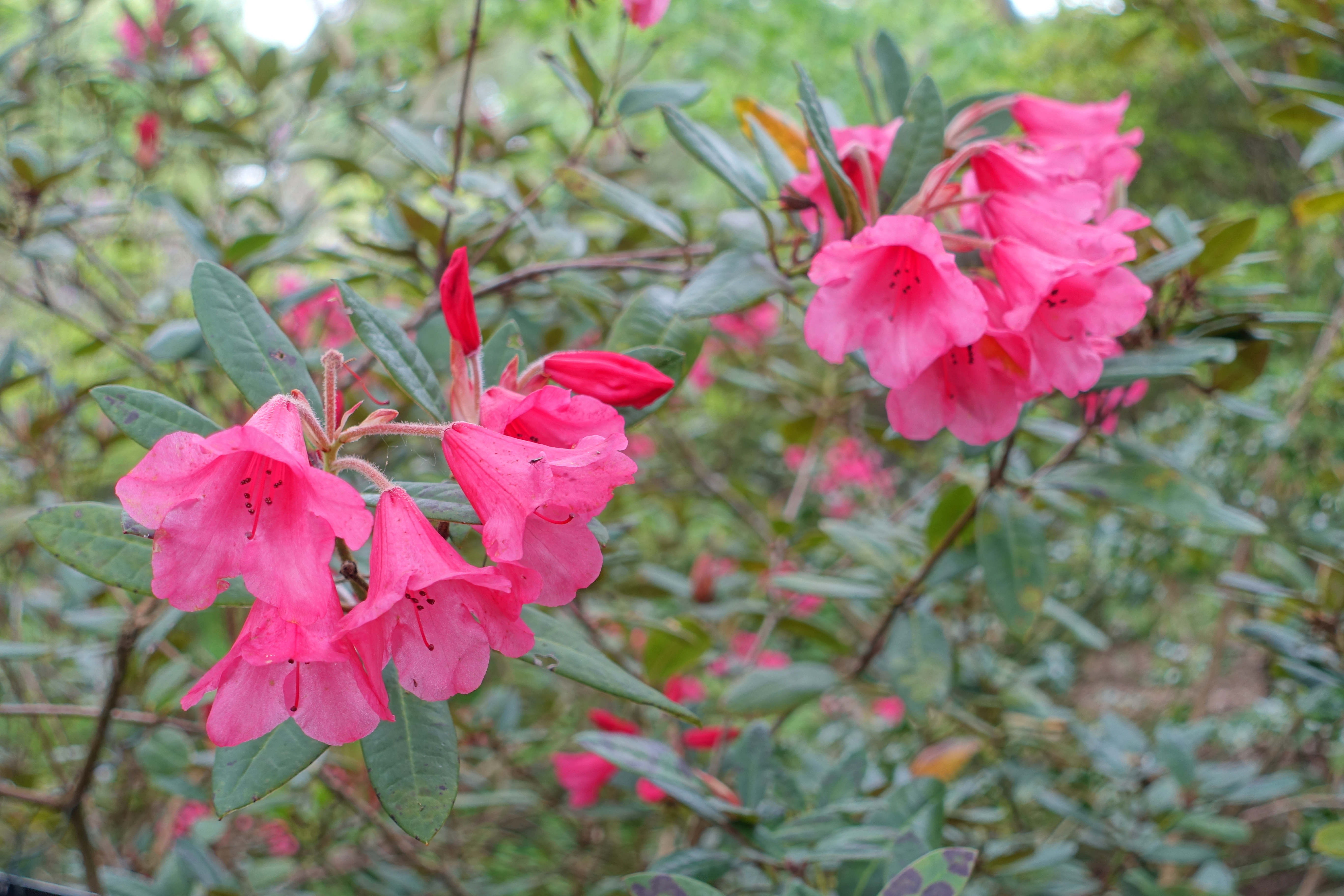
‘Winsome’

- ‘Winsome’: Der kleine bis mittelgroße Strauch trägt etwa 8 Zentimeter lange, spitze, dunkelgrüne Blätter mit einer hellgelben filzigen Behaarung. Die Blütezeit ist zur Saisonmitte oder früher. In 5- bis 9-blütigen Doldentrauben stehen die glockenförmigen dunkelrosa Blüten.
- ‘Wonder’: Diese Hybride stammt von ‘Tortoiseshell’, einer Züchtung von Slocock aus den 1940er Jahren, ab. Sie ist von aufrechtem Wuchs und wird etwa einen Meter hoch. Die schmalen Blätter sind 10 bis 15 Zentimeter lang. In lockeren Büscheln stehen die Blüten, deren Färbung von blassorange bis lachsrosa variiert.
- ‘Yaku Prince’: Diese von der Art Rhododendron yakushimanum abstammende Hybride ist von kleinem, kompaktem Wuchs. Die 10 Zentimeter langen dunkelgrünen Blätter sind gelbbraun behaart. Die Blütezeit ist zur Saisonmitte oder später. In 10- bis 14-zähligen Doldentrauben stehen die trichterförmigen hellrosa Blüten mit roten Flecken.
- ‘Yellow Petticoats’: Diese Sorte wächst als kleiner bis mittelgroßer Strauch mit dichter Belaubung. Die dunkelgrünen Blätter sind bis 10 Zentimeter lang. Die Blütezeit ist zur Saisonmitte. In 9- bis 13-blütigen Doldentrauben stehen die trichterförmigen, leicht gekräuselten leuchtendgelben Blüten.

## Tropische Rhododendron-Hybriden
Etwa 250 Arten der Gattung Rhododendron sind in den Tropen heimisch. Die meisten unter ihnen wachsen als Epiphyten in niederschlagsreichen Gebieten. Die größte Artenvielfalt beschränkt sich dabei auf eine Region von Südostasien über Borneo und Neuguinea bis in das nordöstliche Australien. Die Wuchsform dieser tropischen Rhododendron-Arten ist überwiegend unregelmäßig und für die Verwendung als Zierpflanze weniger attraktiv; dafür tragen sie farbenprächtige, häufig duftende Blüten, die meist in lockeren Blütenständen zu fünf bis neun zusammenstehen.
Die Blütezeit ist das ganze Jahr über, jedoch mit einem Höhepunkt der Blüte im Spätsommer bis Herbst. Viele Vertreter sind in Gebirgsregionen heimisch und vertragen deshalb längere Kühleperioden, überwiegend sind sie jedoch nicht völlig winterhart.
- ‘Candy’: Diese Sorte ist der Art Rhododendron jasminiflorum sehr ähnlich. Die rundlichen Blätter sind mittelgrün, die Blüten trichterförmig und blassrosa.
- ‘Flamenco Dancer’: Diese Hybride stammt von den Arten Rhododendron aurigeranum und Rhododendron macgregoriae ab. Ihre Wuchsform ist aufrecht. Die Blätter sind elliptisch und etwa 10 Zentimeter lang, die Blüten trichterförmig und leuchtendgelb.
- ‘George Budgen’: Diese aus den beiden Arten Rhododendron laetum und Rhododendron zoelleri hervorgegangene Hybride wächst als aufrechter Strauch und trägt 10 Zentimeter lange dunkelgrüne Blätter. In fünfzähligen Blütenständen stehen die trichterförmigen, leuchtend goldgelben Blüten zusammen. Ganz leichte Fröste verträgt die Pflanze.
- ‘Gilded Sunrise’: Diese Hybride ist eine Kreuzung aus Rhododendron aurigeranum und Rhododendron laetum. Sie ist von aufrechtem, relativ lockerem Wuchs. Ihre trichterförmigen Blüten sind leuchtend goldgelb und dunkeln allmählich nach.
- ‘Pink Delight’: Die Abstammung dieser Hybride ist unklar; aus ihr sind einige neuere Sorten hervorgegangen, die aufrecht und relativ locker wachsen und leuchtendrosa Blüten aufweisen.
- ‘Simbu Sunset’: Diese Hybride ist eine Kreuzung aus Rhododendron laetum und Rhododendron zoelleri. Die Stängel des Neuaustriebs sind rot. Die röhrenförmigen Blüten sind fünflappig und groß; im unteren Bereich sind sie orange gefärbt mit gelber Mitte; die Loben sind etwas dunkler orangefarben.

## Sommergrüne Azaleen
Sommergrüne Azaleen bevorzugen sonnige Standorte. Ihre Blätter färben sich im Herbst meist, bevor sie abfallen. Die meisten Sorten unter ihnen sind ausgesprochen winterhart. Die Blütenfarbe ist überwiegend Gelb bis Orange. Die sommergrünen Azaleen werden nach ihrer Abstammung in Gruppen eingeteilt; hier einige wichtige Gruppen:

### Genter Hybriden
Diese Hybridengruppe ist nach der belgischen Stadt Gent benannt, die im frühen 19. Jahrhundert das Zentrum der Azaleenzüchtung bildete. Für die Züchtung der ersten Hybriden dienten als Ausgangspflanzen die Arten Rhododendron nudiflorum, Rhododendron viscosum, Rhododendron calendulaceum und Rhododendron luteum. Die meisten Genter Hybriden sind großwüchsig und spätblühend; ihre kleinen, häufig duftenden Blüten stehen in großen Blütenständen. Zur Zeit der größten Beliebtheit waren über 500 Sorten in Kultur.
Wichtige Untergruppen sind:
- Viscosesepalum-Hybride: Diese sind aus einer Kreuzung der Arten Rhododendron molle und Rhododendron viscosum entstanden und heute eher selten anzutreffen. Offenbar sind sie noch älter als die Rustica-Hybriden.
- Rustica-Hybriden: Diese auch „gefüllte Genter Hybride“ genannten Sorten sind in den 1850er Jahren entstanden und besitzen gefüllte Blüten.
- Rustica-Flore-Pleno-Hybriden: Diese Hybriden sind um 1890 entstanden und besitzen ebenfalls gefüllte Blüten.

Hier eine Aufstellung einiger einzelner Hybriden:
- ‘Coccinea Speciosa’: Diese Sorte besitzt leuchtend orange-rosafarbene Blüten mit auffälligem orangefarbenem Fleck.
- ‘Daviesii’: Diese Viscosesepalum-Hybride ist von großem, aufrechtem Wuchs und spätblühend. Die weißen bis hellgelben Blüten duften.
- ‘Nancy Waterer’: Diese im späten Frühjahr blühende Sorte bildet große leuchtendgelbe Blüten, die duften.
- ‘Narcissiflora’: Diese Sorte von großem, aufrechtem Wuchs blüht im späten Frühjahr und bildet kleine, gefüllte hellgelbe Blüten, die duften.
- ‘Norma’: Diese Rustica-Flore-Pleno-Hybride setzt kleine gefüllte Blüten an, die orangerot mit rosa Ränderung sind.
- ‘Phebe’: Diese auch ‘Phoebe’ genannte Rustica-Flore-Pleno-Hybride bildet gefüllte gelbe Blüten.
- ‘Vulcan’: Diese Sorte wächst als aufrechter Strauch; ihre dunkelroten Blüten besitzen einen orangegelben Fleck.

### Mollis-Azaleen
Die Mollis-Azaleen sind Ende der 1860er Jahre in Belgien und den Niederlanden aus Genter Hybriden entstanden und in den folgenden Jahrzehnten weitergezüchtet worden. Sie besitzen viel Gemeinsamkeit mit der Art Rhododendron molle; von einigen Sorten vermutet man, dass es sich in Wirklichkeit um Auslesen der Varietät Rhododendron molle var. japonicum handelt. Mollis-Azaleen können über zwei Meter groß werden und blühen zur Frühjahrsmitte. Die ungefüllten Blüten treten in Farbtönen von Gelb über Orange bis Rot auf; sie sind größer als die der Genter Hybriden. Hier eine Aufstellung einzelner Hybriden:

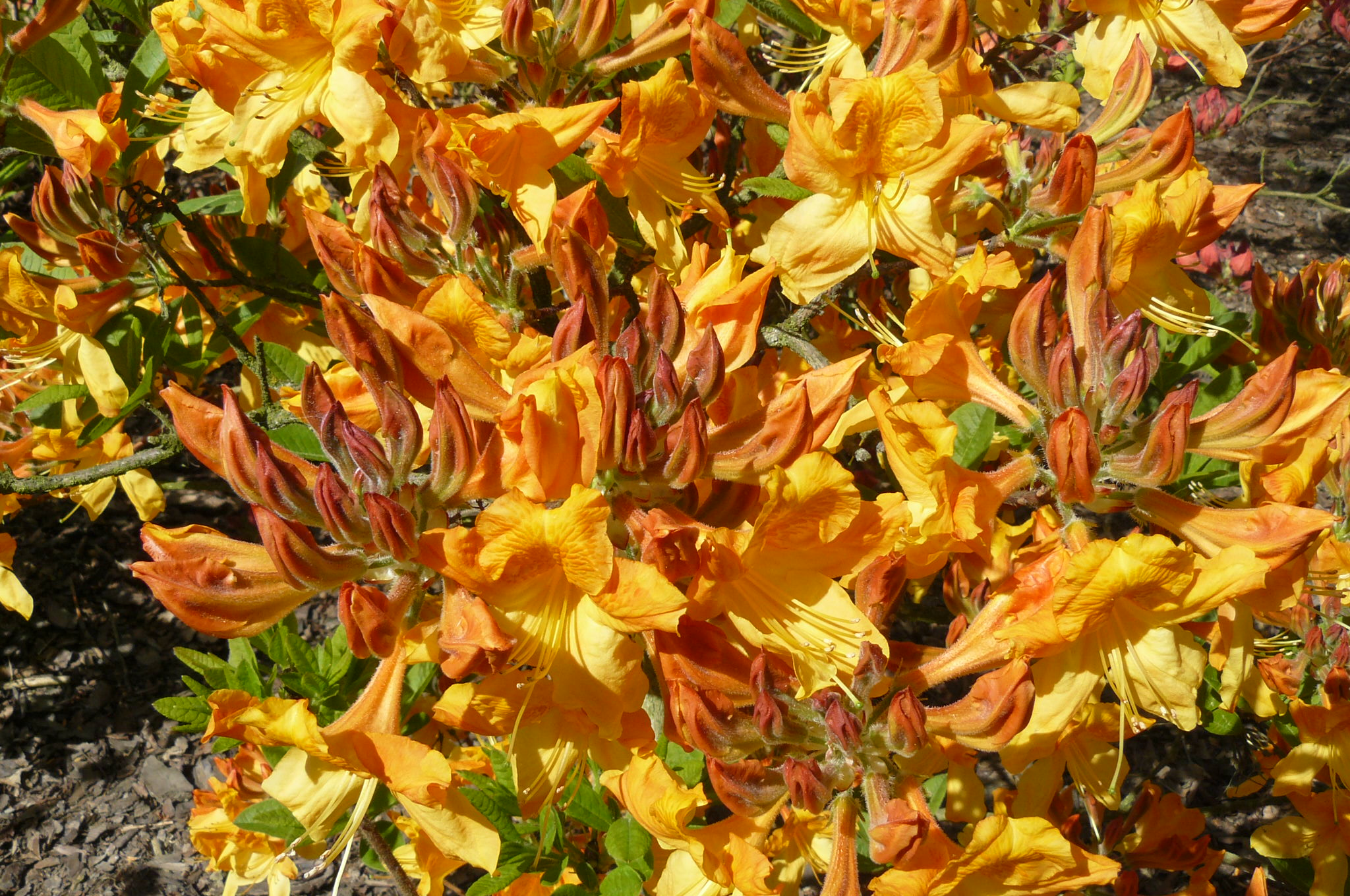
‘Christopher Wren’

- ‘Anthony Koster’: Diese Sorte besitzt leuchtendgelbe Blüten mit orangefarbenem Fleck.
- ‘Apple Blossom’: Die hellrosa Blüten dieser Sorte verblassen später.
- ‘Christopher Wren’: Diese Sorte besitzt große gelbe Blüten mit orangefarbenem Fleck.
- ‘Dr. M. Oosthoek’: Diese auch 'Mevrouw van Krugten' genannte Sorte besitzt große orangeroten Blüten mit orangefarbenem Fleck.
- ‘Floradora’: Die Blüten dieser Sorte sind leuchtend orange mit einem roten Fleck.
- ‘J. C. van Tol’: Diese Sorte bildet rosa bis aprikosenfarbene Blüten mit orangefarbenem Fleck.
- ‘Orange Glow’: Diese von 'J. C. van Tol' abstammende Sorte besitzt aprikosenfarbene Boüten mit einem orangefarbenen Fleck.
- ‘Spek’s Orange’: Diese etwas kleinwüchsigere Sorte bildet in bis zu neunzähligen Doldentrauben sehr große rote Blüten mit orangefarbenem Fleck.
- ‘Winston Churchill’: Die Blüten dieser Sorte sind orangerot mit rotem Fleck.

### Occidentale-Azaleen

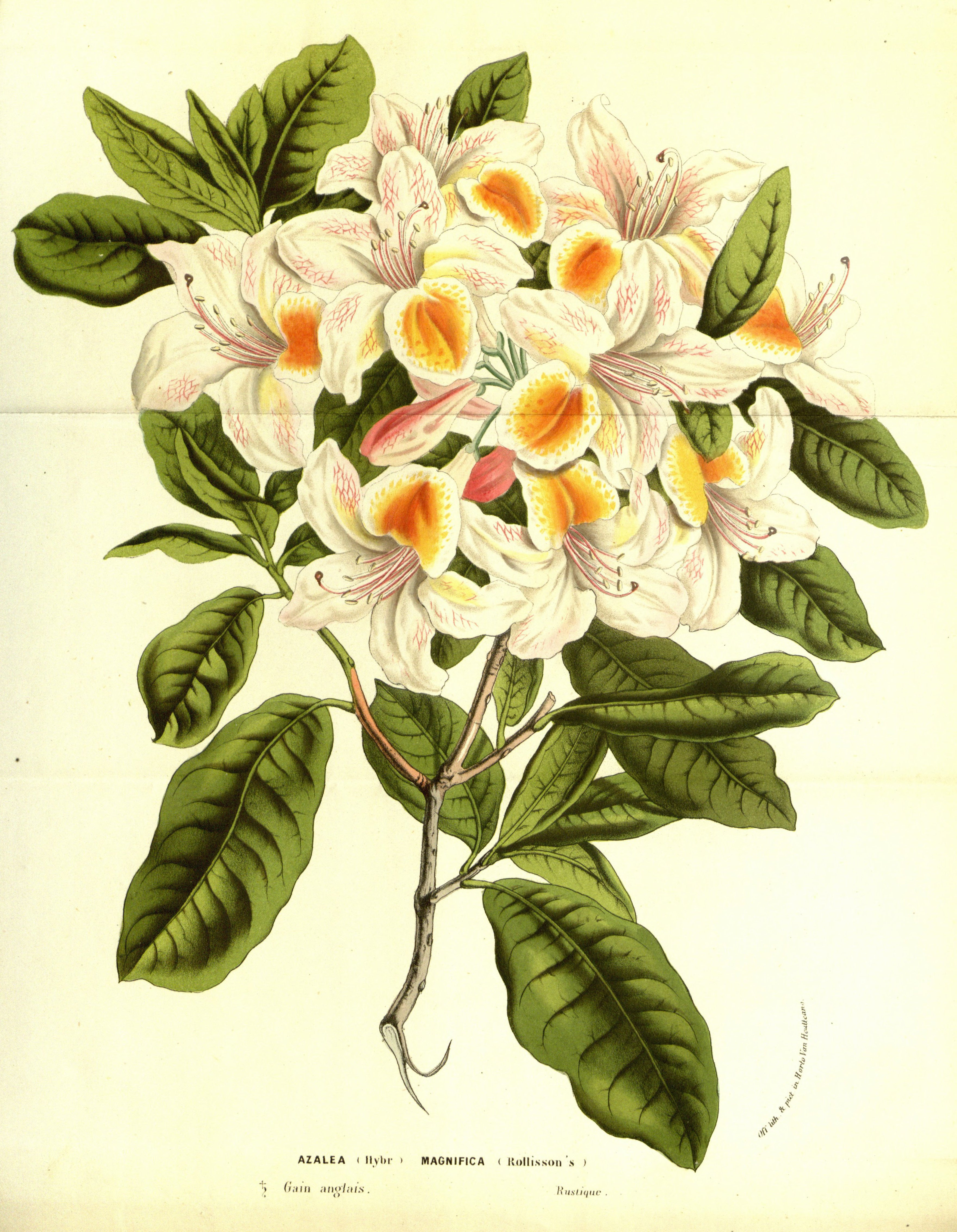
‘Magnifica’

Diese Sortengruppe ist benannt nach der Westlichen Azalee (Rhododendron occidentale), einer sommergrünen Art von der Pazifikküstenregion in den westlichen USA, die 1827 entdeckt und etwa 25 Jahre später erstmals zur Zucht von Hybriden herangezogen wurde. Occidentale-Azaleen sind überwiegend langsamwüchsig, können aber sehr groß werden. Die Blütezeit liegt zur Frühjahrsmitte. Einige Sorten sind intensiv und angenehm duftend. Die weißen bis rosafarbenen Blüten sind bis zu 10 Zentimeter groß und haben häufig eine auffällige goldgelbe Farbzeichnung im Schlund. Hier einige Sorten dieser Gruppe:
- ‘Delicatissima’: Die Blüten dieser Sorte sind cremeweiß und rosa überlaufen mit einem gelben Fleck und duften.
- ‘Exquisita’: Diese Sorte hat gekräuselte weißlichrosa Blüten mit orangegelbem Fleck, die stark duften.
- ‘Magnifica’: Die violettroten Blüten dieser Sorte weisen einen goldgelben Fleck auf.

### Knap-Hill-, Exbury- und Ilam-Azaleen
Die Knap-Hill-, Exbury- und Ilam-Azaleen sind überwiegend großwüchsig mit ungefüllten, intensiv gefärbten Blüten. Die Zucht der Hybriden dieser Gruppe begann in den Knap-Hill-Nurseries von Anthony Waterer um 1870 in England. Waterer kreuzte Genter Hybriden; die einzige entstandene Hybride, die er selbst benannte, war die ‘Nancy Waterer’, die noch zu den Genter Hybriden gezählt wird. Erst als 1924 die Sunningdale-Baumschulen Waterers Sämlinge übernahmen, gelangten Waterers Azaleen in den Handel. Diese Sorten waren Ausgangspunkt der Züchtung von Lionel de Rothschild in Exbury; die erste der hier entstandenen Exbury-Azaleen war die 1934 eingeführte ‘Hotspur’. Jahrzehnte später betrieben Edgar Stead aus Ilam in Neuseeland und J. S. Yeates die Weiterzucht, wobei sie unter anderem Kreuzungen mit Genter und Knap-Hill-Hybriden betrieben.
Zu den Knap-Hill-Hybriden zählen:
- ‘Chaffinch’: Diese Sorte bildet rosa Blüten.
- ‘Homebush’: Die Blüten dieser Sorte sind halbgefüllt und purpurrot.
- ‘Persil’: Diese Sorte besitzt weiße Blüten mit einem zartgelben Fleck.

Zu den Exbury-Hybriden gehören:
- ‘Brazil’: Die Blüten dieser Sorte sind leuchtend orange.
- ‘Cannon’s Double’: Diese eher kleinwüchsige Sorte bildet gefüllte hellgelbe bis cremefarbene Blüten.
- ‘Cecile’: Die Blüten dieser Sorte sind rot mit orangegelbem Fleck.
- ‘Gallipoli’: Diese Sorte bildet rosa-aprikosenfarbene Blüten mit orangefarbenem Fleck.
- ‘Gibraltar’: Die Blütezeit dieser Sorte ist zur Frühjahrsmitte; ihre Blüten sind leuchtend orangerot.
- ‘Hotspur’: Diese älteste aller Exbury-Hybriden wurde 1934 eingeführt. Ihre Blüten sind orangerot.
- ‘Klondyke’: Diese Sorte bildet leuchtend orangefarbene Blüten mit orangegelbem Fleck.
- ‘Strawberry Ice’: Die Blüten dieser Sorte sind gelblich und meist leicht rosa überlaufen mit orangefarbenem Fleck.

Zu den Ilam-Hybriden zählen:
- ‘Carmen’: Diese auch ‘Ilam Carmen’ genannte Sorte ist frühblühend. Ihre Blüten sind aprikosenfarben mit orangefarbenem Fleck.
- ‘Louie Williams’: Diese auch ‘Ilam Louis Williams’ genannte Sorte bildet große hellrosa bis zartgelbe Blüten mit orangefarbenem Fleck.
- ‘Maori’: Diese eher kleinwüchsige Sorte bildet in großen Doldentrauben leuchtend orangerote Blüten.
- ‘Ming’: Diese sehr früh blühende Sorte bildet große orangefarbene Blüten mit gelbem Fleck.
- ‘Red Rag’: Die leicht gekräuselten Blüten dieser Sorte sind leuchtend orangerot.
- ‘Yellow Giant’: Diese auch ‘Ilam Yellow Giant’ genannte Sorte besitzt große leuchtendgelbe Blüten.

Es gibt noch weitere Gruppen sommergrüner Azaleen, die insbesondere in den USA gezüchtet wurden; die wohl bekanntesten darunter sind die Girard- und die Carlson-Hybriden.

## Immergrüne Azaleen
Die als „Immergrüne Azaleen“ bezeichneten Sorten sind in Wirklichkeit nur halbimmergrün. Sie werfen im Herbst ihre Frühjahrsbelaubung aus meist großen und weichen Blättern ab und behalten während der Kälteperiode ihre im Spätsommer gebildeten zäheren und oft lederartigen Blätter der zweiten Art.
Die Immergrünen Azaleen sind von meist kleinem bis mittelgroßem Wuchs; im Alter werden sie bis zwei Meter hoch. Sie stammen von Arten aus Ost- bis Südostasien ab und werden gemäß ihrer Abstammung in Gruppen eingeteilt.

### Indica-Azaleen
Die wichtigste Ausgangsart für diese Hybriden ist die in Südostasien heimische Rhododendron simsii, deren Blütenpracht oft zweifarbig ist. Die ersten Indica-Hybriden wurden Mitte des 19. Jahrhunderts in Belgien gezüchtet und fanden als Zimmerpflanzen Verwendung. Die Indica-Azaleen bilden ein sehr farbenprächtiges Blütenkleid; allerdings vertragen viele Sorten nur leichte Fröste bis etwa −7 °C, weshalb sie nicht in Freipflanzung kultiviert werden können.
Die meisten Sorten sind eher kleinwüchsig; sie werden etwa 60 Zentimeter hoch und einen Meter breit; wenige Sorten erreichen 1,5 Meter und mehr Wuchshöhe. Die Indica-Azaleen können in weitere Untergruppen aufgeteilt werden, darunter sind die Kerrigan- und die Rutherford-Hybriden.

#### Belgische Indica-Azaleen
- ‘Albert Elizabeth’: Diese frühblühende Sorte bildet halbgefüllte weiße Blüten mit rosa Rändern.
- ‘Anniversary Joy’: Diese früh bis zur Saisonmitte blühende Sorte bildet variable, überwiegend halbgefüllte Blüten von blassrosa Färbung, teils dunkler schattiert und dunkel gerandet.
- ‘Bertina’: Diese frühblühende Sorte bildet ungefüllte Blüten von zartrosa, gelblich überlaufener Färbung.
- ‘Centenary Heritage’: Diese zur Saisonmitte blühende Sorte bildet halbgefüllte, leuchtend rosarote Blüten.
- ‘Charly’: Diese Mutante von ‘Lucie’ mit sehr früher Blütezeit besitzt purpurrote Blüten.
- ‘Comtesse de Kerchove’: Dieser winterharte Strauch von niedrigem Wuchs trägt hellgrüne Blätter. Die Blütezeit ist früh. Die gefüllten Blüten sind rosa bis aprikosenfarben und orangerosa überlaufen.
- ‘Deutsche Perle’: Diese sehr früh blühende Sorte bildet gefüllte weiße Blüten.
- ‘Elsa Kaerger’: Die Blütezeit dieser Sorte ist zur Saisonmitte oder früher. Die halbgefüllten Blüten sind dunkel orangerot.
- ‘Gerhardt Nicolai’: Diese Sorte ist als junge Pflanze frostempfindlich; die Blätter vertragen direkte Sonneneinstrahlung nicht gut. Die Blütezeit ist früh; es werden große, gefüllte bis halbgefüllte rosa Blüten gebildet.
- ‘Goyet’: Diese Sorte erreicht Wuchshöhen von etwa 1 Meter. Die Blütezeit ist zum Frühlingsanfang; die großen, meist gekräuselten Blüten sind gefüllt und dunkelrot.
- ‘Hexe’: Die Blätter dieser winterharten Sorte sind dunkelgrün. Die Blütezeit liegt in der Saisonmitte; die kleinen gekräuselten Blüten mit übergestülpten Kelchblättern sind violettrot.

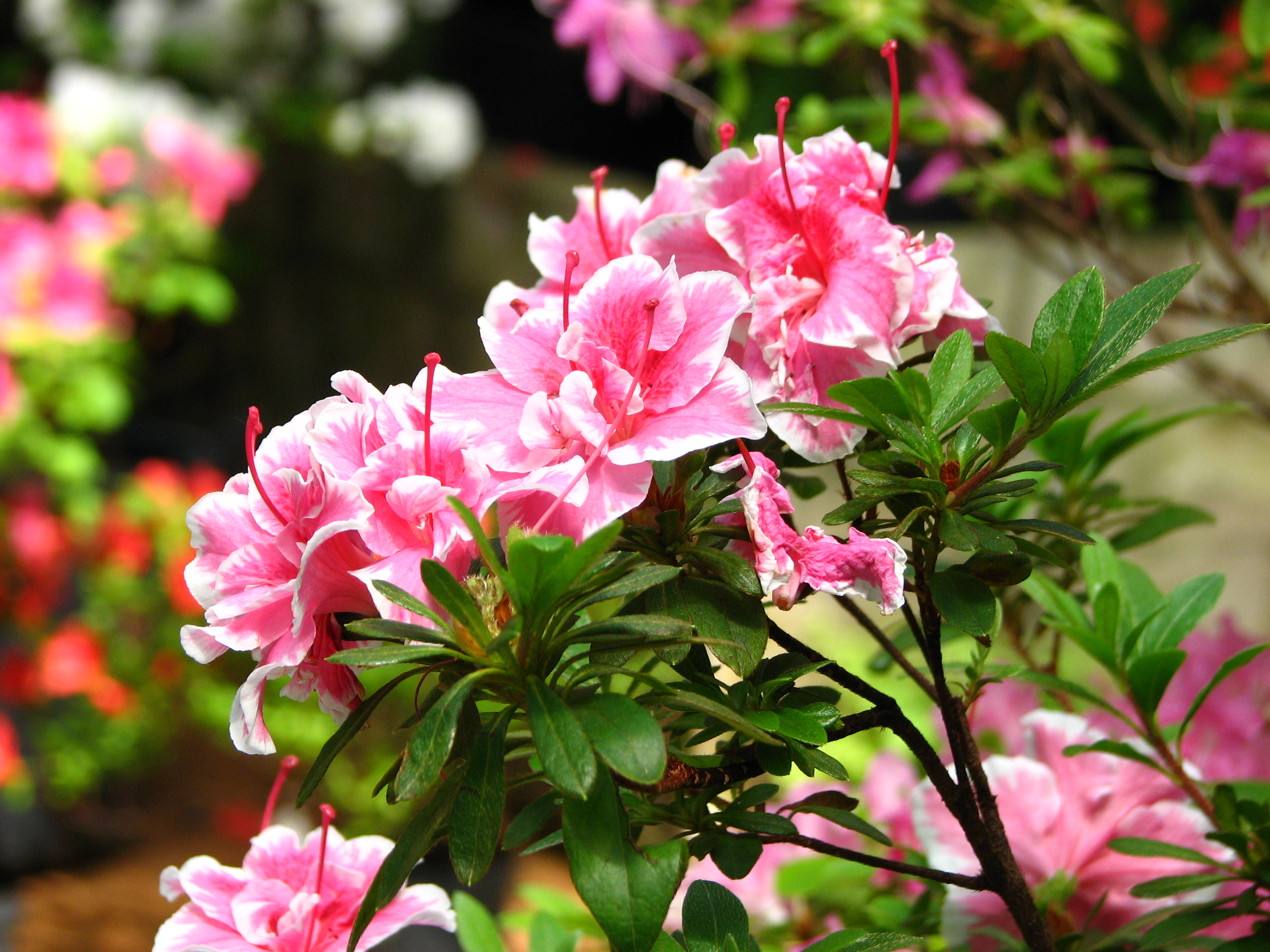
‘Inga’

- ‘Inga’: Diese Sorte von kompakter Wuchsform ist als Jungpflanze noch frostempfindlich; die Blütezeit ist sehr früh. Das üppige Blütenkleid besteht aus gefüllten rosa Blüten mit weißem Rand.
- ‘James Belton’: Dieser relative große Strauch ist winterhart. Die Blütezeit ist zur Saisonmitte. Die ungefüllten Blüten sind hellrosa mit dunklerem Zentrum.
- ‘Koli’: Diese Sorte von kompaktem Wuchs blüht zur Saisonmitte. Die halbgefüllten Blüten sind violettrosa.
- ‘Lavender Rosina’: Dies ist eine hellviolett blühende Mutante von ‘Rosina’.

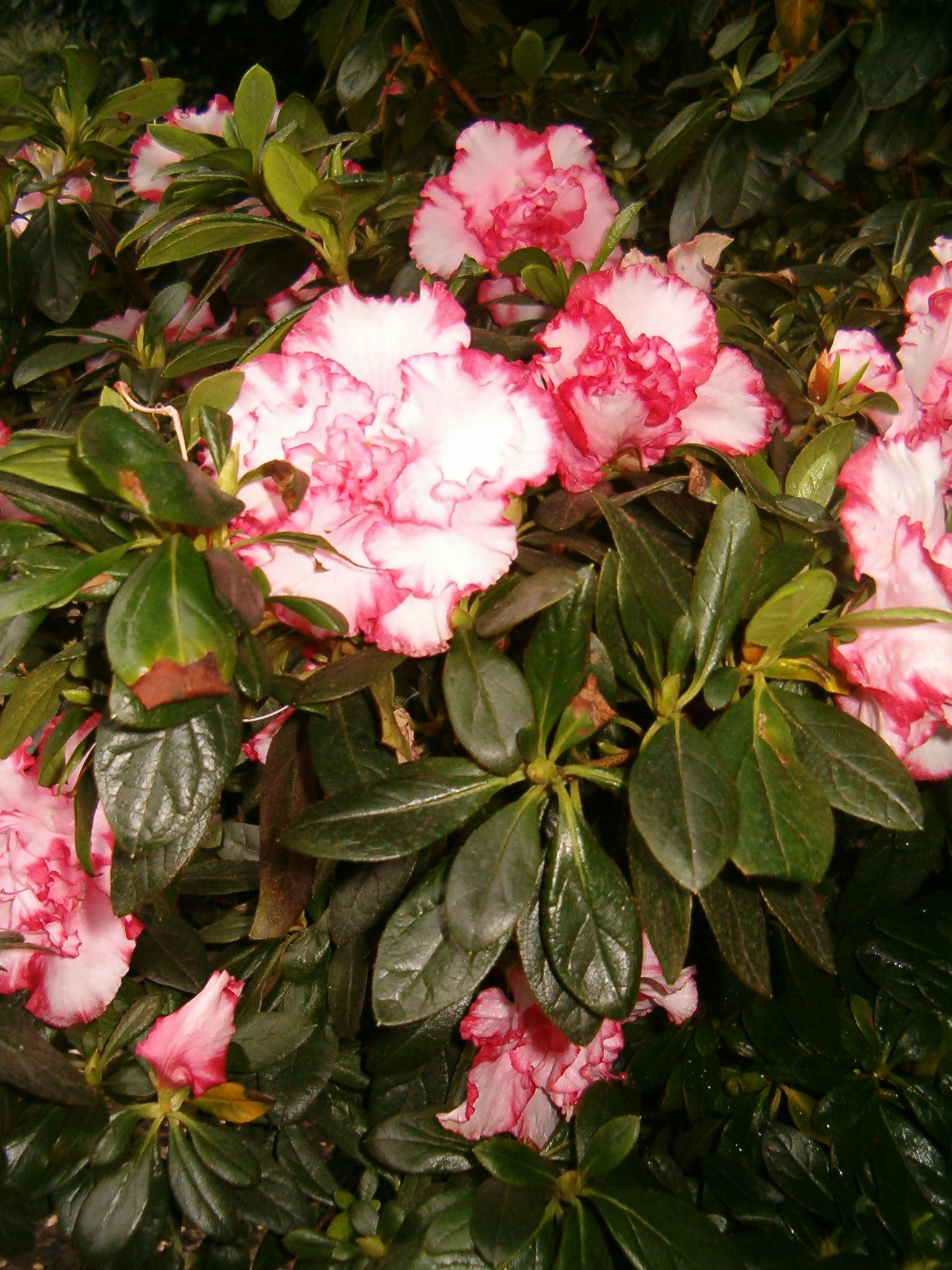
‘Leopold Astrid’

- ‘Leopold Astrid’: Die Jungpflanzen dieser Sorte sind frostempfindlich. Die Blütezeit liegt zu Frühlingsbeginn. Die gefüllten Blüten sind weiß mit rotem Rand.
- ‘Little Girl’: Diese kompakt wachsende Sorte ist in der Jugend frostempfindlich. Die Blütezeit ist zur Saisonmitte. Die Blüten haben übergestülpte Kelchblätter; sie sind gekräuselt und hellrosa.
- ‘Lucie’: Diese in der Jugend frostempfindliche Sorte hat eine sehr frühe Blütezeit; ihre Blüten sind violettrot.
- ‘Madame Alfred Sander’: Dieser Strauch von kompaktem Wuchs ist winterhart und trägt dunkle Blätter. Die Blütezeit ist früh. Die gefüllten Blüten sind rosa bis purpurfarben.
- ‘Melodie’: Diese Sorte wächst als großer, dennoch kompakter Strauch. Die Blütezeit ist zur Saisonmitte. Die einfachen bis halbgefüllten rosa Blüten weisen einen roten Fleck auf.
- ‘Mrs Gerard Kint’ (Syn. ‘Mevrouw Gerard Kint’): Dieser kompakte Strauch ist winterhart. Die Blütezeit ist früh bis zur Saisonmitte. Die einfachen bis halbgefüllten Blüten sind weißlich mit breitem rotem Rand.
- ‘My Fair Lady’: Diese auch ‘Miss California’ genannte Sorte wächst als kompakter Strauch und blüht früh. Die gefüllten Blüten sind rosa mit weißem Rand.
- ‘Nelly Kelly’: Ein Synonym von ‘Rosina’.
- ‘Only One Earth’: Diese nach dem Motto der Weltumweltkonferenz von 1972 in Stockholm benannte Sorte hat ihre Blütezeit zur Saisonmitte. Sie bildet halbgefüllte, rosa bis purpurfarbene Blüten.
- ‘Paul Schaeme’: Diese Hybride diente als Grundlage zur Züchtung neuerer Sorten. Die Blütezeit liegt zu Frühjahrsbeginn. Die gefüllten Blüten sind rot.

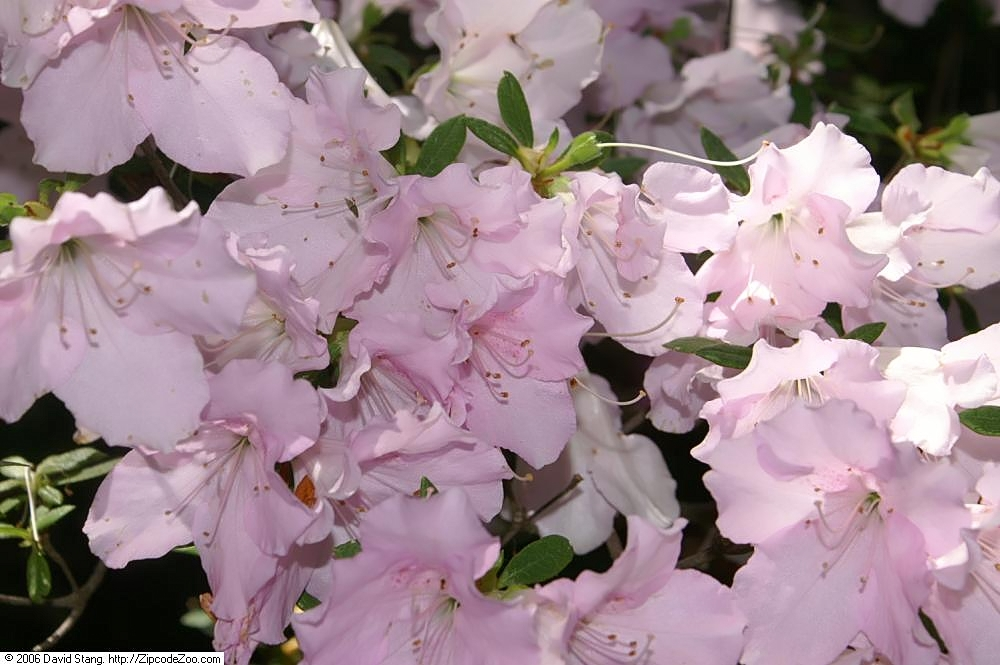
‘Pink Ice’

- ‘Pink Ice’: Diese winterharte Sorte blüht früh. Ihre halbgefüllten Blüten sind hellrosa mit vereinzelten dunkleren Flecken und Streifen.
- ‘Pink Ruffles’: Dieser Strauch von kompaktem Wuchs hat eine frühe Blütezeit. Die gefüllten, gekräuselten Blüten sind hellrosa mit weißem Rand.
- ‘Red Poppy’: Dieser aufrecht wachsende Strauch ist winterhart. Es ist eine der am frühesten blühenden Azaleen. Die einfachen bis halbgefüllten Blüten sind dunkelrot und erinnern im Aussehen etwas an Mohnblüten.
- ‘Red Wings’: Dieser eher in die Breite wachsende winterharte Strauch ist in der Jugend schnellwüchsig. Die Blütezeit ist zu Frühjahrsbeginn. Die Blüten mit übergestülpten Kelchblättern sind violettrot.
- ‘Rosa Belton’: Diese Sorte ist winterhart; die hellgrünen Blätter sind behaart. Die Blütezeit ist früh. Die einfachen weißen Blüten sind breit lavendelfarben gerandet.
- ‘Rosali’: Die Blütezeit dieser Sorte liegt in der Saisonmitte. Die halbgefüllten Blüten sind violettrot.
- ‘Rosina’: Diese auch ‘Nelly Kelly’ genannte Sorte ist schnellwüchsig. Die gefüllten Blüten sind blassrosa.
- ‘Silver Anniversary’: Diese in der Jugend frostempfindliche Sorte ist von relativ großem, aufrechtem Wuchs. Die gekräuselten Blüten mit übergestülpten Kelchblättern sind hellrosa mit dunklerem Rand.
- ‘South Seas’: Diese Sorte von kompakter Wuchsform blüht zu Frühjahresbeginn. Die halbgefüllten Blüten sind violettrosa.
- ‘Southern Aurora’: Die gefüllten Blüten dieser Sorte sind weiß, auffällig orangerot überlaufen und gerandet.
- ‘Stella Maris’: Diese Mutante der Sorte ‘Rosali’ ist in der Jugend frostempfindlich und von kompakter Wuchsform. Die Blütezeit ist zur Saisonmitte. Die halbgefüllten weißen Blüten weisen einen violettroten Fleck auf.
- ‘The Teacher’: Diese Sorte ist in der Jugend frostempfindlich. Die Blütezeit ist früh. Die gefüllten weißen Blüten sind rosarot überlaufen und rosarot gerandet.
- ‘Violacea’: Dieser große, breite Strauch von aufrechter Wuchsform blüht zu Frühlingsbeginn. Die halbgefüllten Blüten sind magentarot bis violett.

#### Southern-Indica-Azaleen
Nachdem die Belgischen Indica-Azaleen in die USA gelangten, wurden sie dort in den südlichen Staaten auch im Freien kultiviert. Dabei kam es im Laufe der Zeit zur Bildung von Bastarden, von denen einige als Sämlinge wieder kultiviert und teils als neue Sorten in den Handel gebracht wurden. Die Southern-Indica-Azaleen entstanden aus Belgischen Indica-Azaleen, Nachkommen der angesprochenen Sämlinge und weiteren speziell gezüchteten Sorten. Gemeinsame Merkmale dieser Sortengruppe sind Toleranz gegenüber direkter Sonneneinstrahlung, relativ gute Kälteresistenz und ein größerer Wuchs im Vergleich mit den Belgischen Indica-Azaleen.
Hier einige Sorten dieser Gruppe:

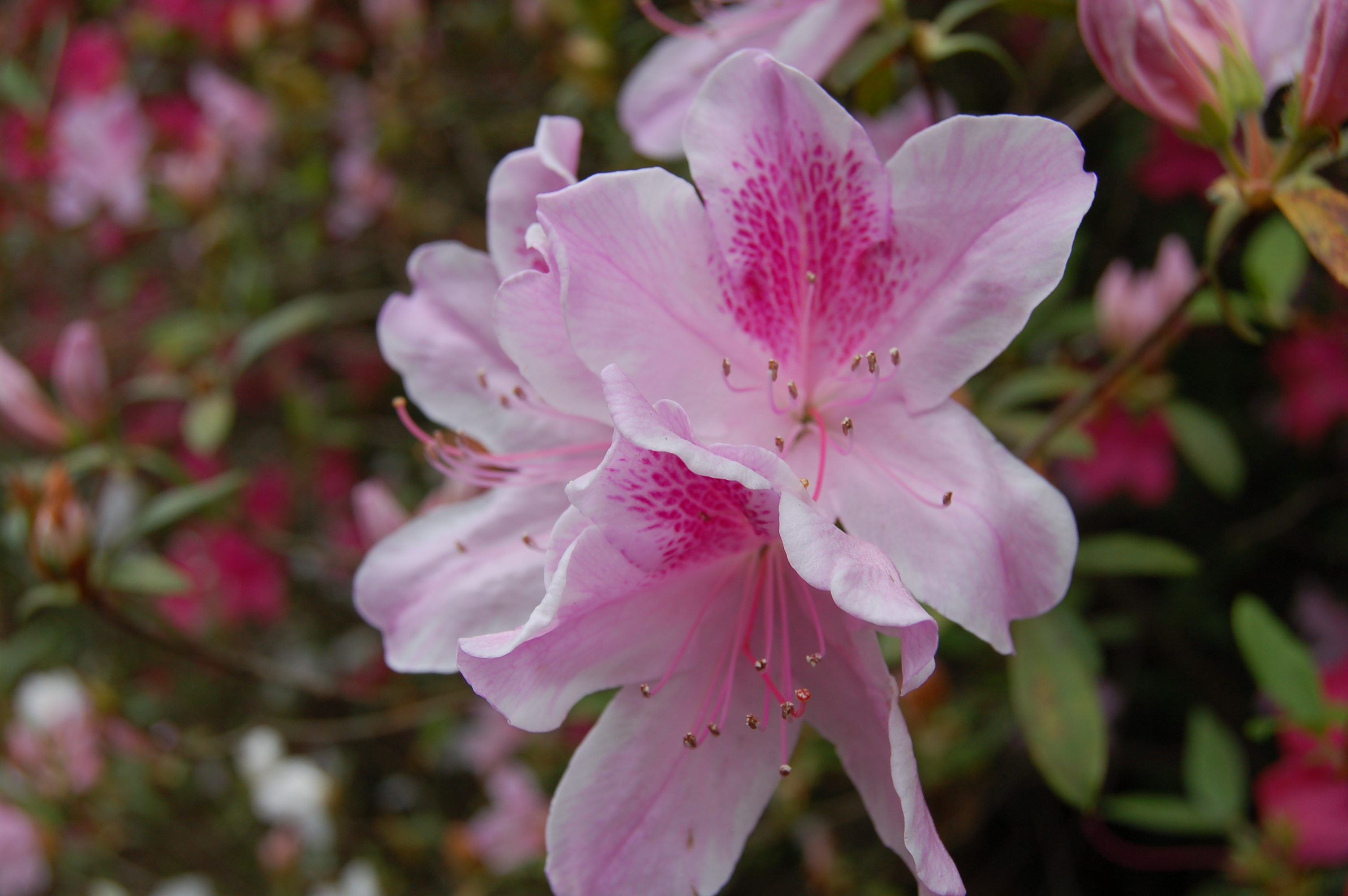
‘Alphonse Anderson’ bzw. ‘George Lindley Taber’

- ‘Alphonse Anderson’: Diese auch ‘George Lindley Taber’ genannte Sorte erreicht als Strauch 1,5 bis 2 Meter Wuchshöhe. Die Blütezeit ist zur Saisonmitte. Die großen ungefüllten Blüten sind weiß und meist rosa überlaufen; im Schlund weisen sie einen rosafarbenen Fleck auf.
- ‘Fielder’s White’: Dieser Strauch wird bis 2,5 Meter hoch und wächst auch stark in die Breite. Die schmalen Blätter sind hellgrün. Die Blütezeit ist zur Frühlingsmitte. Die ungefüllten, weißen Blüten mit zitronengelbem Schlund duften. Bisweilen bildet diese Sorte Triebe mit malvenfarbenen Blüten.
- ‘George Lindley Taber’: Siehe ‘Alphonse Anderson’.
- ‘Mardi Gras’: Diese niedrigwüchsige Sorte wird etwa 60 Zentimeter hoch und 1 Meter breit. Die Blütezeit ist zur Saisonmitte bis etwas früher. Die halbgefüllten Blüten sind orangerosa und breit weiß gerandet.
- ‘Modele’: Dieser bis 80 Zentimeter hohe und etwa 1 Meter breite Strauch blüht zur Saisonmitte. Die gefüllten Blüten sind violettrot.

#### Rutherford-Indica-Azaleen
Diese Sorten sind in den 1920er Jahren bei Bobbink und Atkins in East Rutherford im US-Bundesstaat New Jersey entstanden. Hier einige Sorten dieser Gruppe:
- ‘Alaska’: Dieser bis 1 Meter hohe und ebenso breite Strauch blüht früh. Die Blüten sind variabel; oft finden sich an einer Pflanze gleichzeitig ungefüllte, halbgefüllte und gefüllte Blüten. Sie sind von der Farbgebung weiß mit hellgrünem Fleck.
- ‘Dorothy Gish’: Diese Sorte wächst als kompakter Strauch von etwa 60 Zentimeter Höhe und rund 1 Meter Breite. Die Blütezeit ist zur Saisonmitte. Die Blüten mit übergestülpten Kelchblättern sind gekräuselt und orangerosa mit einem dunkleren Fleck.
- ‘Purity’: Dieser bis 1 Meter hohe Strauch trägt dunkelgrüne Blätter. Die Blütezeit ist zur Saisonmitte und früher. Die gefüllten Blüten sind weiß.
- ‘Rose King’: Dies ist eine Mutante von ‘Rose Queen’ mit dunkelrosa Blüten.
- ‘Rose Queen’: Dieser eher horizontal wachsende, bis etwa 60 Zentimeter hohe Strauch blüht zu Frühlingsbeginn. Die halbgefüllten Blüten sind rosa mit einer dunkleren Zeichnung.
- ‘Tickled Pink’: Diese Mutante von ‘Purity’ trägt hellrosa Blüten mit weißer Umrandung und übergestülpten Kelchblättern.
- ‘White Gish’: Diese auch ‘Dorothy White Gish’ genannte Sorte bildet weiße Blüten mit übergestülpten Kelchblättern.

#### Kerrigan-Indica-Azaleen
Diese Hybriden wurden in den 1950er Jahren in den USA gezüchtet und stammen von den Belgischen Indica-Azaleen ab. Sie sind überwiegend zumindest als Jungpflanzen frostempfindlich. Hier einige Sorten dieser Gruppe:
- ‘Bride’s Bouquet’: Dieser etwa 1 m hoch wachsende Strauch blüht zur Saisonmitte. Die gefüllten Blüten sind weiß mit grünlicher Zeichnung im Schlund; sie sehen Rosen etwas ähnlich.
- ‘Gay Paree’: Diese Sorte erreicht etwa 1 Meter Wuchshöhe. Die Blütezeit ist zur Saisonmitte. Die halbgefüllten Blüten sind weiß mit einem dunkelrosa Rand.
- ‘Ripples’: Dieser etwa 60 Zentimeter hoch und 1 Meter breit wachsende Strauch verträgt direkte Sonneneinstrahlung gut. Die gefüllten Blüten sind gekräuselt und dunkel violettrosa.

#### Indicum- und Mucronatum-Hybriden
Die Indicum-Hybriden entstanden aus Kreuzungen von Rhododendron indicum und Rhododendron simsii. Eine Sorte dieser Gruppe ist:
- ‘Alba Magna’: Dieser Strauch wird etwa 1 Meter hoch und 1,5 m breit. Die Blütezeit ist früh. Die duftenden Blüten sind weiß mit grüner Zeichnung im Schlund.

Die Mucronatum-Hybriden stammen von der Art Rhododendron ripense und vermutlich auch von Rhododendron indicum ab. Gemeinsames Merkmal dieser Sorten sind meist klebrige hellgrüne Blätter und duftende weiße bis hellviolette Blüten. Zu dieser Gruppe gehören die folgenden Sorten:
- ‘Alba Magnifica’: Dieser Strauch erreicht etwa 1,5 Meter Wuchshöhe und wird etwa ebenso breit. Die Blütezeit ist zur Saisonmitte. Die ungefüllten duftenden Blüten sind weiß mit gelber Zeichnung.
- ‘Magnifica Rosea’: Diese auch ‘Magnifica’ genannte Sorte erreicht in etwa die gleichen Ausmaße wie ‘Alba Magnifica’. Die Blütezeit ist zur Saisonmitte. Die ungefüllten duftenden Blüten sind rosafarben bis hellviolett.

### Kurume-Azaleen
Die Kurume-Azaleen sind benannt nach der japanischen Stadt Kurume auf der südlichen Insel Kyushu, die lange Zeit ein wichtiges Zentrum der Azaleenzucht war. Der englisch-nordamerikanische Pflanzenjäger Ernest Henry Wilson besuchte auf seiner 1917 begonnenen letzten Reise 1919 eine Azaleengärtnerei in Kurume und war überwältigt von den 250 Sorten. Die 51 von ihm mitgebrachten und als „Wilsons's Fifty“ bekannt gewordenen Hybriden fanden als Kurume-Azaleen Eingang in die westlichen Baumschulen und Gärtnereien; später kamen weitere Hybriden hinzu.
Bei den Pflanzen ist der Einfluss der Art Rhododendron kiusianum, die am Berg Kirishima natürlich vorkommt, erkennbar. Merkmale der Kurume-Azaleen sind ein dichter, kompakter Wuchs und kleine Blätter, eine relativ frühe Blütezeit sowie zahlreich gebildete kleine Blüten mit übergestülpten Kelchblättern, die oft kronblattartig ausgebildet sind und dann wie eine zweite Blütenkrone wirken. Hier eine Auswahl von Sorten dieser Gruppe:

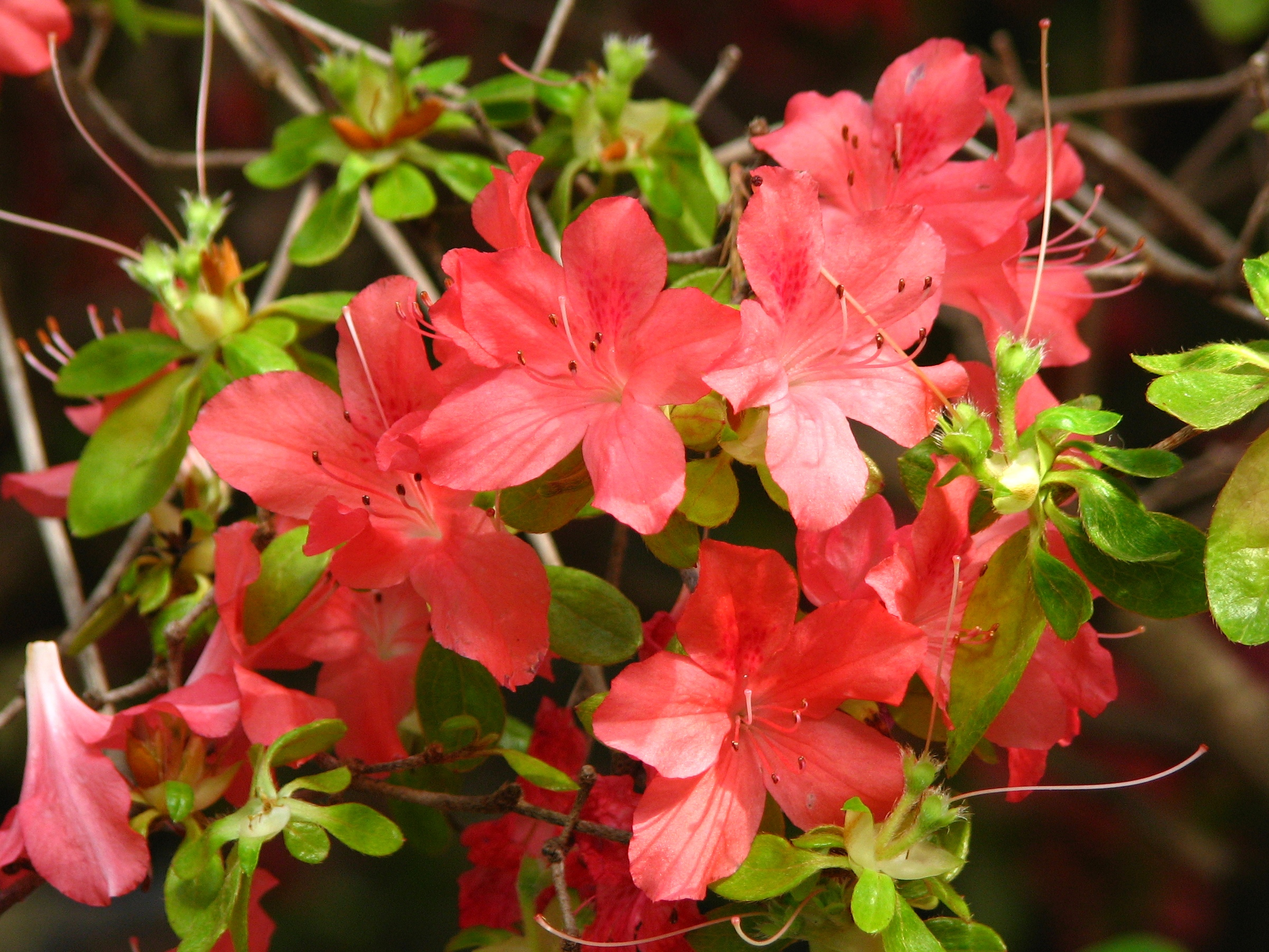
‘Addy Wery’

- ‘Addy Wery’: Dieser bis etwa 1,5 m hoch wachsende Strauch zeigt bronzefarbenes Herbstlaub. Die ungefüllten Blüten sind orangerot.
- ‘Christmas Cheer’: Diese auch ‘Ima Shojo’ genannte Sorte, Nr. 36 aus der Kollektion „Wilsons’s Fifty“, wächst als kompakter Strauch und kann über zwei Meter Wuchshöhe erreichen. Er trägt rundliche, kleine leuchtendgrüne Blätter. Die winzigen Blüten sind kirschrot mit übergestülpten Kelchblättern.
- ‘Fairy Queen’: Diese auch ‘Aioi’ genannte Sorte, Nr. 43 aus der Kollektion „Wilsons’s Fifty“, wächst als kompakter Strauch; sie wird etwa einen Meter hoch und ebenso breit. Die Blüten mit übergestülpten Kelchblättern sind hellrosa bis aprikosenfarben und weisen häufig einen roten Fleck auf.
- ‘Hatsu Giri’: Diese Sorte wächst als aufrechter, stark verzweigter Strauch und wird bis einen Meter hoch. Die Blüten sind purpurrot und teils rosa gefleckt.
- ‘Hino Crimson’: Dieser Strauch erreicht etwa 1,5 Meter Wuchshöhe und hat glänzendgrünes Winterlaub. Die Blütezeit ist ausgesprochen spät; die ungefüllten Blüten sind rosarot.

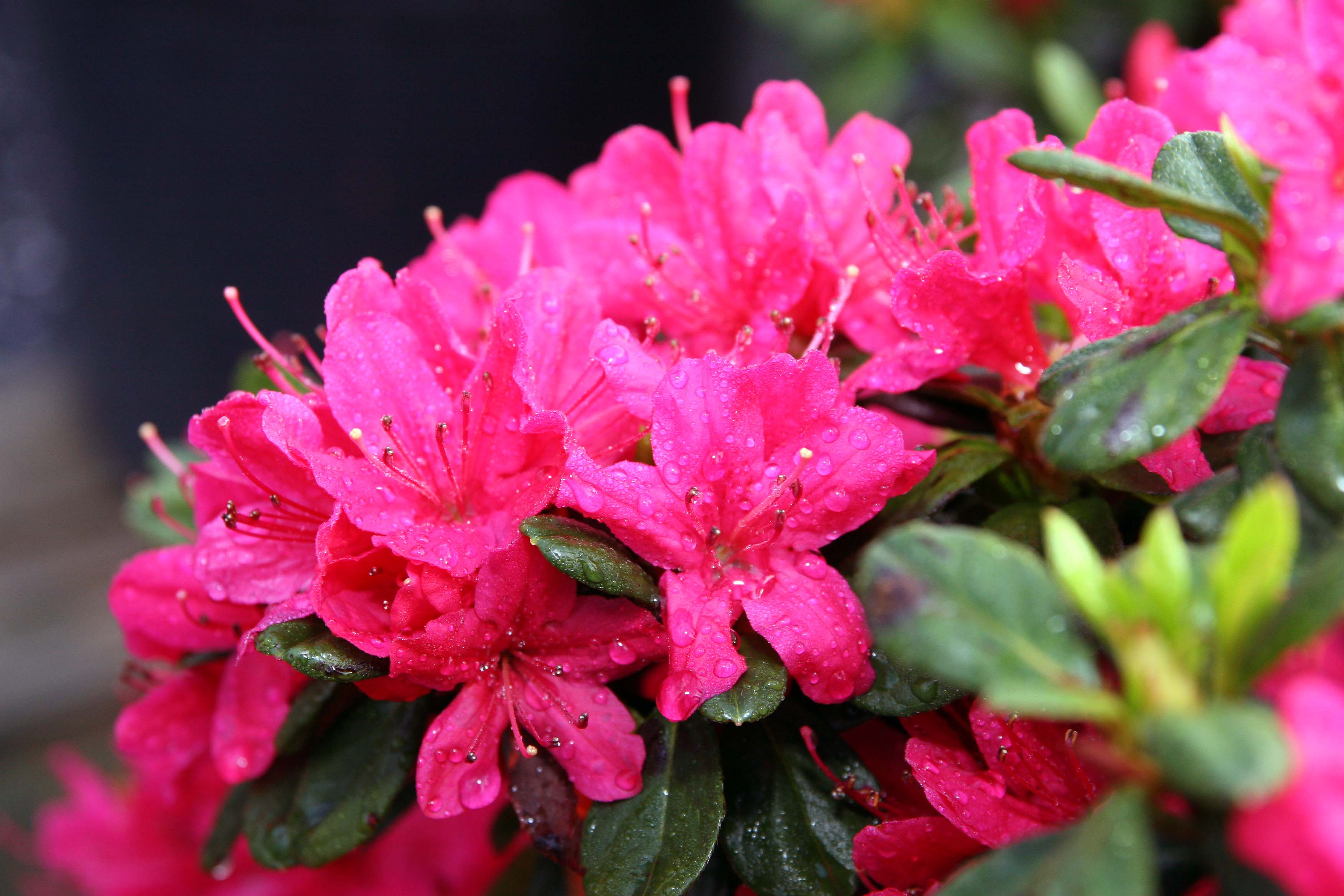
‘Hinode-giri’

- ‘Hinode-giri’: Diese Sorte ist Nr. 42 aus der Kollektion „Wilsons’s Fifty“. Sie wächst als sehr dicht belaubter Strauch und erreicht Wuchshöhen bis etwa 1,5 Meter. Die winzigen ungefüllten Blüten sind kirschrot.
- ‘Hinomayo’: Diese auch ‘Hinomoyo’ genannte Sorte wächst als aufrechter kräftiger Strauch und kann über zwei Meter hoch werden. Die einfachen Blüten sind violettrosa.
- ‘Iroha Yama’: Diese auch ‘Dainty’ genannte Sorte ist Nr. 8 aus der Kollektion „Wilsons’s Fifty“. Der kompakte Strauch wird etwa einen Meter hoch. Die kleinen rundlichen Blätter sind leuchtendgrün. Die ungefüllten Blüten sind weiß mit rosa- bis aprikosefarbenem Rand.

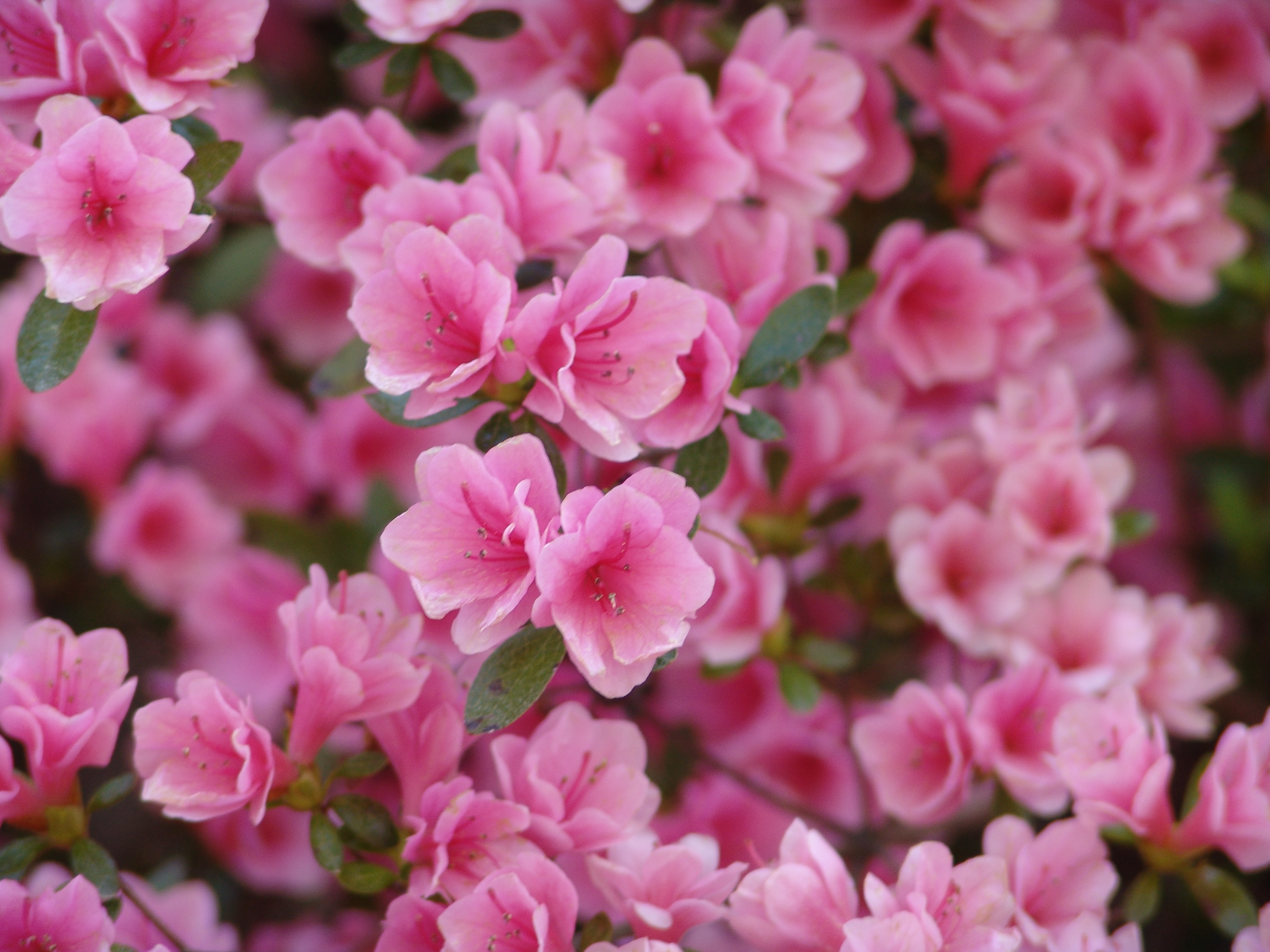
‘Kirin’

- ‘Kirin’: Diese auch ‘Coral Bells’ genannte Sorte ist Nr. 22 aus der Kollektion „Wilsons’s Fifty“. Diese überaus beliebte Sorte ist möglicherweise die beliebteste aller Azaleen-Sorten. Der dicht belaubte Strauch erreicht Wuchshöhen bis etwa zwei Meter. Er trägt rundliche leuchtendgrüne, im Winter bronzefarbene Blätter. Die Blüten mit übergestülpten Kelchblättern sind zart pastellrosa gefärbt.
- ‘Kiritsubo’: Diese auch ‘Twilight’ genannte Sorte ist Nr. 24 aus der Kollektion „Wilson’s Fifty“. Sie wächst als aufrechter kräftiger Strauch von etwa zwei Meter Höhe. Die ungefüllten Blüten sind leuchtend purpurrot.

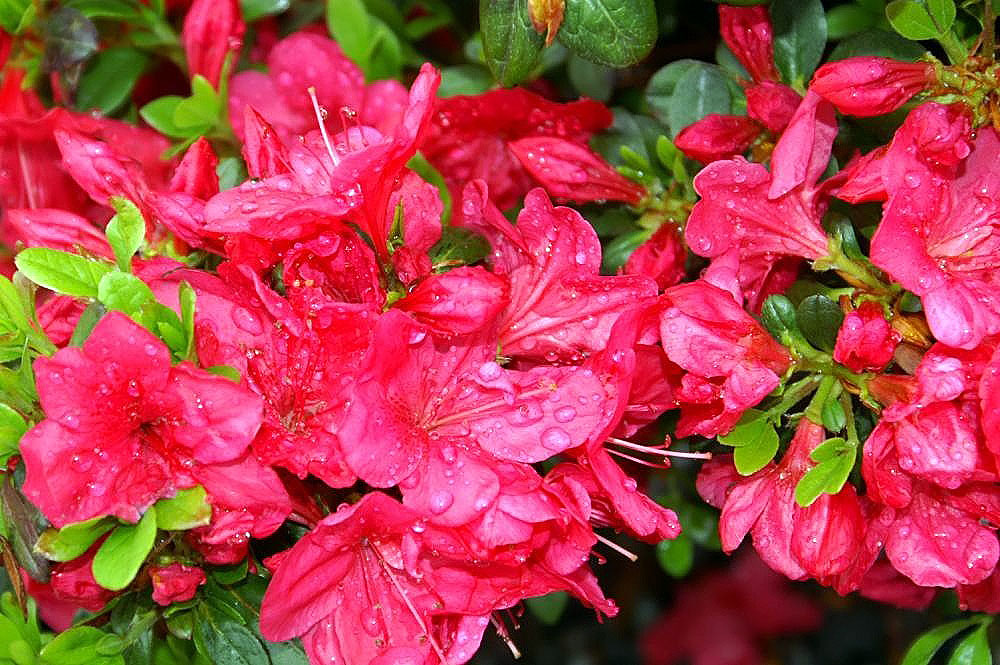
‘Mother’s Day’

- ‘Mother’s Day’: Diese auch ‘Muttertag’ genannte Sorte wächst als kompakter Strauch mit dichter Belaubung und erreicht bis einen Meter Wuchshöhe. Die halbgefüllten Blüten mit übergestülpten Kelchblättern sind kirschrot gefärbt.
- ‘Osaraku’: Diese auch ‘Penelope’ genannte Sorte ist Nr. 17 aus der Kollektion „Wilson’s Fifty“. Sie wächst als dichter, stark verzweigter Strauch und erreicht Wuchshöhen bis 1,5 Meter. Die Blätter sind winzig klein; die ungefüllten Blüten sind weißlich bis hellviolett gefärbt.
- ‘Red Robin’: Diese auch ‘Waka Kayede’ genannte Sorte ist Nr. 38 aus der Kollektion „Wilson's Fifty“. Sie ist ein eher niedrigwachsender Strauch und erreicht etwa einen Meter Höhe sowie 1,5 Meter Breite. Die Blütezeit ist zur Frühjahrsmitte. Die ungefüllten Blüten sind leuchtend orangerot.
- ‘Sui Yohi’: Diese auch ‘Sprite’ genannte Sorte ist Nr. 10 aus der Kollektion „Wilson’s Fifty“. Diese etwa 2 Meter Wuchshöhe erreichende Sorte ist frostempfindlich. Die ungefüllten Blüten sind weißlich bis blassrosa.
- ‘Venus’: Diese Kreuzung aus Indica- und Kurume-Hybriden wird selbst den Kurume-Azaleen zugerechnet; sie gehört zu den relativ alten Sander-Forster-Azaleen. Sie erreicht etwa zwei Meter Wuchshöhe. Die zahlreichen kleinen Blüten sind rötlich gefärbt.
- ‘Ward’s Ruby’: Diese Sorte von aufrechtem, stark verzweigtem Wuchs wird etwa 1,5 Meter hoch und ist frostempfindlich. Die kleinen, ungefüllten Blüten sind intensiv rot gefärbt; ihr Farbton gilt als das dunkelste Rot aller Immergrünen Azaleen.

#### Amoenum-Kurume-Azaleen

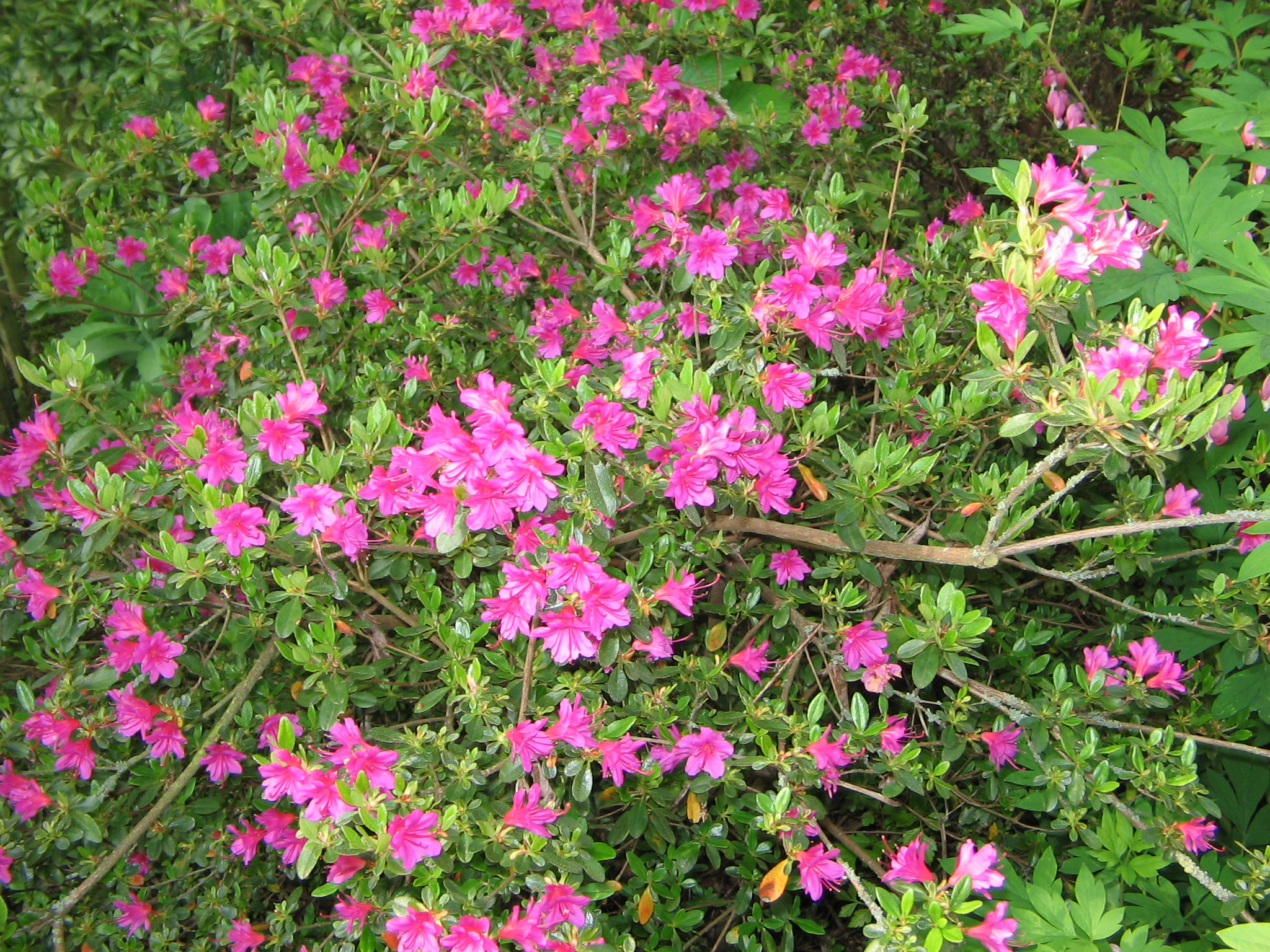
‘Amoena’

Diese Gruppe ist den Kurume-Azaleen sehr ähnlich.
- ‘Amoena’: Diese Sorte wurde früher als eigene Art Rhododendron obtusum angesehen, jedoch mittlerweile erkannt als eine von Rhododendron sataense, Rhododendron kiusianum und Rhododendron kaempferi abstammende Hybride. Die robuste Pflanze erreicht bis 2,5 Meter Wuchshöhe; sie eignet sich als Heckenpflanze und für exponierte Standorte. Die Blütezeit ist im zeitigen Frühjahr. Die zahlreichen winzigen Blüten mit übergestülpten Kelchblättern sind violett gefärbt.
- ‘Princess Maude’: Dieser stark verzweigte Strauch erreicht Wuchshöhen bis 2,5 Meter. Die Blütezeit ist zu Frühlingsbeginn. Die kleinen Blüten sind leuchtend dunkelrosa.

### Kaempferi-Azaleen

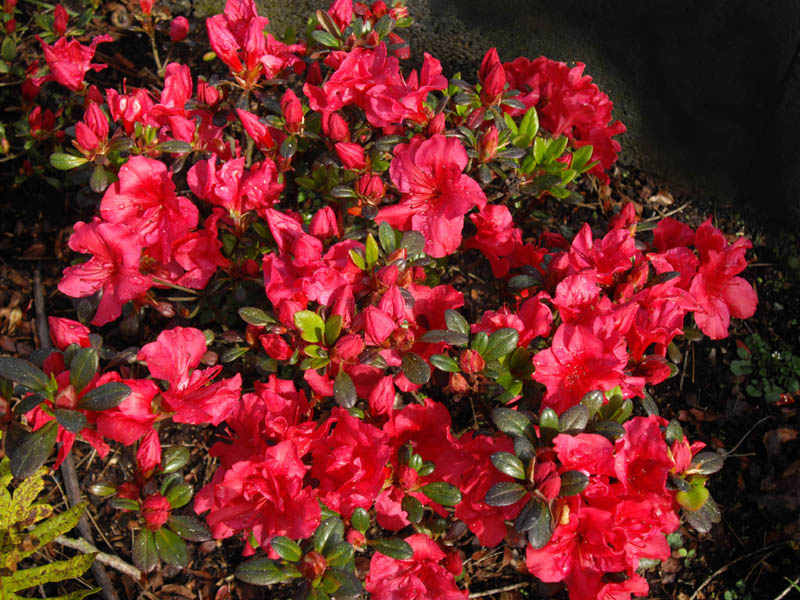
‘Johanna’

Die Hybriden dieser Gruppe sind Kreuzungen aus Rhododendron kaempferi und Rhododendron yedoense, zwei Arten, die Fröste bis etwa −20 °C vertragen. Diese meist winterharten Hybriden verlieren – wie auch ihre Elternpflanzen – bei großer Kälte nahezu die gesamte Belaubung aus im Winter rötlich gefärbten Blättern. Die Kaempferi-Azaleen stammen überwiegend aus den USA und den Niederlanden. Hier einige Sorten dieser Gruppe:
- ‘Double Beauty’: Dieser kleine Strauch wird etwa 80 Zentimeter hoch und zirka 1 Meter breit und trägt hellgrüne Blätter. Die Blütezeit ist zu Frühlingsbeginn. Die Blüten mit übergestülpten Kelchblättern sind hellrosa.
- ‘Johanna’: Diese bis 2 Meter Wuchshöhe erreichende Sorte ist schnellwüchsig. Ihre Blätter verfärben sich im Herbst und Winter leuchtend violettrot. Die Blütezeit ist zur Saisonmitte; die ungefüllten bis halbgefüllten Blüten sind dunkelrot.
- ‘John Cairns’: Dieser aufrechte, stark verzweigte Strauch wird bis zwei Meter hoch. Die ungefüllten, kleinen Blüten sind leuchtend orangerot.

#### Vuykianum-Hybriden

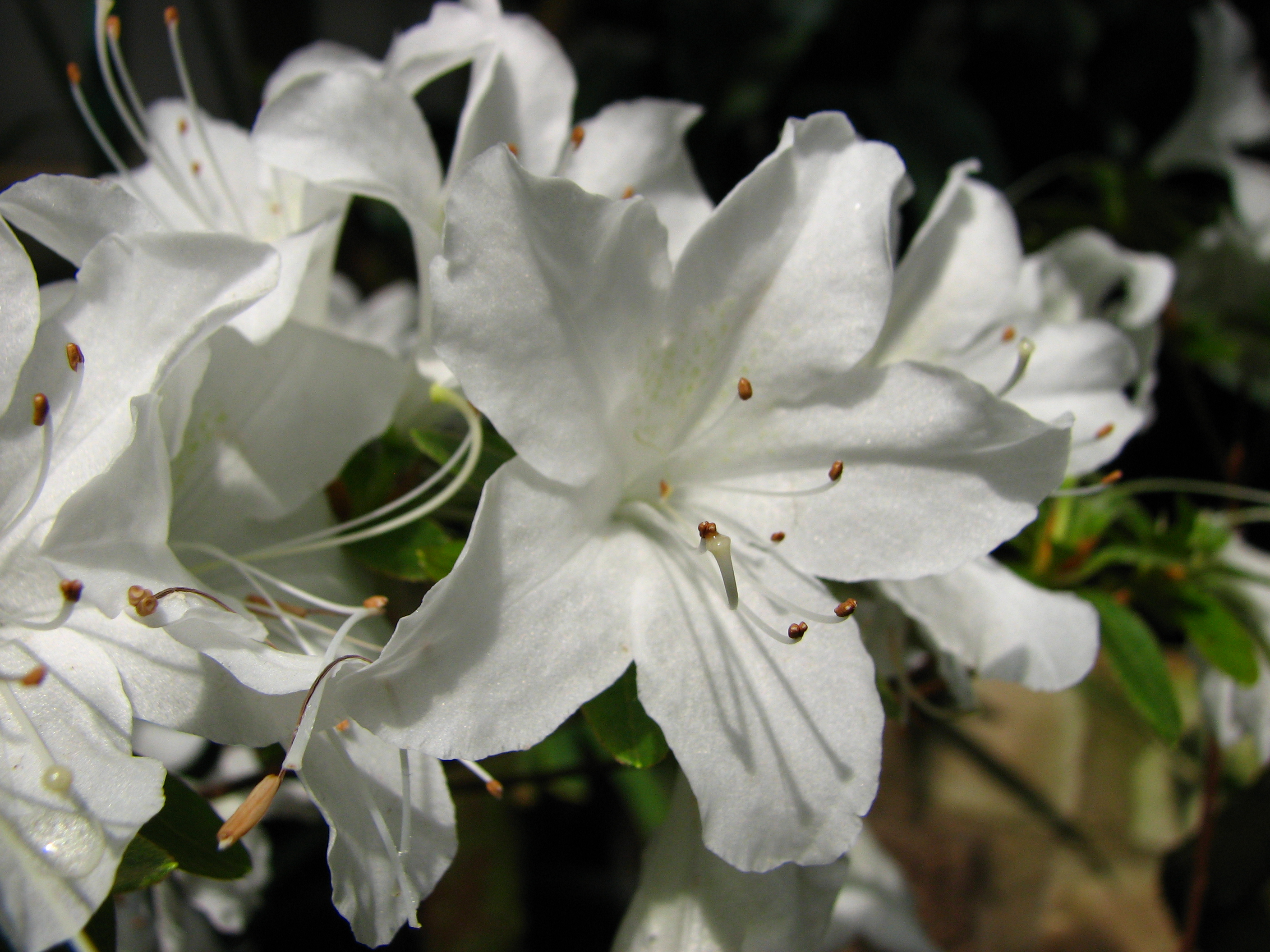
‘Palestrina’

Die Vuykianum-Hybriden entstanden 1921 bei der Baumschule Vuyk Van Nes in der niederländischen Stadt Boskoop. Sie ähneln den echten Kaempferi-Azaleen stark.
- ‘Palestrina’: Dieser kompakte Strauch erreicht Wuchshöhen bis etwa 1 Meter und trägt leuchtendgrüne Blätter. Die ungefüllten Blüten sind weiß bis cremefarben und gelbgrün gefleckt.
- ‘Queen Wilhelmina’: Diese Sorte wächst als großer Strauch, der bis 2 Meter hoch und bis 2,5 Meter breit wird. Die langen Blätter sind lanzettlich. Die Blütezeit ist spät. Die großen ungefüllten Blüten sind orangerot mit schwarzrotem Fleck.
- ‘Vuyk's Rosy Red’: Dieser etwas lockere Strauch wird etwa 1 Meter hoch und 1,5 Meter breit. Die Blüte erscheint zeitig im Frühjahr. Die vielzähligen großen, ungefüllten Blüten sind kirschrot.
- ‘Vuyk's Scarlet’: Dieser kompakte Strauch erreicht etwa 1 Meter Wuchshöhe und 1,5 Meter Breite. Die zahlreichen großen, ungefüllten Blüten sind leuchtendrot.

#### Gable-Hybriden

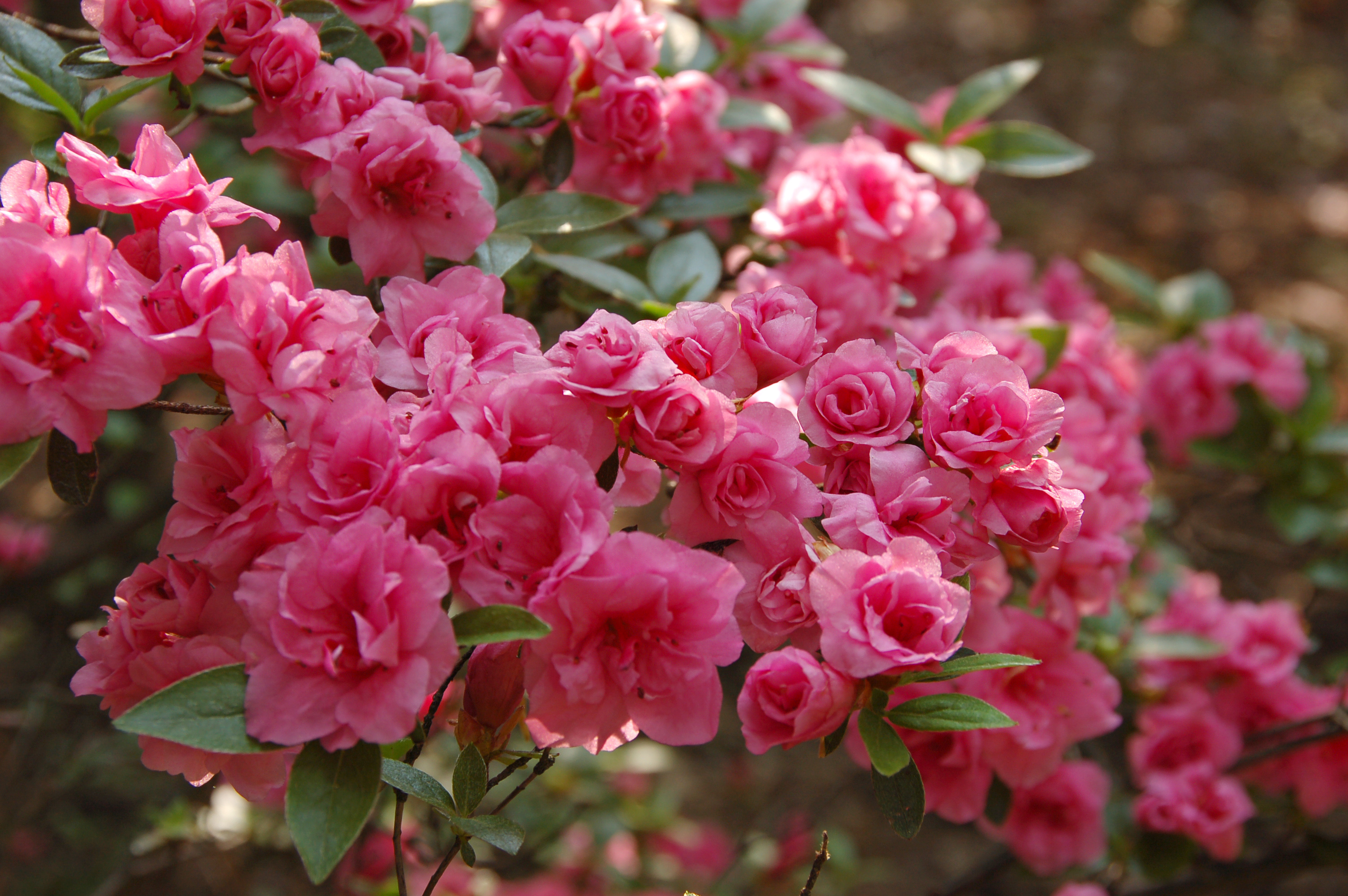
‘Rosebud’

Diese Hybriden wurden von Joseph Gable im US-Bundesstaat Pennsylvania gezüchtet, wobei ein wesentliches Zuchtziel eine gute Frosthärte war. Hier eine Auswahl von Sorten dieser Gruppe:
- ‘Lorna’: Dieser Strauch erreicht Wuchshöhen bis etwa 1,5 Meter und trägt gefüllte, leuchtendrosa Blüten.
- ‘Purple Splendor’: Dieser ausladende, bis einen Meter hohe und 1,5 Meter breite Strauch trägt schmale Blätter. Die gekräuselten Blüten mit übergestülpten Kelchblättern sind hellviolett.
- ‘Rosebud’: Diese Sorte von niedrigem, kompaktem Wuchs ist der Sorte ‘Lorna’ sehr ähnlich, besitzt aber dunklere Blüten.

#### Girard-Hybriden
Diese Hybriden wurden ab Ende der 1940er Jahre von Peter Girard im US-Bundesstaat Ohio gezüchtet.
- ‘Girard’s Border Gem’: Dieser Strauch wird etwa 40 Zentimeter hoch und 60 Zentimeter breit. Er trägt kleine Blätter und ungefüllte dunkelrosa Blüten.
- ‘Girard’s Chiara’: Dieser etwa 50 Zentimeter hoch und ebenso breit werdende Strauch trägt gekräuselte Blüten mit übergestülpten Kelchblättern, die von der Färbung kirschrot mit einem rötlichen Fleck sind.

#### Shammarello-Hybriden

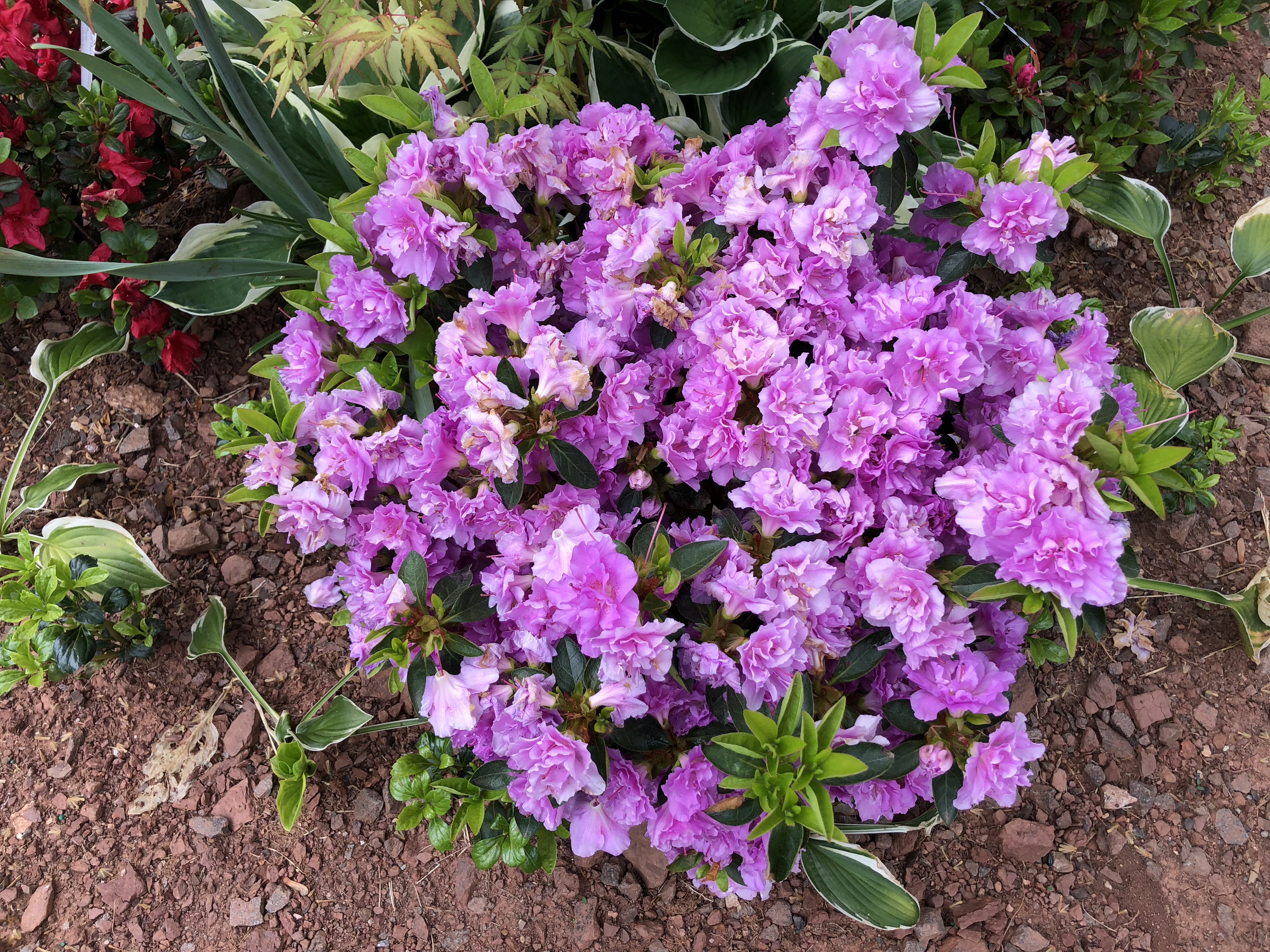
‘Elsie Lee’

Diese Hybriden stammen zumindest teilweise von Gable-Hybriden ab. Hier einige Sorten dieser Gruppe:
- ‘Desiree’: Dieser kräftige, breit wachsende Strauch wird etwa einen Meter hoch und 1,5 Meter breit. Die Blütezeit ist zeitig im Frühjahr. Die ungefüllten, gekräuselten Blüten sind weiß.
- ‘Elsie Lee’: Dieser bis drei Meter hoch werdende Strauch blüht zur Saisonmitte. Die halbgefüllten bis gefüllten Blüten sind hellviolett gefärbt mit dunkler Zeichnung.

### Satsuki-Azaleen
Die Satsuki-Azaleen sind in Japan selbst beliebter als die Kurume-Azaleen, im Westen jedoch erst seit den 1950er Jahren stärker verbreitet. Der Name „Satsuki“ bedeutet „fünfter Monat“ und weist auf die späte Blütezeit dieser Hybriden, deutlich nach der Saisonmitte, hin. Die kleinen Sträucher sind bis etwa −12 °C frosthart und ziemlich empfindlich gegen die direkte Sonnenstrahlung. Ihre großen ungefüllten Blüten haben häufig an derselben Pflanze verschiedene Formen und Farben.
- ‘Benigasa’: Diese auch ‘Red Umbrella’ genannte Sorte wird etwa 50 Zentimeter hoch und 1 Meter breit. Die rundlichen Blätter sind dunkelgrün. Die großen, ungefüllten Blüten sind kräftig orangerot gefärbt.
- ‘Chinzan’: Diese auch ‘Rare Mountain’ genannte Sorte wächst als niedriger, breiter Strauch, der etwa 30 Zentimeter hoch und 1 Meter breit wird. Die Blätter sind klein. Die ungefüllten Blüten sind leuchtendrosa mit einem dunkleren Fleck.
- ‘Daishuhai’: Diese auch ‘Great Vermilion Cup’ genannte Sorte wird bis zu 60 Zentimeter hoch und etwa einen Meter breit. Ihre Wuchsform ist etwas lockerer als die der meisten anderen Satsuki-Azaleen. Die ungefüllten Blüten sind weiß mit rosa Kronblattspitzen.
- ‘Hitoya no Haru’: Diese auch ‘Glory of Spring’ genannte Sorte wird etwa 50 Zentimeter hoch und einen Meter breit; ihre Blätter sind glänzend. Es ist eine der am spätesten blühenden Azaleen. Die großen, ungefüllten Blüten sind rosa bis lavendelfarben.

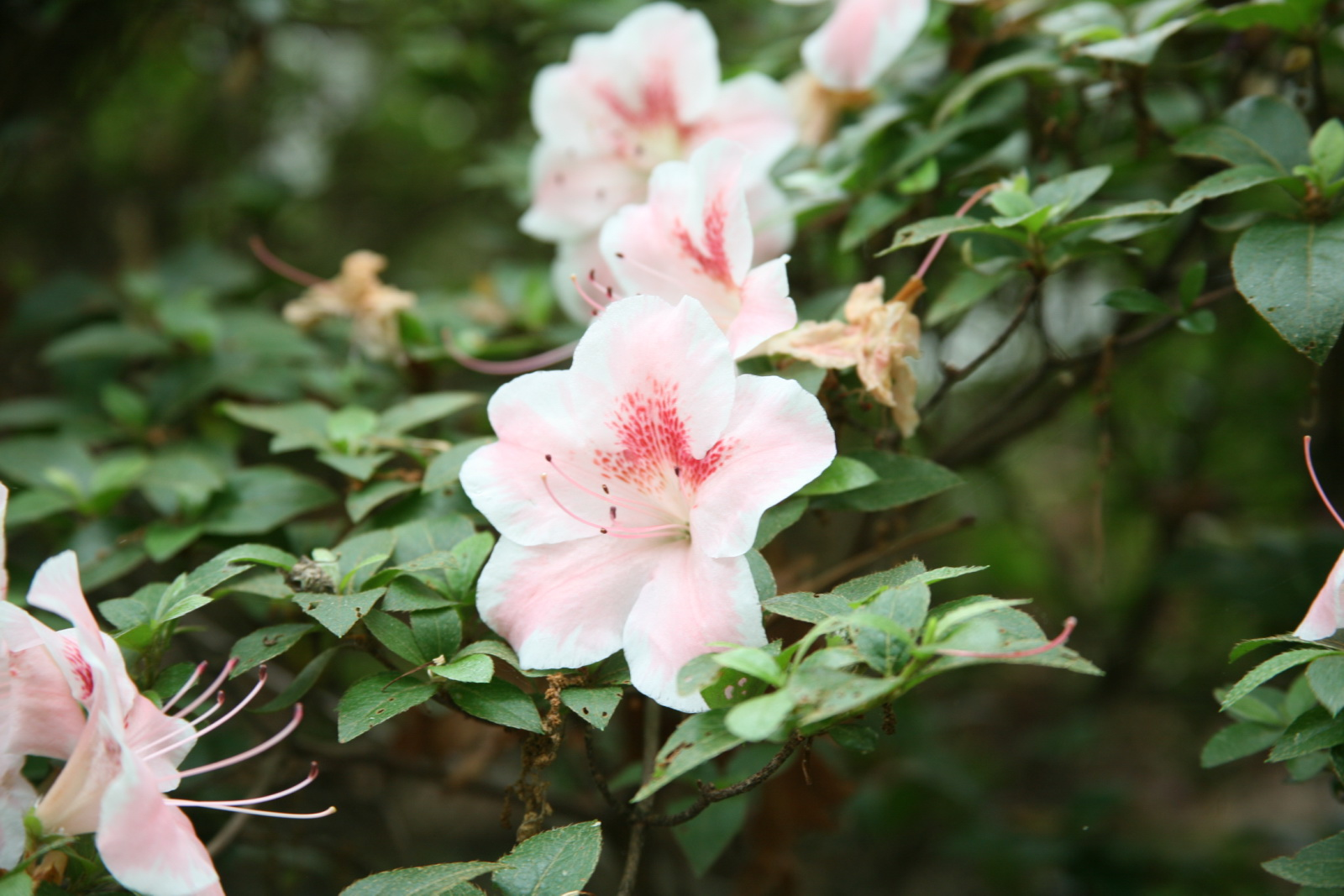
‘Issho No Haru’

- ‘Issho No Haru’: Diese auch ‘Spring of a Lifetime’ genannte Sorte wächst als kleiner Strauch von etwa 40 Zentimeter Höhe und 60 Zentimeter Breite. Die großen ungefüllten Blüten sind pastellrosa mit vereinzelten violetten Tupfern.
- ‘Shiko’: Diese auch ‘Purple Light’ genannte Sorte erreicht etwa 40 Zentimeter Höhe und 1 Meter Breite. Die großen ungefüllten Blüten sind sehr variabel; ihre Färbung ist rosa bis lavendelfarben, meist mit weißer oder violetter Zeichnung.
- ‘Shugetsu’: Diese auch ‘Autumn Moon’ genannte Sorte wird bis zu 60 Zentimeter hoch und 1 Meter breit. Die großen, ungefüllten Blüten sind weiß mit violettem Rand; häufig variiert ihre Färbung und Zeichnung an derselben Pflanze.

#### Gumpo-Hybriden

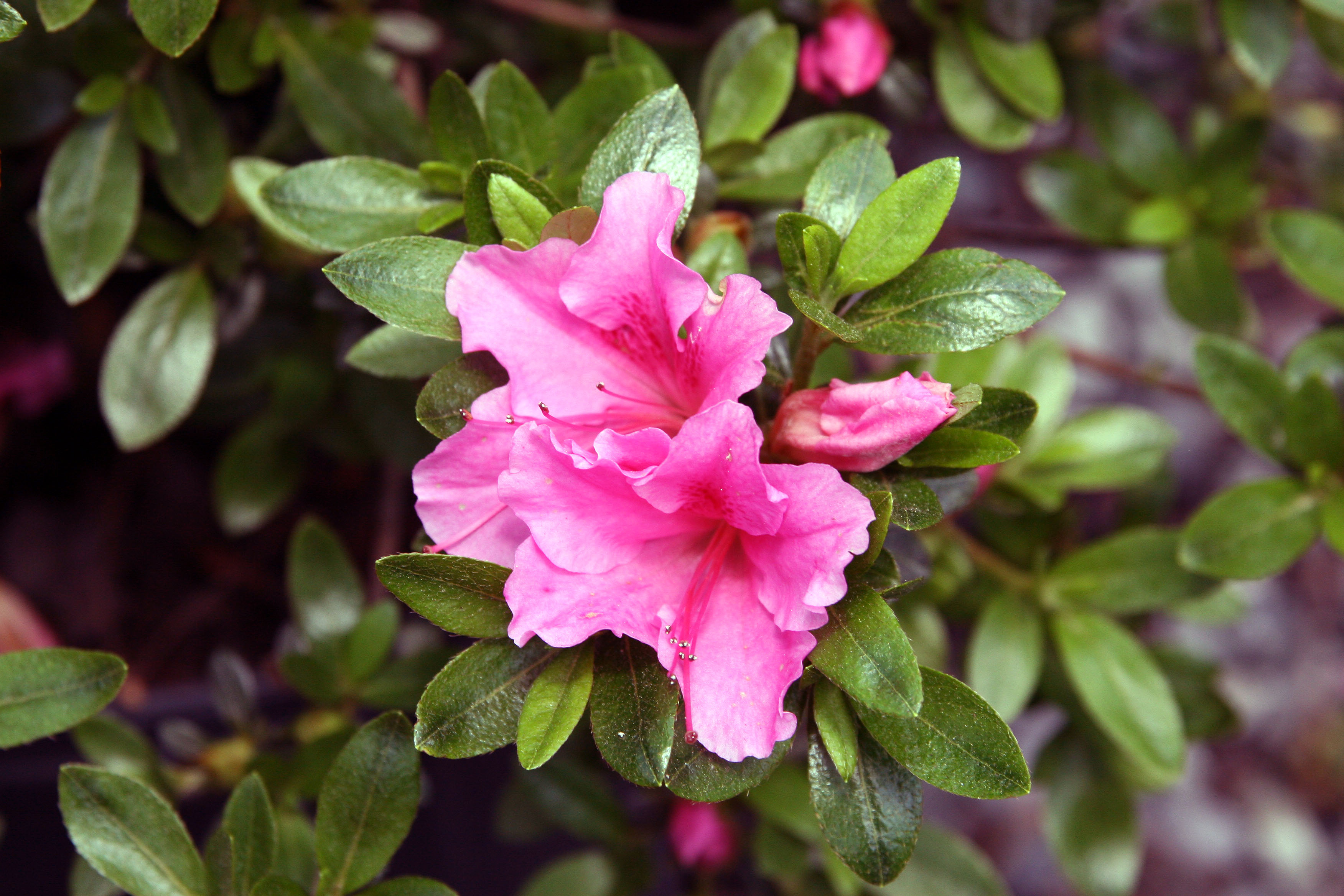
‘Gumpo Pink’

In dieser Gruppe befinden sich einige zwergwüchsige Sorten, die meist nur 30 Zentimeter hoch und 60 Zentimeter breit werden. Sie eignen sich gut für die Verwendung in Steingärten. Die zur Saisonmitte oder später erscheinenden Blüten sind ungefüllt.
- ‘Fancy’: Die Blüten dieser Sorte sind hellrosa mit weißem Rand und rosafarbener Zeichnung.
- ‘Gumpo Pink’: Diese auch ‘Yugiri’ genannte Sorte trägt rosa Blüten mit einem rosaroten Fleck.
- ‘Light Pink’: Diese Sorte trägt hellrosa Blüten mit dunkelrosa Zeichnung.
- ‘Salmon’: Die gekräuselten Blüten dieser Sorte sind lachsrosa.
- ‘White’: Diese Sorte bildet stark gekräuselte weiße Blüten in beachtlich großer Zahl.

### Weitere Hybridengruppen
Weitere Sortengruppen, die selbst durch Kreuzung von Sorten aus verschiedenen Gruppen entstanden sind oder von neu eingekreuzten Arten abstammen, sind hier aufgeführt:

#### Glenn-Dale-Hybriden
Die Entstehung der Glenn-Dale-Hybriden begann 1935, als Ben Y. Morrison, ein Beamter beim Landwirtschaftsministerium der Vereinigten Staaten (USDA) in Glenn Dale im US-Bundesstaat Maryland, in die Azaleenzucht einstieg. Sein Zuchtziel waren winterharte, verschiedenfarbige Sorten mit Blütezeit möglichst zur Saisonmitte. Etwa zehn Jahre lang wurden Tausende von Klonen kultiviert und zwischen 1947 und 1952 wurden etwa 440 davon als Sorten in den Handel gebracht; die meisten von ihnen sind inzwischen fast in Vergessenheit geraten. Hier eine Auswahl von Sorten dieser Gruppe:

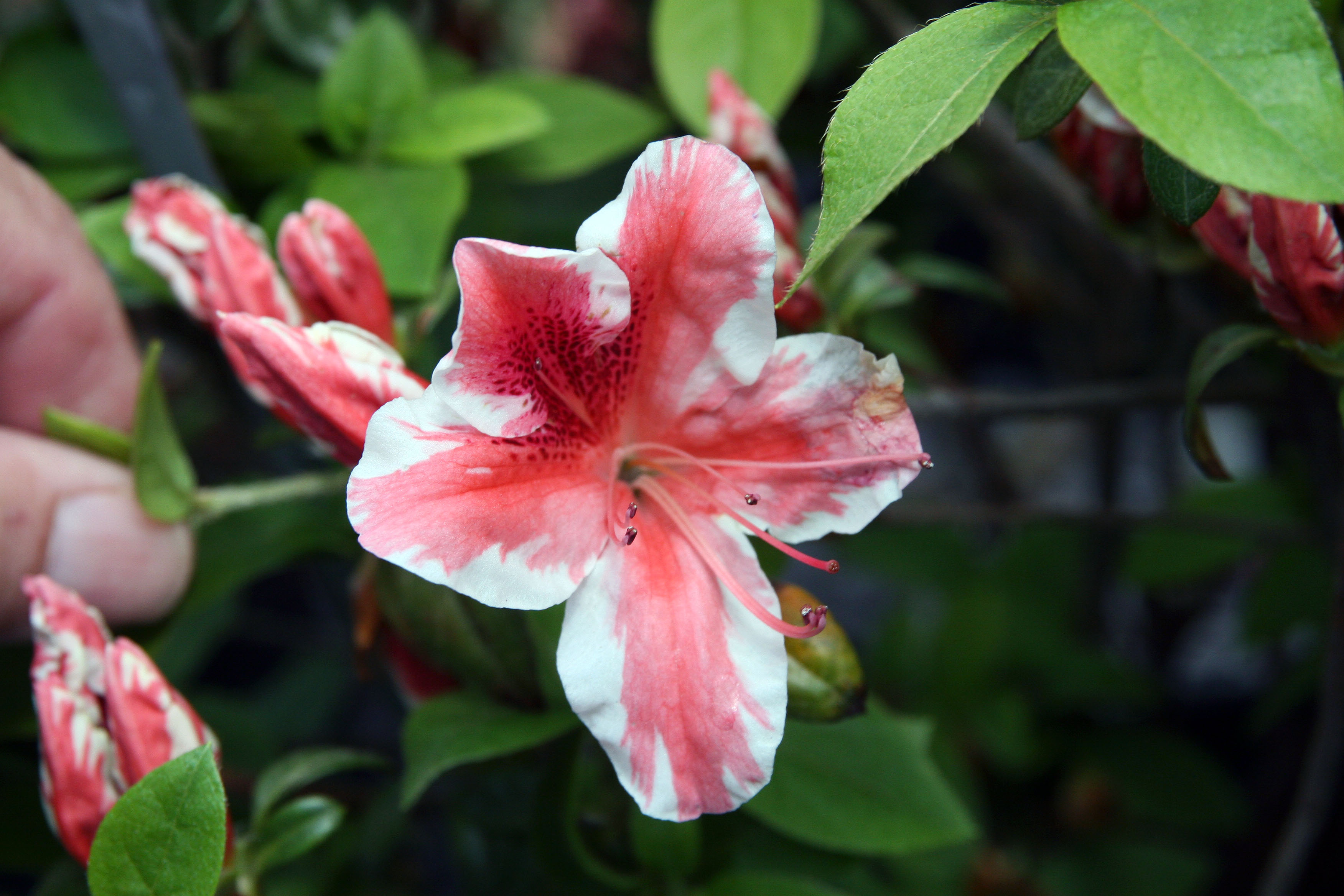
‘Ben Morrison’

- ‘Ben Morrison’: Diese nach ihrem Züchter B. Y. Morrison benannte, jedoch erst nach seinem Tod offiziell eingeführte Sorte wird als Strauch etwa 1,5 Meter hoch und rund 2 Meter breit. Die Blütezeit ist zur Saisonmitte. Die ungefüllten Blüten sind rostrot und dunkel gezeichnet sowie weiß gerandet.
- ‘Festive’: Diese Sorte erreicht bis 2 Meter Wuchshöhe; ihre früh erscheinenden ungefüllten Blüten sind weiß mit violetten Streifen und Flecken.
- ‘Glacier’: Dieser aufrechte, bis 2 Meter hohe Strauch ist schnellwüchsig. Die Blütezeit ist zur Saisonmitte oder früher. Die ungefüllten Blüten sind weiß und hellgrün überlaufen.
- ‘Martha Hitchcock’: Diese Sorte wächst als kräftiger Strauch, der etwa ein Meter hoch und zwei Meter breit wird. Die Blütezeit ist zur Saisonmitte. Die ungefüllten Blüten sind groß und von der Farbgebung weiß mit breitem rosa- bis purpurfarbenem Rand.
- ‘Vespers’: Dieser kräftige Strauch erreicht Wuchshöhen bis etwa 1,5 Meter. Die Blütezeit ist früh. Die ungefüllten bis halbgefüllten Blüten sind weiß mit grüner Zeichnung sowie vereinzelten rosa Farbflecken.

#### Back-Acres-Hybriden
Ben Morrison, der Züchter der Glenn-Dale-Hybriden, begann mit der Züchtung dieser kompaktwüchsigen Hybriden nach seiner Pensionierung. Hier einige Sorten dieser Gruppe:
- ‘Debonaire’: Diese Sorte erreicht bis ein Meter Wuchshöhe; ihre Blütezeit ist zur Saisonmitte. Die ungefüllten rosa Blüten sind im Zentrum heller und an den Rändern dunkler.
- ‘Fire Magic’: Dieser etwa 1 Meter hoch wachsende Strauch blüht zur Saisonmitte. Die gefüllten Blüten sind rötlich bis aprikosenfarben mit roten Flecken.
- ‘Hearthglow’: Diese Sorte wird etwa ein Meter hoch und blüht zur Saisonmitte bis später. Die gefüllten Blüten sind rosa bis rötlich-orange überlaufen und ähneln etwas Kamelienblüten.
- ‘Miss Jane’: Dieser kompakte Strauch wird etwa 60 Zentimeter hoch und einen Meter breit. Die Blütezeit ist spät. Die gefüllten Blüten sind weiß mit einem dunkelrosa Rand.

#### August-Kehr-Hybriden

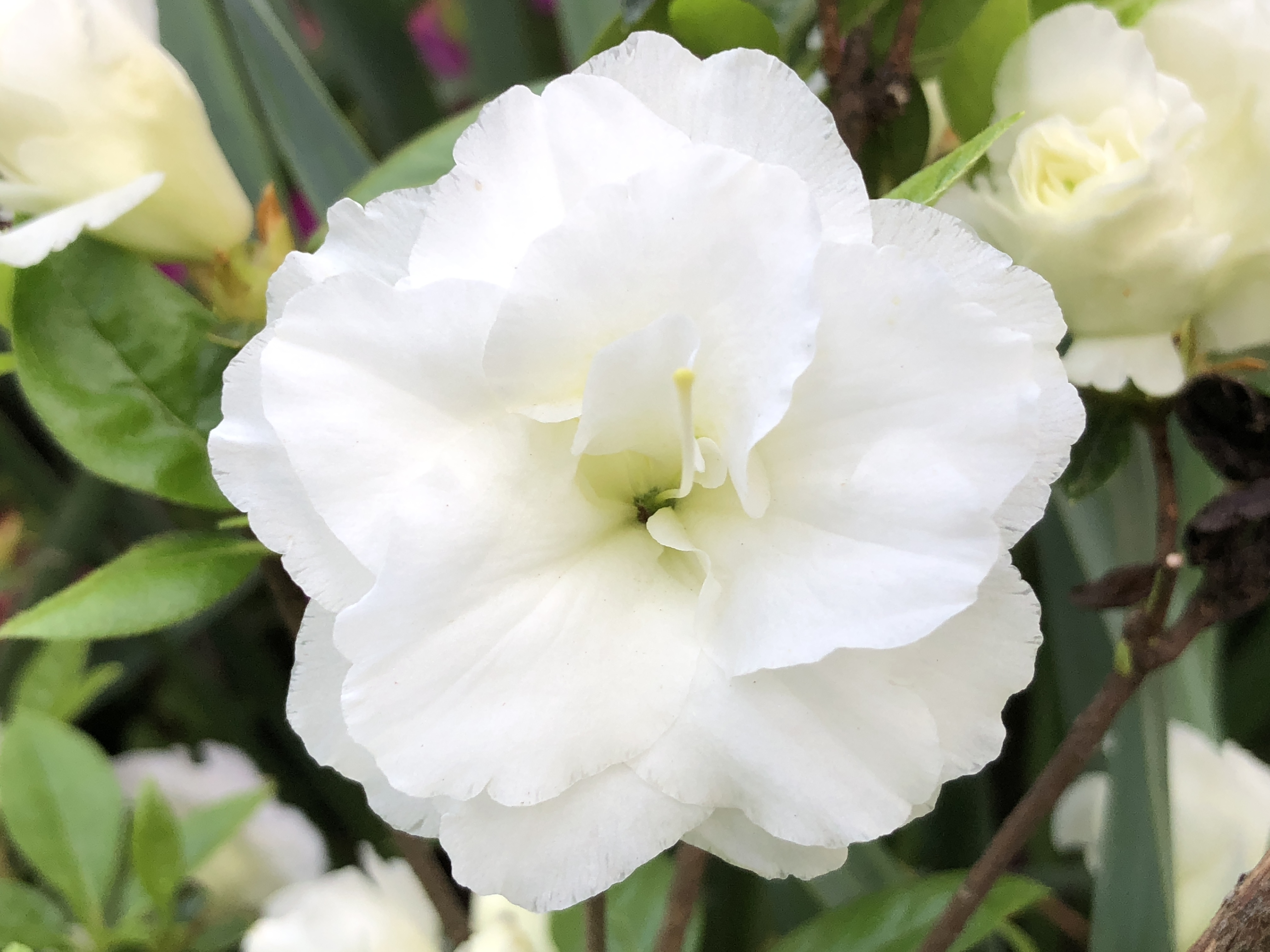
‘White Rosebud’

Dr. August Kehr, wie Ben Morrison ein Beamter beim US-Landwirtschaftsministerium, züchtete diese Hybriden, deren Merkmale eine gute Winterhärte und hübsche gefüllte Blüten sind. Hier einige Sorten dieser Gruppe:
- ‘Anna Kehr’: Für die Jungpflanzen dieser Sorte wird regelmäßiges Stutzen empfohlen, worauf sie einen etwa 80 Zentimeter hohen und 60 Zentimeter breiten kleinen Strauch bilden. Die Blütezeit ist zur Saisonmitte; die gefüllten Blüten sind dunkelrosa.
- ‘White Rosebud’: Dieser Strauch wird etwa einen Meter hoch und einen Meter breit. Die Blütezeit ist zur Saisonmitte. Ihre gefüllten Blüten sind weiß mit grünem Schlund.

#### Greenwood-Hybriden
Diese Hybriden wurden im US-Bundesstaat Oregon aus Gable-, Glenn-Dale- und Kurume-Hybriden gezüchtet. Gemeinsame Merkmale sind kompakter Wuchs und Winterhärte, so dass sie sich für die Kultur in kühleren Gebieten eignen. Die Blütezeit der folgenden drei Sorten beginnt zur Saisonmitte:
- ‘Greenwood Orange’: Dieser relativ lockere, etwa ein Meter hoch wachsende Strauch setzt viele kleine gefüllte Blüten an, die orangerot gefärbt sind.
- ‘Royal Robe’: Dieser kompaktwüchsige Strauch wird bei einer rundlichen Wuchsform etwa 40 Zentimeter hoch und 60 Zentimeter breit; er eignet sich gut zur Pflanzung in Steingärten. Die Blüten mit übergestülpten Kelchblättern sind hellviolett.
- ‘Tenino’: Diese Sorte erreicht etwa 40 Zentimeter Höhe und 1 Meter Breite; die Blüten mit übergestülpten Kelchblättern sind rosaviolett.

#### Harris-Hybriden
Diese Hybriden wurden ab 1970 von James Harris gezüchtet. Sie sind erst nach einer Eingewöhnungsphase winterhart, zeigen aber dafür bei kompaktem Wuchs ein üppiges Blütenkleid.
- ‘Fascination’: Dieser Strauch erreicht etwa 1 Meter Wuchshöhe. Seine ungefüllten Blüten sind in der Mitte weiß bis blassrosa und am Rand dunkelrot.
- ‘Frosted Orange’: Diese Sorte bildet einen reich verzweigten Strauch von etwa 80 Zentimeter Höhe und 1 Meter Breite aus. Die Blütezeit ist spät. Die weißen Blüten sind am Rand breit orange überlaufen.
- ‘Gloria Still’: Dieser kompakte Strauch wird etwa 80 Zentimeter hoch und einen Meter breit. Seine in großen Büscheln stehenden Blüten sind weißlich bis rosa gefärbt.
- ‘Miss Suzie’:  Diese Sorte wächst als kompakter Strauch mit Wuchshöhen bis 60 Zentimeter. Die Blütezeit ist zur Saisonmitte. Die Blüten mit übergestülpten Kelchblättern sind leuchtendrot gefärbt.

#### North-Tisbury-Hybriden
Als Ausgangsbasis für diese Hybriden diente die Art Rhododendron nakaharai. Es sind niedrige bis kriechende und als Bodendecker wachsende Azaleen, die sich auch für die Kultur in Hängekörben eignen. Hier eine Auswahl von Sorten dieser Gruppe:
- ‘Pink Pancake’: Diese beinahe niederliegend wachsende Azalee wird etwa 1 Meter breit und eignet sich gut für die Pflanzung in Steingärten und Hängekörben. Ihre Blütezeit ist spät; die kleinen Blüten sind rosa bis rot gezeichnet.
- ‘Red Fountain’: Diese Sorte wächst etwa 1 Meter in die Breite. Ihre ungefüllten Blüten sind rot.
- ‘Susannah Hill’: Diese Hybride wird etwa 30 Zentimeter hoch und 1 Meter breit. Ihre Blüten mit übergestülpten Kelchblättern sind rot.

#### Nuccio-Hybriden
Diese Hybriden wurden von der Familie Nuccio in Kalifornien gezüchtet, die für ihre Kamelienzucht bekannt ist. Die Nuccio-Hybriden stammen von Hybriden unterschiedlicher Herkunft ab und besitzen deshalb wenig gemeinsame Merkmale. Hier einige Sorten dieser Gruppe:
- ‘Bit of Sunshine’: Dieser etwa 1 Meter hoch und ebenso breit wachsende Strauch erinnert im Aussehen an Kurume-Azaleen. Die Blütezeit ist zu Frühlingsbeginn. Die zahlreich erscheinenden Blüten mit übergestülpten Kelchblättern sind rosarot.
- ‘Happy Days’: Dieser bis etwa 75 Zentimeter hoch wachsende Strauch ist in der Jugend frostempfindlich. Die Blütezeit ist im zeitigen Frühjahr. Die gefüllten Blüten sind violett und ähneln Rosenblüten.
- ‘Purple Glitters’: Dieser aufrecht wachsende Strauch wird etwa 1,5 Meter hoch und erinnert im Aussehen an Kurume-Azaleen. Die Blütezeit ist zu Frühlingsbeginn. Die zahlreich ansetzenden ungefüllten Blüten sind rosa bis purpurfarben.
- ‘Rose Glitters’: Die Blüten dieser Sorte sind kirschrot.

#### Robin-Hill-Hybriden

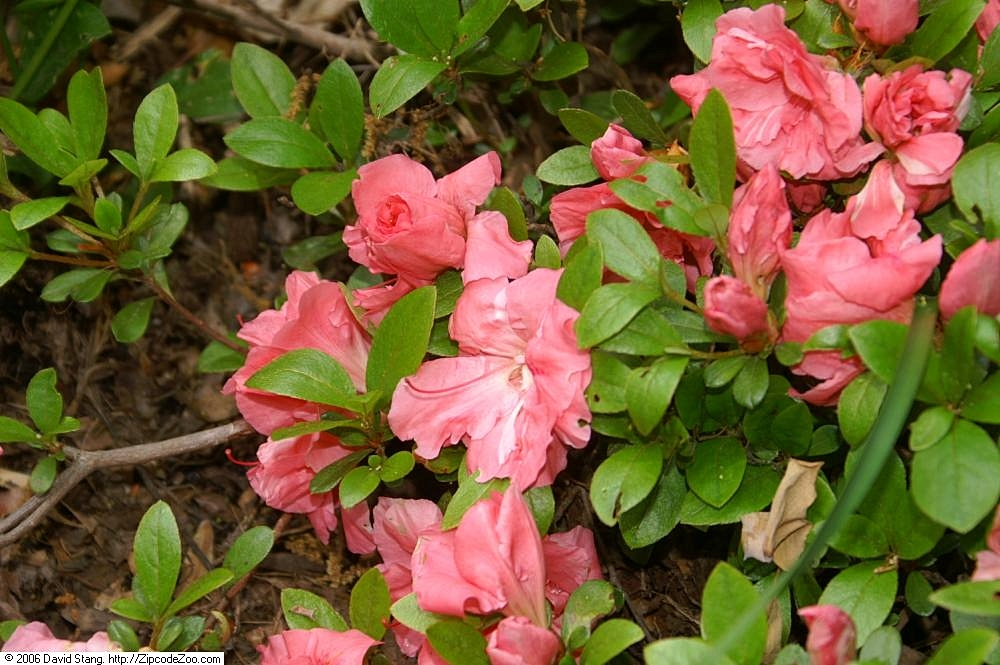
‘Lady Louise’

In der Zeit von 1937 bis 1981 wurden diese Hybriden von Robert Gartrell aus dem US-Bundesstaat New Jersey gezüchtet. Die 69 von ihm in den Handel gebrachten Sorten wählte er aus 20.000 Pflanzenexemplaren aus; Merkmale sind mittelgroßer Wuchs und relativ gute Frosthärte. Hier einige Sorten dieser Gruppe:
- ‘Betty Ann Voss’: Dieser in die Breite wachsende robuste Strauch wird etwa 50 Zentimeter hoch und 1 Meter breit; er trägt glänzende Blätter. Die leuchtendrosa Blüten mit übergestülpten Kelchblättern sind einfach, wirken aber wie halbgefüllt.
- ‘Early Beni’: Dieser Strauch erreicht Wuchshöhen bis etwa 60 bis 80 Zentimeter bei rundlicher Wuchsform. Die Blütezeit ist im zeitigen Frühling. Die halbgefüllten Blüten sind dunkel orangerot.
- ‘Lady Louise’:  Dieser ausladende Strauch erreicht Wuchshöhen bis etwa 80 Zentimeter. Die Herbstfärbung des Laubes ist bronzefarben, die Blütezeit zur Saisonmitte. Die halbgefüllten bis gefüllten Blüten sind rosa bis aprikosenfarben mit rötlicher Zeichnung.
- ‘Nancy of Robin Hill’: Diese Sorte von buschigem Wuchs wird etwa 60 Zentimeter hoch. Die Blütezeit ist zur Frühlingsmitte. Die halbgefüllten Blüten sind hellrosa und dunkler gezeichnet.
- ‘Watchet’: Diese zwergwüchsige Sorte wird etwa 40 Zentimeter hoch und 60 Zentimeter breit. Sie blüht zur Frühlingsmitte; ihre ungefüllten Blüten sind rosa mit weißem Schlund.
- ‘White Moon’: Diese Sorte erreicht Wuchshöhen bis etwa 40 Zentimeter und wächst mehr in die Breite. Sie erinnert im Aussehen an eine Satsuki-Azalee. Ihre ungefüllten Blüten sind weiß, teilweise mit unregelmäßigen rosa Flecken.

## Unterteilung nach Blütenfarben
Sortengruppen lassen sich auch nach der Blütenfarbe unterscheiden. Viele blühen lila bis blau, zum Beispiel Sorten, die von den Arten Rhododendron impeditum, Rhododendron scintillans und Rhododendron russatum abstammen. Rosa blühen bei sehr niedrigem Wuchs Rhododendron keleticum und Rhododendron radicans. Berühmt sind die eher wenigen rotblütigen Arten bzw. Sorten (Rhododendron repens subsp. forrestii, haemaleum, haematodes; viele Repenshybriden von D. G. Hobbie) und es gibt sogar schwarzrot blühende Rhododendren.

## Großblütige Sorten
Vertreter der Arten großblütigen Sorten sind:
- Rhododendron arboreum Sm.: bis zu 30 Meter hoch, tiefrote Blüten; Nationalpflanze von Nepal; nicht winterhart
- Rhododendron augustinii Hemsl.: schöne blaue bis blauviolette Blüten mit Flecken
- Rhododendron catawbiense Michx.: einer der ältesten Importe von North Carolina nach Europa und Basis sehr vieler Züchtungen (beispielsweise ‘Lee's Dark Purple’) und Selektionen (grandiflorum); violett mit Basalfleck; sehr hart und prächtig
- Rhododendron fortunei Lindl.: mit sehr großen, duftenden Blüten
- Rhododendron oreodoxa Franch. und fargesii Franch.: rosa, Blüte Anfang April (oreodoxa)
- Rhododendron sinogrande Balf. f. & W.W.Sm.: mit Blättern bis 100 Zentimeter Länge; in Mitteleuropa eher im Glashaus
- Rhododendron smirnowii Trautv.: sehr „hart“ in Mitteleuropa
- Rhododendron sutchuenense Franch.: sehr frühblühend (Ende März) rosa; erhältlich meist als Naturhybride ‘Geraldi’
- Rhododendron thomsonii Hook. f.: rote Glocken; Winterschutz sinnvoll
- Rhododendron wardii W.W.Sm.: wahrscheinlich einer der besten gelbblühenden; Blüten auch schalenförmig, mit oder ohne rotem Basalfleck; Blätter können auch blau überlaufen sein
- Rhododendron xanthocodon Hutch.: gelbe Glocken; Winterschutz erforderlich
- Rhododendron yakushimanum Nakai: rosa Knospe, weiße Blüten, dunkles Laub, sehr hart – Ausgangspunkt vieler Züchtungen (zum Beispiel von D. G. Hobbie und Hachmann)

## Standort- und Pflegebeschreibung
In der Gattung Rhododendron kann grob zwischen den großblumigen, zumeist auch kräftig und höher wachsenden Arten und Sorten sowie den kleinblumigen, zumeist kriechenden oder zwergwüchsigen Arten und Sorten unterschieden werden. Die ersten sind echte Waldpflanzen, die den Schirm hoher, tiefwurzelnder Bäume zum Leben nötig haben und sich im tiefgründigen Waldhumus am üppigsten entwickeln. Die zwergartig wachsenden dagegen gehören zur Zwerggehölzformation der Hochgebirge, deren Lebensgrundlage eine Rohhumusschicht von mehr oder weniger großer Stärke, mit gutem Wasserabzug und hoher Luftfeuchtigkeit ist. Entsprechend dem Habitat der botanischen Arten sind oft auch die Ansprüche der daraus entstandenen Hybriden und Sorten.

## Belege
- Gordon Cheers (Hrsg.): Botanica: Das ABC der Pflanzen. 10.000 Arten in Text und Bild. Könemann Verlagsgesellschaft, 2003, ISBN 3-8331-1600-5, S. 747–764.